# Canarias
Canarias es un archipiélago de origen volcánico situado en el océano Atlántico que conforma una comunidad autónoma española en el noroeste de África, con estatus de nacionalidad histórica. Es, además, una de las regiones ultraperiféricas de la Unión Europea.
Canarias abarca ocho islas, cinco islotes, ocho roques y el mar. Políticamente el archipiélago se compone de siete islas con administración propia y una isla —La Graciosa— que está en trámites de ser gestionada en forma de pedanía. Las siete islas con administración propia son, por un lado, El Hierro, La Gomera, La Palma y Tenerife, que constituyen la provincia de Santa Cruz de Tenerife, y, por otro lado, Fuerteventura, Gran Canaria y Lanzarote que constituyen la provincia de Las Palmas. A estas siete islas se le suman, por un lado, los islotes deshabitados de Montaña Clara, Alegranza, Roque del Este y Roque del Oeste que, junto con la isla de La Graciosa, forman el archipiélago Chinijo y, por otro lado, el islote de Lobos, todos estos pertenecientes a la provincia de Las Palmas. Además, a las ocho islas y cinco islotes se añaden una serie de roques adyacentes: los de Salmor, Fasnia, Bonanza, Garachico y Anaga situados en la provincia de Santa Cruz de Tenerife y los de Gando y el Farallón de Sardina situados en Gran Canaria. Por último, esta comunidad autónoma se completa con las aguas canarias, que son un especial ámbito marítimo de la comunidad autónoma y están integradas dentro del contorno perimetral que surge de la unión de los puntos extremos más salientes de las islas e islotes, siendo la única comunidad autónoma de España que incluye al mar como parte de su superficie.
El archipiélago está situado en el noroeste de África, cerca de las costas del sur de Marruecos y del norte del Sáhara Occidental, entre las coordenadas 27°37′ y 29°25′ de latitud norte y 13°20′ y 18°10′ de longitud oeste. La isla de Fuerteventura dista unos 95 km de la costa del África continental. La distancia a la masa continental europea es de unos 940 km —del islote de Alegranza a la punta de Sagres (Portugal)—. Por su situación geográfica, el archipiélago es la región más austral y occidental del Reino de España. Históricamente, ha sido considerada un puente entre tres continentes; África, América y Europa.
Las islas, de origen volcánico, se asientan sobre la placa africana y forman parte de la región natural de la Macaronesia, de la que son el archipiélago más extenso y poblado. Es también el archipiélago más extenso y poblado de España. Su clima es subtropical, aunque varía localmente según la altitud y la vertiente norte o sur. Esta variabilidad climática da lugar a una gran diversidad biológica que, junto a la riqueza paisajística y geológica, justifica la existencia en Canarias de cuatro parques nacionales y que todas las islas tengan reservas de la biosfera de la Unesco, y otras tengan zonas declaradas Patrimonio de la Humanidad. Estos atractivos naturales, junto con el buen clima y el mar, hacen de las islas un importante destino turístico, habiendo sido visitadas en 2024 por casi 18 millones de personas. De hecho, es la primera potencia turística tanto española como europea en número de pernoctaciones, con más de 100 millones solamente el año pasado.
Canarias posee actualmente una población de 2 262 404 habitantes y una densidad de 304 hab./km², siendo la séptima autonomía en número de habitantes. La población del archipiélago se concentra mayoritariamente en las dos islas capitalinas: alrededor del 43 % en la isla de Tenerife y otro 39 % en la isla de Gran Canaria. La superficie total del archipiélago es de, aproximadamente, 36 567 km², y está compuesta por la superficie terrestre, de 7447 km², y por la superficie marítima de las aguas canarias, de 29 120 km². Canarias utiliza durante el invierno boreal la hora de Greenwich (UTC±0) y durante el verano boreal una más (UTC+1), con una hora de diferencia respecto al resto de España.
Tal y como establece el Estatuto de Autonomía, la capitalidad de la comunidad autónoma es compartida entre las ciudades de Santa Cruz de Tenerife y Las Palmas de Gran Canaria; la sede del presidente del Gobierno autonómico alterna entre ambas por períodos legislativos, siendo la sede del vicepresidente distinta a la del presidente. El Parlamento está en Santa Cruz de Tenerife, mientras que la sede de la Delegación del Gobierno se ubica en Las Palmas de Gran Canaria, existiendo además una Subdelegación del Gobierno en cada una de las dos ciudades. Asimismo, hay un equilibrio entre las dos capitales en cuanto a sedes de consejerías e instituciones públicas aunque el resto de la administración autonómica se encuentra en su práctica totalidad duplicada entre ambas ciudades. Por su parte, en la ciudad de San Cristóbal de La Laguna se encuentra la sede del Consejo Consultivo de Canarias, que es el supremo órgano consultivo.

## Toponimia
El primer documento escrito con una referencia directa a Canarias se debe a Plinio el Viejo, que cita el viaje del rey Juba II de Mauritania a las islas en el 40 a. C. y se refiere a ellas por primera vez como Islas Afortunadas (Fortunatae Insulae). En este documento también aparece por primera vez el término Canaria, utilizado para hacer referencia a la isla de Gran Canaria.
De acuerdo con Plinio, este nombre le fue dado a la isla en memoria de dos grandes canes que los enviados de Juba capturaron allí y llevaron posteriormente a Mauritania (antigua región del noroccidente del Magreb, no confundir con la actual Mauritania). Tradicionalmente se ha considerado la posibilidad de que los canes hayan sido mastines (los cuales aparecen actualmente representados a ambos lados del actual escudo de Canarias). Sin embargo, el historiador José Juan Jiménez, del Museo de la Naturaleza y el Hombre de Tenerife, sostiene que Plinio el Viejo no hacía referencia a perros sino a una especie de foca monje de gran tamaño que pobló las costas del Archipiélago hasta el siglo XV y que posee el nombre cannis marinus. Y es que, Gran Canaria en aquella época estaba aún deshabitada y, por ende, tampoco poseía perros, los cuales fueron trasladados a la isla por los pobladores originales, los amazhigh o bereberes, llegados a la isla en el siglo I d. C..
Ya desde la Antigüedad se usó el topónimo en plural para referirse al conjunto del archipiélago. Así, en el siglo IV Arnobio de Sicca escribió acerca de las Canarias insulas.
Algunas teorías modernas relacionan el término Canarias con el etnónimo norteafricano canarii, grupo bereber que se ubicaba en la zona noroccidental africana. De hecho, el propio Plinio menciona en otro texto a los canarii, si bien de nuevo vuelve a relacionar este término con los canes. También el mencionado José Juan Jiménez defiende que el origen de los canarii de Gran Canaria está en esa tribu del Atlas que, tras rebelarse contra los romanos, fue deportada a la isla de Gran Canaria en el siglo I d. C.. Por ello, y según el mencionado historiador, si bien las islas fueron denominadas "Canarias" debido a la presencia de la foca monje cannis marinus en el archipiélago, tras el envío de los canarii a Gran Canaria el nombre de la isla sería relacionado, de forma progresiva, con el de dicha tribu.

## Símbolos

Bandera de Canarias según el Estatuto de Autonomía de Canarias

Bandera de Canarias con el escudo autonómico, incluida esta en el Manual de Identidad Corporativa Gráfica del Gobierno de Canarias

### Bandera
La bandera de Canarias es oficial de esta comunidad autónoma desde 1982 por la Ley Orgánica 10/1982 del 10 de agosto sobre Estatuto de Autonomía de Canarias. En este se establece, en el artículo 7, lo siguiente:

«La bandera de Canarias está formada por tres franjas iguales en sentido vertical, cuyos colores son a partir del asta, blanco, azul y amarillo»

Tradicionalmente se asume que los colores de la bandera derivan de los colores de las dos actuales banderas de las provincias marítimas de Canarias; la de Tenerife (blanco y azul) y la de Gran Canaria (azul y amarillo), siendo el orden de los colores según la disposición geográfica de ambas, es decir, el blanco a la izquierda, que se corresponde con el occidente y con Tenerife, el amarillo a la derecha que se identifica con el oriente y con Gran Canaria. El azul (que comparten ambas) se sitúa en el centro. 
En el Boletín Oficial de Canarias núm. 237, del 2 de diciembre de 2005, se aprobó la actualización del Manual de Identidad Corporativa Gráfica del Gobierno de Canarias. En dicho manual se especifican, en el Capítulo I, las proporciones del ancho de la bandera y el tipo de amarillo y azul oficiales de los colores de esta. También se incluyen en este manual dos versiones de la bandera de Canarias como identidad de la comunidad autónoma: la versión sin escudo, que corresponde con la descripción dada en el Estatuto de Autonomía, y la versión que incluye el Escudo de Canarias en el centro de la bandera.

### Escudo

Escudo de Canarias según el Estatuto de Autonomía de Canarias

El escudo oficial de la comunidad autónoma de Canarias fue creado en 1982 gracias a la ley orgánica 10/1982 del 10 de agosto sobre el Estatuto de Autonomía de Canarias. En este se establece, en el artículo 7, lo siguiente:

Canarias tiene escudo propio, cuya descripción es la siguiente: en campo de azur trae siete islas de plata bien ordenadas, dos, dos, dos y una, esta última en punta. Como timbre una corona real cerrada, surmontada de una cinta de plata con el lema Océano de sable y como soportes dos canes en su color.

En el Manual de Identidad Corporativa Gráfica del Gobierno de Canarias se especifican las proporciones del escudo. Asimismo, en este manual se establece cuando debe de usarse el escudo, donde se dice exactamente:

El uso del escudo de la Comunidad se ceñirá exclusivamente:

- A la representación de ésta en su conjunto, para aquellos casos de especial relevancia. Por ejemplo: Acto principal del Día de Canarias, distinciones de máximo rango, encuentros de Jefes de estado, etc).

- Al Boletín Oficial de Canarias (BOC) y al Cuerpo General de la Policía Canaria.

### Símbolos naturales
En 1991 el Gobierno de Canarias decidió que el pájaro canario (Serinus canaria) y la palmera canaria (Phoenix canariensis) fueran los símbolos naturales de las islas Canarias.

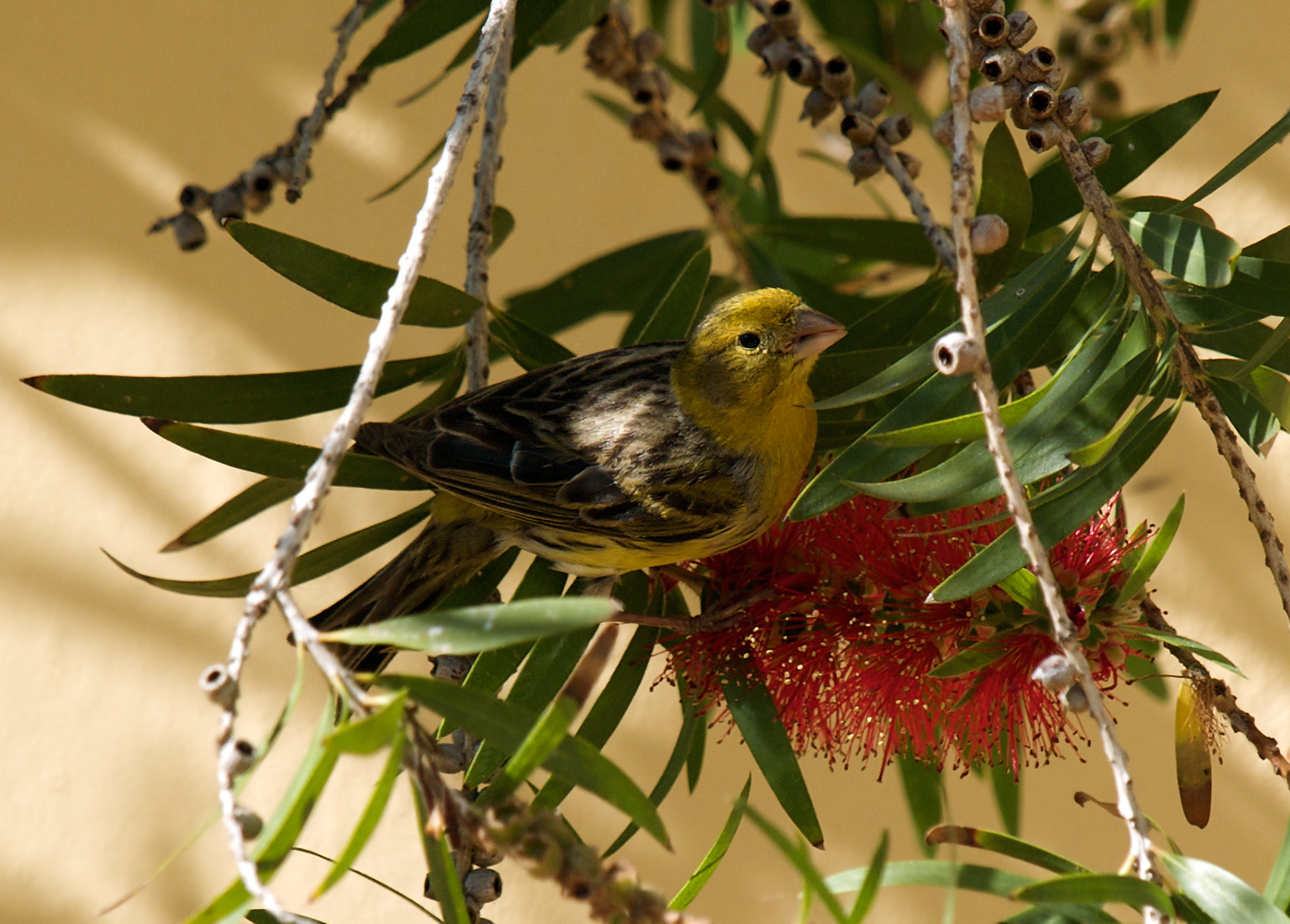
Serinus canaria
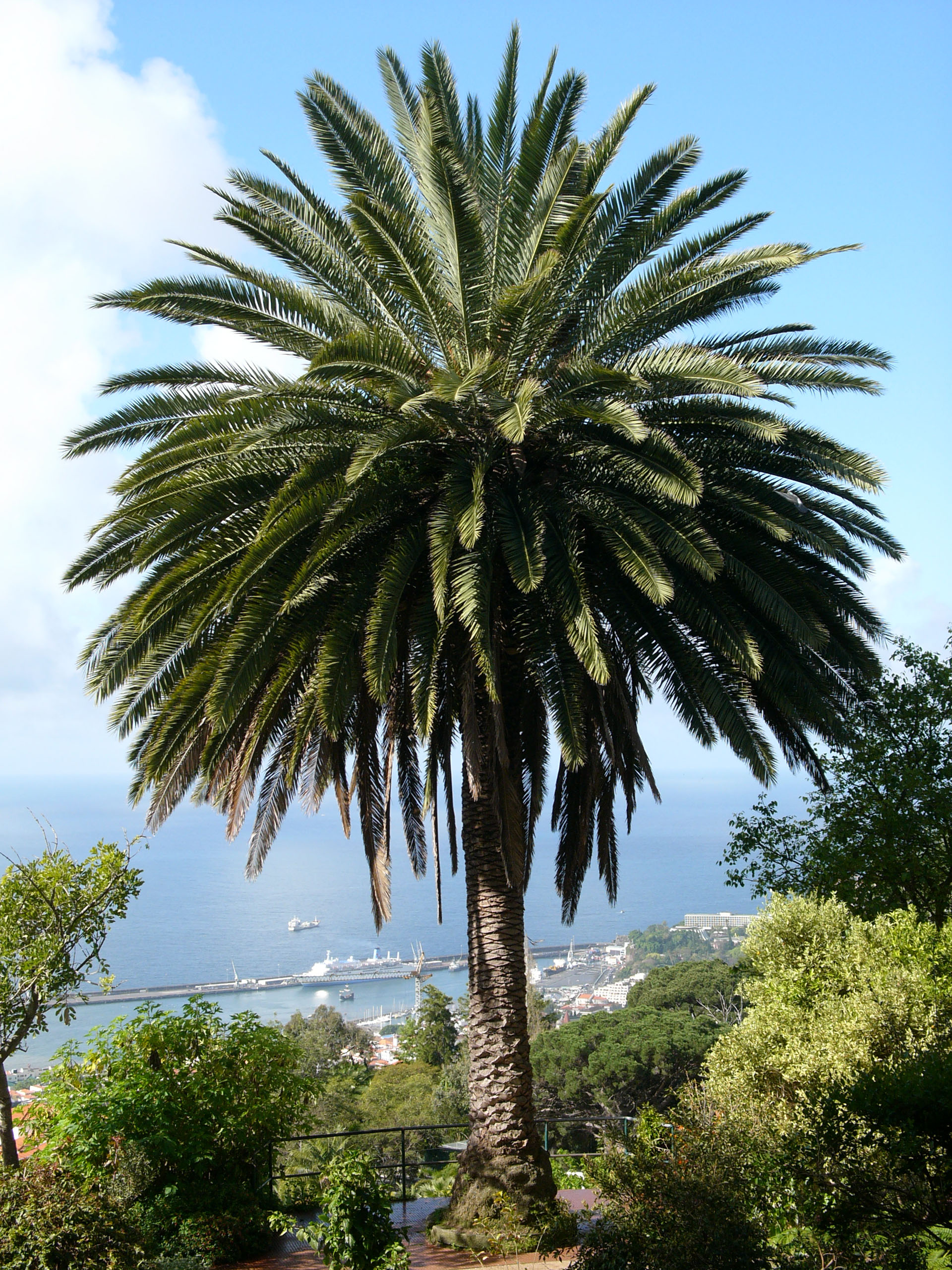
Phoenix canariensis

## Geografía

### Relieve

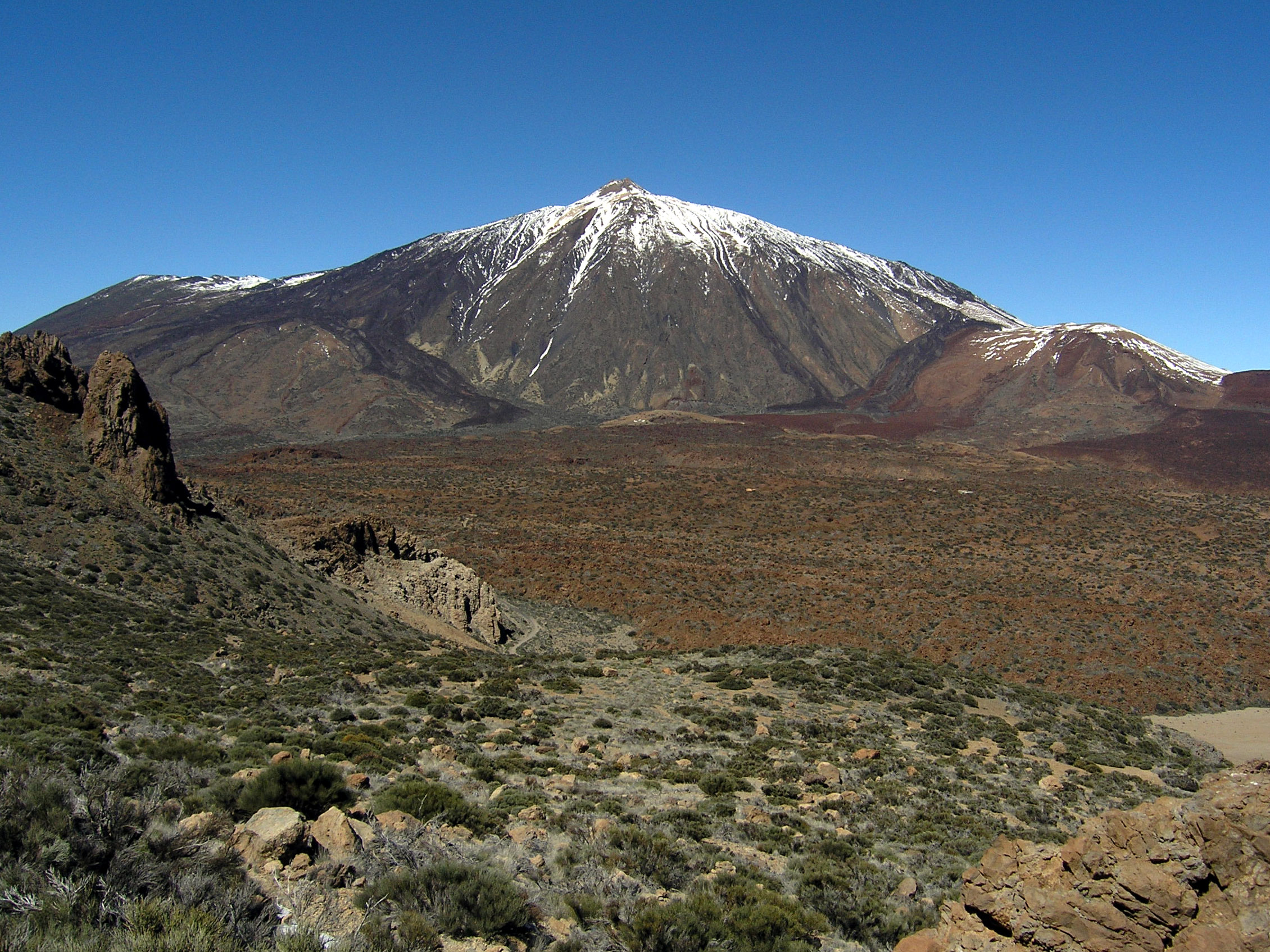
El Teide, ubicado en Tenerife, es con 3715 metros sobre el nivel del mar, el punto más alto de España

Canarias es un archipiélago volcánico muy reciente geológicamente, con apenas 30 millones de años de antigüedad. Sus grandes edificios volcánicos se apoyan sobre grandes bloques de la corteza oceánica, y en la zona de contacto con la corteza continental africana. La disposición de las islas refleja la red de fallas presentes en la corteza oceánica.
La historia geológica de las islas es muy compleja. Encontramos varias fases de coladas de lavas que dan un típico relieve volcánico. Durante las grandes glaciaciones, las Canarias tuvieron un clima más árido que favoreció la erosión y la aparición de derrubios en las laderas y los barrancos.
Las costas son las más expuestas al ímpetu de la erosión, debido a la actividad marina. Hay muy pocas zonas de acumulación, lo que supone la existencia de muy pocas playas naturales. Predominan los grandes acantilados. Es destacable que Canarias es la región española con mayor longitud de costas: 1583 km.
Los barrancos son muy característicos de las islas Canarias: se trata del cauce esporádico por donde se dirigen las aguas corrientes presentes en las islas. Su recorrido es corto, y generalmente tienen un perfil rectilíneo muy marcado. Su cauce está tapizado de derrubios arrastrados por las aguas.
En la siguiente tabla se muestran las montañas más altas de cada una de las islas;
| Pico                      | Altitud e isla             |
| ------------------------- | -------------------------- |
| Teide                     | 3715 metros (Tenerife)     |
| Roque de los Muchachos    | 2426 metros (La Palma)     |
| Morro de la Agujerada     | 1956 metros (Gran Canaria) |
| Pico de Malpaso           | 1500 metros (El Hierro)    |
| Alto de Garajonay         | 1487 metros (La Gomera)    |
| Pico de la Zarza          | 812 metros (Fuerteventura) |
| Peñas del Chache          | 670 metros (Lanzarote)     |
| Caldera de Alegranza      | 289 metros (Alegranza)     |
| Las Agujas                | 266 metros (La Graciosa)   |
| La Mariana                | 256 metros (Montaña Clara) |
| La Caldera o La Herradura | 127 metros (Lobos)         |

### Clima

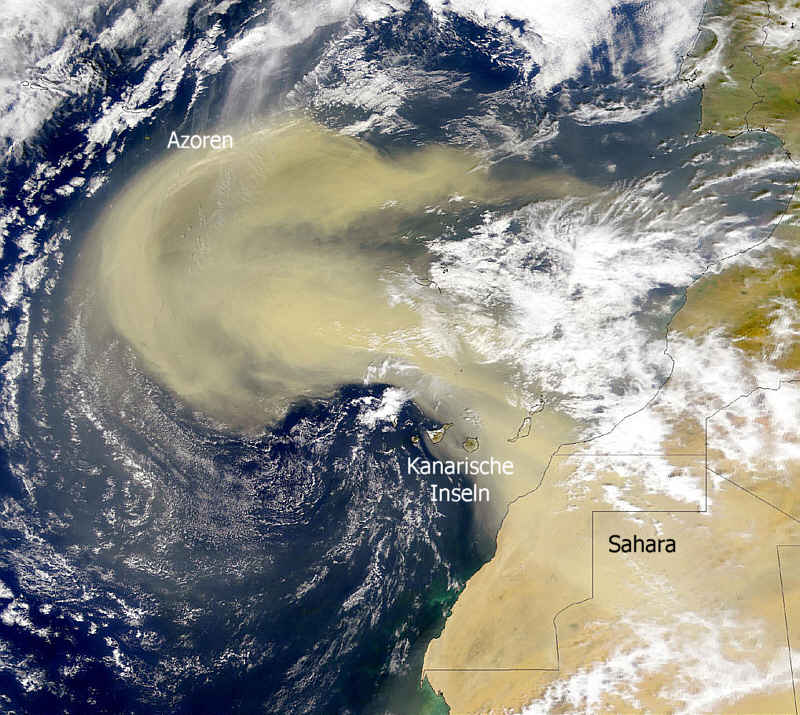
Canarias afectada por el polvo en suspensión procedente del desierto del Sáhara, fenómeno conocido como calima o polvo en suspensión

El clima es subtropical oceánico, con temperaturas mitigadas todo el año por el mar y en verano por los vientos alisios. Nos encontramos con variaciones muy importantes en cuanto al régimen de precipitaciones. En algunas zonas de la isla de La Palma, por ejemplo, las precipitaciones anuales llegan a superar los 1200 mm. En las islas orientales las precipitaciones son más escasas que en las occidentales; así Fuerteventura y Lanzarote se caracterizan por un clima árido semidesértico. La escasez de lluvia ha llevado a la instalación de desaladoras para abastecer zonas urbanas, como en Las Palmas de Gran Canaria o Santa Cruz de Tenerife. De hecho, la primera planta desaladora de España se instaló en la isla de Lanzarote en 1964, y en la actualidad esta isla y Fuerteventura se abastecen en su totalidad de agua de mar desalada. La porosidad del terreno dada su naturaleza volcánica, dificulta el aprovechamiento del agua de la lluvia en presas y embalses, si bien estas tienen una cierta importancia en Gran Canaria y La Gomera. En las islas occidentales se lleva a cabo un aprovechamiento de los acuíferos subterráneos a través de las galerías, a excepción de la isla de El Hierro, donde son más importantes los pozos y aljibes. Una característica de algunos lugares de las islas es la presencia de montañas cerca de la costa que provocan que las masas de aire se condensen, dando lugar al fenómeno conocido como mar de nubes, y por tanto, el beneficio de la vegetación de la zona debido a la humedad. Sin embargo, debido a los microclimas existentes en una misma isla, podemos encontrar zonas donde aparecen bosques húmedos y otras zonas donde la aridez es la característica principal.
Los vientos suelen soplar con mayor frecuencia del nororiente, vientos que si bien no suelen dejar precipitaciones, si reportan humedad a las zonas orientadas hacia ese lugar, formándose el ya citado mar de nubes en zonas medias y altas. Los vientos del levante, siroco, suelen ir acompañado de calima, es decir, polvo en suspensión procedente del desierto del Sáhara, alcanzando a veces una gran densidad.
Las islas carecen de ríos aunque los barrancos son numerosos y las aguas discurren rápidamente desde las zonas altas hasta las costas. A pesar de ello existen algunas corrientes continuas de agua en La Palma, La Gomera, Tenerife y Gran Canaria.
En cuanto a los récords de temperaturas extremas, por un lado, la temperatura máxima jamás registrada en el archipiélago fue de 46,2 °C, medida en Tacorón (El Hierro) el 12 de agosto de 2023.   Por el otro lado, la temperatura más baja alcanzada en las islas fue de −21 °C en el Roque de la Grieta (Tenerife) en 1912. 

### Islas
Ordenadas de occidente a oriente, las islas Canarias son El Hierro, La Palma, La Gomera, Tenerife, Gran Canaria, Fuerteventura, Lanzarote y La Graciosa, teniendo administración propia las siete primeras y estando la última adscrita a la isla de Lanzarote administrativamente. Además, al norte de Lanzarote se encuentran los islotes de Montaña Clara, Alegranza, Roque del Este y Roque del Oeste, perteneciendo estos, junto con la isla de La Graciosa, al archipiélago Chinijo, y al noreste de Fuerteventura se halla el islote de Lobos. También existen en Canarias una serie de pequeños roques adyacentes: los roques de Anaga, Garachico y Fasnia en Tenerife, y los de Salmor y Bonanza en El Hierro. La suma total de la superficie de todas las islas e islotes es de 7446,95 km², siendo esta el 20,37 % de la superficie total de la comunidad autónoma, ya que en esta se incluye el especial ámbito marítimo de las aguas canarias.
Las antípodas de Canarias se encuentran en el océano Pacífico, entre Nueva Zelanda, Nueva Caledonia, Australia y el océano.

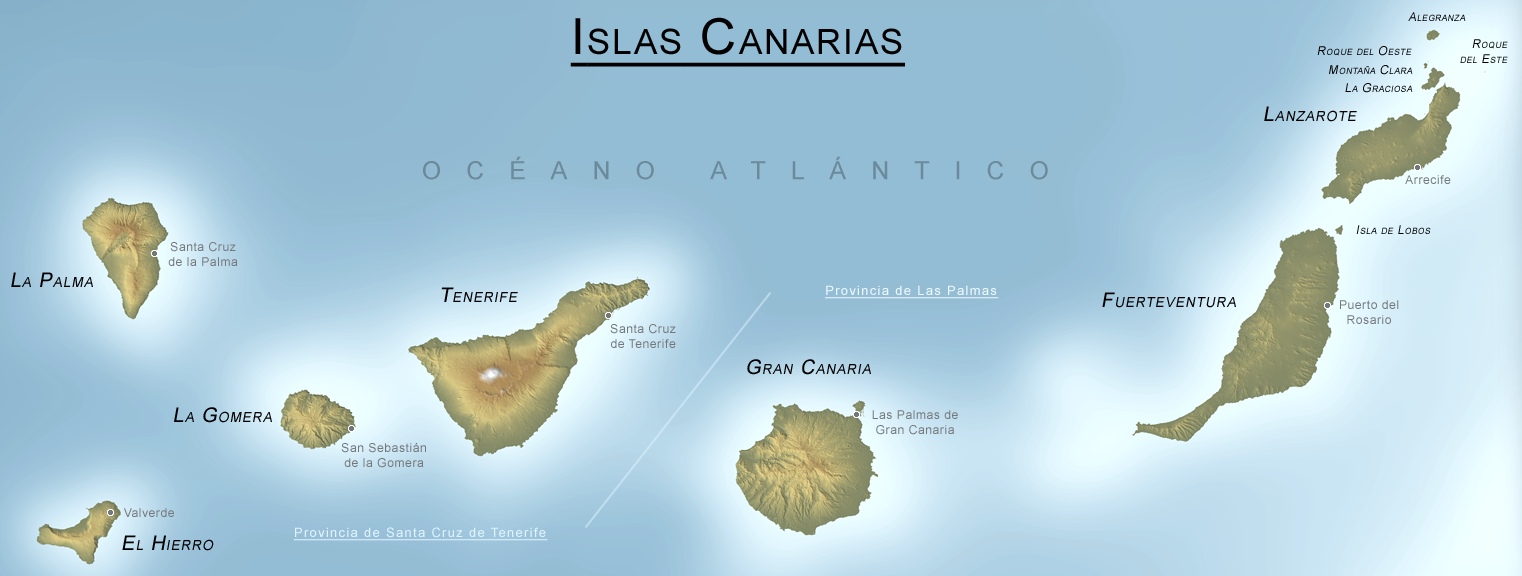
Mapa de las islas Canarias

#### El Hierro

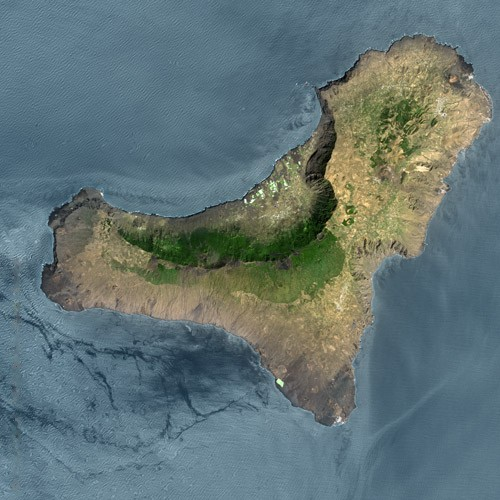
El Hierro, en un día sin nubes, con el valle de El Golfo, al noroeste

El Hierro es la isla más occidental del archipiélago y, entre las islas con administración propia, es la más pequeña, con 268,71 km², y la menos poblada, con 11 646 habitantes. Su capital es Valverde (4995 habitantes). Antiguamente toda la isla estaba conformada por un único municipio, pero debido a la Ley de Cabildos de 1912 se creó el municipio de La Frontera y ya en pleno siglo XXI el de El Pinar por una disputa entre sus vecinos y los de La Frontera en torno a la Virgen de los Reyes (Patrona de El Hierro). Toda la isla fue declarada reserva de la biosfera en 2000. Es conocida por sus ejemplares de sabina inclinados por el viento; por el antiguo Garoé o Árbol Santo; por sus lagartos gigantes, y porque en el pasado el meridiano 0º tomaba como referencia la Punta de Orchilla, situada en el occidente de la isla. Desde el siglo XVIII se viajaba a esta isla para tomar las aguas curativas del Pozo de Sabinosa, o Pozo de la Salud. Aquí nació la cantadora y tamborilera Valentina la de Sabinosa, figura del folclore canario. La isla también destaca por sus fondos marinos y sus centros de buceo. Entre octubre de 2011 y marzo de 2012 tuvo lugar una erupción submarina. El cono volcánico submarino se encuentra a 88 metros de profundidad, cerca de la localidad de La Restinga, en el Mar de las Calmas. La erupción de El Hierro de 2011 fue ampliamente estudiada por los métodos científicos modernos y su duración fue la más larga de la historia de Canarias después de la de Timanfaya. Con la construcción de la central hidroeólica de Gorona del Viento, El Hierro se convirtió en la primera isla del planeta en autoabastecerse completamente de energías renovables en 2014, demostrando además que este tipo de energías son rentables económicamente, en ciertas circunstancias.
Algunos atractivos de la isla son los Roques de Salmor, el árbol Garoé, el Roque de La Bonanza, los petroglifos de El Julan y la Bajada de la Virgen de los Reyes, que se celebra cada cuatro años. En Las Puntas se encuentra el hotel más pequeño del mundo con solo dos habitaciones.

#### La Palma

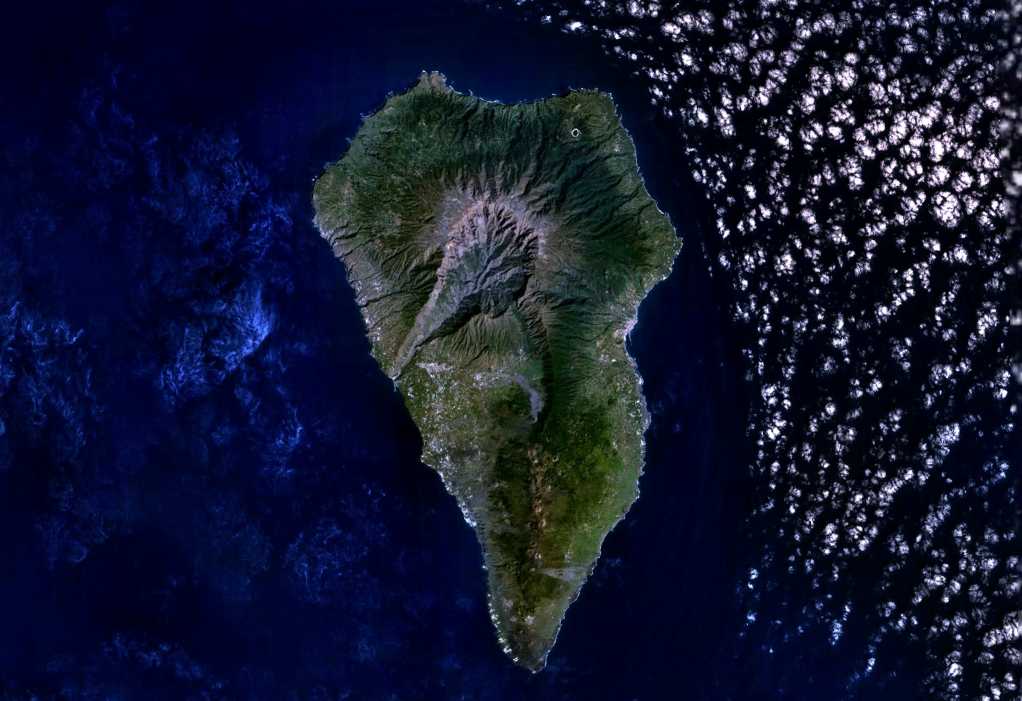
Vista satelital de La Palma. En su centro puede apreciarse el cráter de la Caldera de Taburiente

La Palma, con 83 875 habitantes, sus 708,32 km² son en su totalidad reserva de la biosfera. Ha tenido actividad volcánica reciente, apreciable en el volcán Teneguía, que entró en erupción por última vez en 1971. En septiembre de 2021 se inició otra erupción volcánica, en la misma alineación de las dos anteriores (San Juan y Teneguía). Además, es la segunda isla más alta de Canarias, con el Roque de los Muchachos (2426 m) como punto más elevado. Este pico se halla en los límites del parque nacional de la Caldera de Taburiente en el municipio de El Paso, y en sus inmediaciones está emplazado el Observatorio del Roque de los Muchachos del Instituto de Astrofísica de Canarias: en él se encuentra el Gran Telescopio Canarias, que con su espejo principal de 10,40 m de diámetro es el telescopio óptico más grande del planeta. Por su exuberante vegetación, La Palma es conocida también como la «Isla Bonita». Su capital es Santa Cruz de La Palma (13 842 en la capital, 17 084 habitantes en el municipio), ciudad donde tiene su sede el Diputado del Común del Parlamento de Canarias (cargo equivalente al Defensor del Pueblo, pero a nivel autonómico), y el municipio más poblado es Los Llanos de Aridane (20 766 habitantes).

#### La Gomera

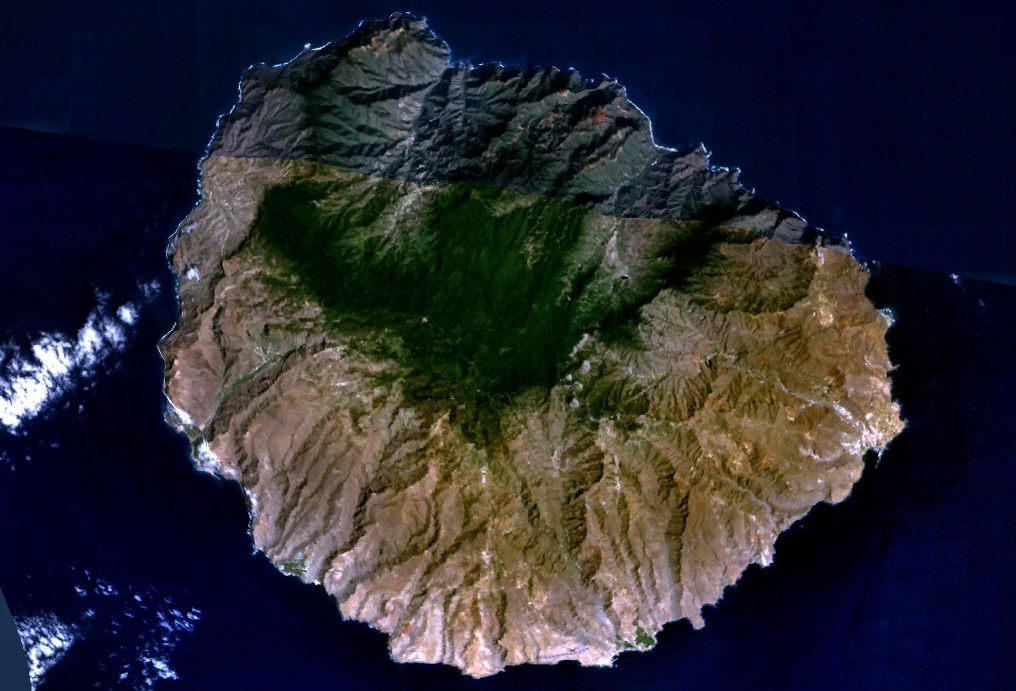
La Gomera. La masa forestal del centro corresponde al parque nacional de Garajonay

La Gomera tiene una superficie de 369,76 km² y, entre las islas con administración propia, es la segunda isla menos poblada, después de El Hierro, con 22 162 habitantes. La capital insular es San Sebastián de La Gomera (8965 habitantes). En La Gomera se encuentra el parque nacional de Garajonay, declarado por la Unesco en 1986 Patrimonio de la Humanidad, que representa un buen ejemplo de bosque de laurisilva. Por su parte el silbo gomero (lenguaje silbado practicado por algunos habitantes de la isla), también es Patrimonio de la Humanidad desde 2009. Es la única isla de Canarias en la que no se ha registrado ninguna erupción volcánica en época histórica ni cuenta con vulcanismo reciente. Solo existe un cono volcánico reconocible, el resto de los volcanes han sido erosionados dejando numerosos roques por toda la geografía insular. La isla fue el último territorio que tocó Cristóbal Colón antes de llegar a América en su viaje de descubrimiento de 1492: por ello es también conocida como la «Isla Colombina». Algunos atractivos de la isla son La Torre del Conde, la ermita de Guadalupe (patrona de La Gomera) en Puntallana, el Roque de Agando, el Roque Blanco, la Fortaleza de Chipude y los acantilados de Los Órganos. Para llegar a la isla hasta 1999 había que hacerlo en barco, pues no existía un aeropuerto por lo accidentado del terreno sin una sola llanura apta para ello. Sin embargo anteriormente existió un aeródromo privado en la zona de El Revolcadero, muy cerca del actual aeropuerto.

#### Tenerife

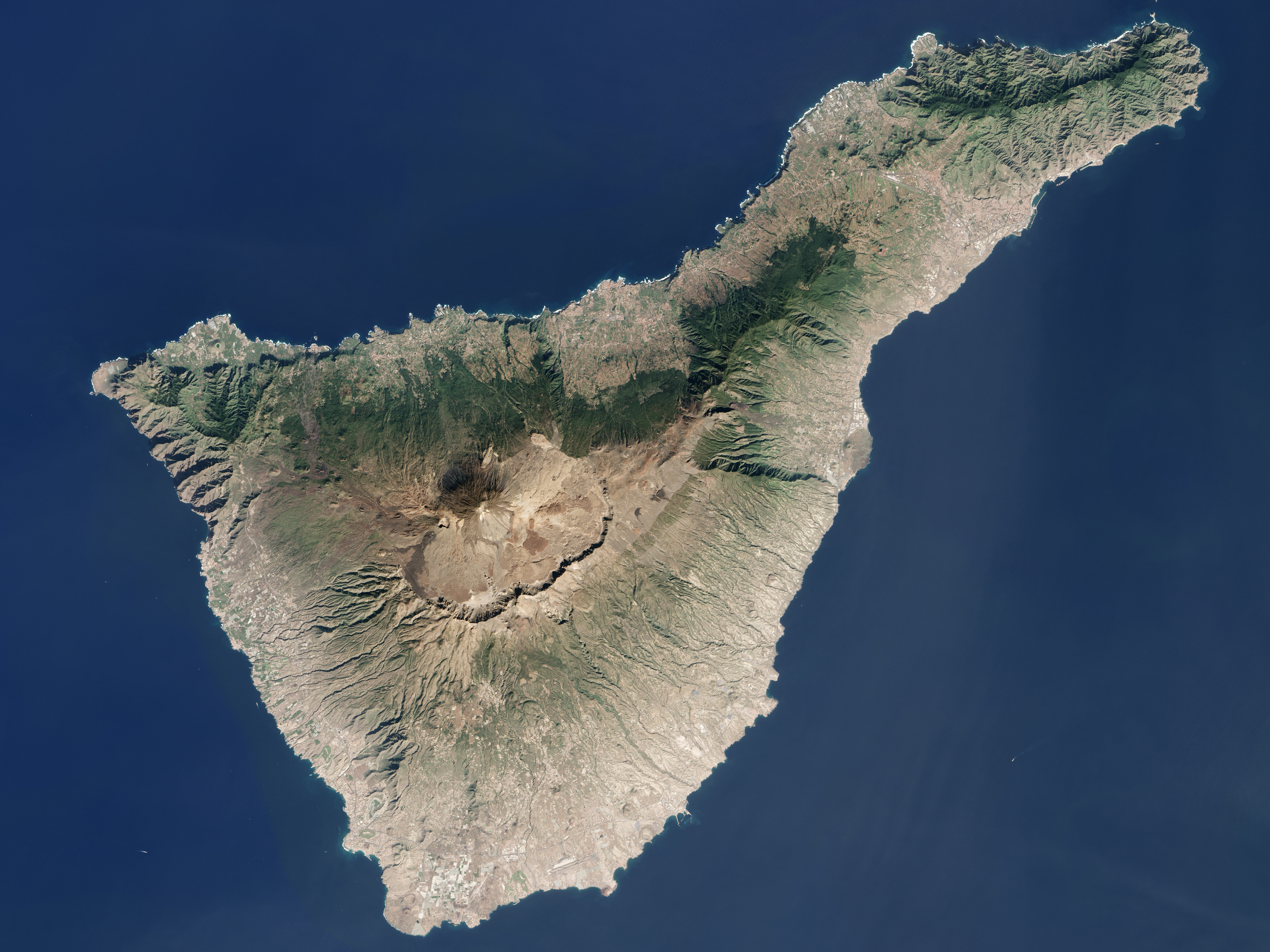
La isla de Tenerife. En su centro se alza el pico del Teide

Tenerife es la isla más extensa de Canarias y la segunda de España, con una superficie de 2034,38 km². Además, es también la isla más extensa y poblada de la región de la Macaronesia. Con 944 107 habitantes y una densidad de población de 445 hab./km² es además la isla más poblada de Canarias y de España. Los municipios más poblados de la isla son Santa Cruz de Tenerife (209 194 habitantes) y San Cristóbal de La Laguna (155 549 habitantes), ambas ciudades están unidas físicamente. Estos dos municipios forman, junto con El Rosario y Tegueste el área metropolitana de Santa Cruz de Tenerife, que cuenta con unos 400 000 habitantes. Arona es el tercer municipio más poblado de la isla con (99 189 habitantes). La ciudad de Santa Cruz de Tenerife es sede del Parlamento de Canarias, de la Capitanía General de Canarias, del Cabildo de Tenerife y cuenta con una sede de la Universidad Europea de Canarias, la European School of Management Tenerife, con la sede en Canarias de la Universidad Internacional Menéndez Pelayo y también, con el Instituto Universitario de la Empresa de la Universidad de La Laguna y varias facultades de esta universidad. En la ciudad se encuentra la sede del Instituto Español de Oceanografía. Es además la ciudad más poblada de la isla, de la provincia y capital insular, provincial y de la comunidad autónoma de Canarias conjuntamente con Las Palmas de Gran Canaria. La ciudad de La Laguna es la segunda más poblada de la isla y tercera del archipiélago, está declarada Patrimonio de la Humanidad por la Unesco, y en ella se encuentra la sede de la Universidad de La Laguna y la Universidad Nacional de Educación a Distancia. Cuenta también con grandes instituciones culturales de Canarias como el Ateneo de La Laguna, el Instituto de Estudios Canarios y la Real Sociedad Económica de Amigos del País de Tenerife. La Laguna es la ciudad donde se concentra la mayor parte de los centros de investigación de la isla gracias a que cuenta con la Universidad de La Laguna. Entre ellos destacamos, por su relevancia internacional, el Instituto de Astrofísica de Canarias, Instituto Universitario de Enfermedades Tropicales y Salud Pública de Canarias, Instituto Universitario de Bio-Orgánica Antonio González y el CSIC-Instituto de Productos Naturales y Agrobiología. Por su parte, también en esta ciudad se encuentra la sede del Consejo Consultivo de Canarias, que es el supremo órgano consultivo de la comunidad autónoma de Canarias. Destacan también, por su importancia turística, otros cuatro municipios: La Orotava, Puerto de la Cruz en el norte, y Arona y Adeje en el sur. Hay que citar además la Villa Mariana de Candelaria, donde se encuentra la imagen de Virgen de Candelaria, Patrona del Archipiélago Canario. La patrona de la diócesis Nivariense (que engloba la provincia de Santa Cruz de Tenerife) es la Virgen de los Remedios, que se venera en La Laguna. Gran parte de las empresas de Canarias se concentran en Tenerife. La isla es conocida, en virtud de su clima, como «la isla de la eterna primavera», y cuenta con diversas playas de arena fina oscura volcánica y diversos parques naturales. Prácticamente la mitad de la isla (48,6 %), se encuentra bajo las diferentes fórmulas de protección que atribuyen la Red Canaria de Espacios Naturales Protegidos. De los 146 espacios naturales recogidos por la citada red en el conjunto del archipiélago, un total de 43 se encuentran en Tenerife, siendo de este modo la isla que mayor número de espacios posee. Asimismo, atendiendo al porcentaje de territorio protegido con el que cada isla contribuye al total del archipiélago, hay que destacar que es Tenerife con un 37 % la isla que encabeza la tabla. Entre otros espacios naturales protegidos, alberga el parque nacional del Teide, también declarado Patrimonio de la Humanidad por la Unesco: es uno de los parques nacionales más visitados del mundo y en él se encuentra el volcán Teide, que con sus 3718 metros, representa el techo de España y el tercer volcán más grande del mundo desde su base. Además destacan en la isla otros espacios naturales de gran valor ecológico, como el parque natural de la Corona Forestal, el cual es el mayor espacio natural protegido de las islas Canarias, y los parques rurales de Anaga (en el oriente) y de Teno (en el occidente de la isla). El Macizo de Anaga es el lugar que cuenta con mayor cantidad de endemismos de Europa y que es reserva de la biosfera por la UNESCO desde 2015. Geológicamente es importante también destacar la cueva del Viento, la cual es el tubo volcánico más grande de la Unión Europea y uno de los más grandes del mundo, de hecho es el quinto. En consecuencia, es un territorio de fuertes pendientes, en las que la erosión ha excavado valles de gran inclinación. En la vertiente norte, la más húmeda y fértil, se halla el valle de Icod, que constituye una de las principales áreas plataneras. Las vertientes meridionales son, por el contrario, semidesérticas. La isla es conocida internacionalmente por el Carnaval de Santa Cruz de Tenerife, considerado uno de los más importantes del mundo. Tenerife es la isla que cuenta con la mayor cantidad de turistas anuales de Canarias. El municipio de Adeje en el sur de la isla, cuenta con la mayor concentración de hoteles 5 estrellas de Europa y además tiene el que es considerado el mejor hotel de lujo de España según World Travel Awards.

#### Gran Canaria

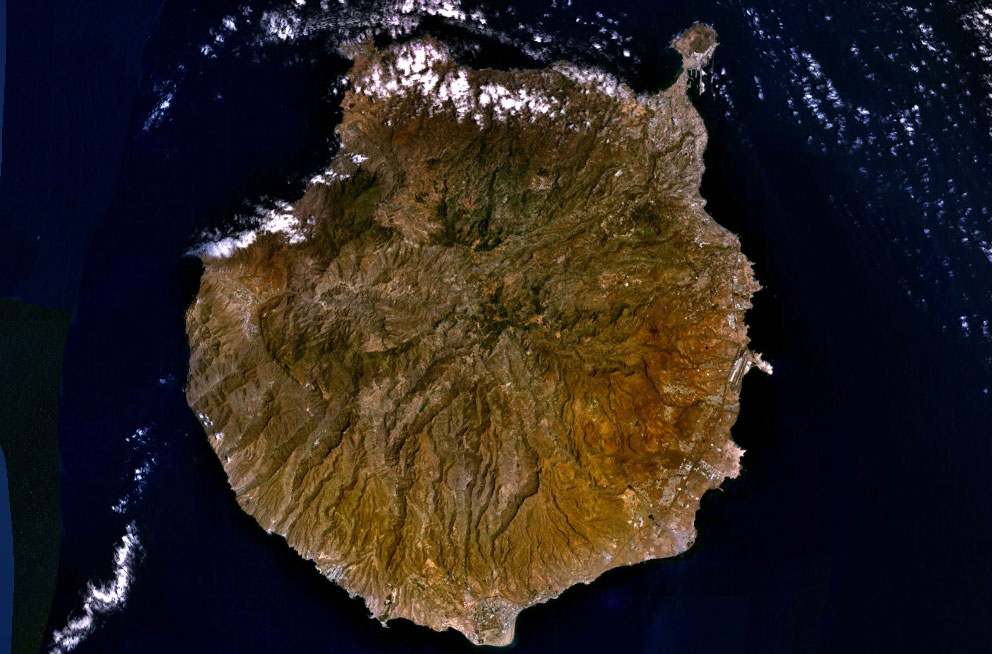
Gran Canaria, con la península de La Isleta en su extremo nororiental

Gran Canaria es la segunda isla más poblada de Canarias y la más densamente poblada así como la más poblada de la provincia de Las Palmas con 857 171 habitantes. Es la tercera isla más extensa de Canarias con 1560,1 km² y la cuarta de España. La ciudad de Las Palmas de Gran Canaria es la capital de la isla, sede de la Delegación del Gobierno, el Tribunal Superior de Justicia de Canarias y del Cabildo de Gran Canaria, y comparte la capitalidad de Canarias con Santa Cruz de Tenerife. Además, con 381 223 habitantes es la urbe más poblada del archipiélago, así como la novena de España. Otras localidades importantes de la isla son Telde, que con 102 164 habitantes es la segunda ciudad en población de la isla y la cuarta del archipiélago, Vecindario (en el suroriente), Arucas y Gáldar (en el norte). Gáldar y Telde eran las capitales prehispánicas de la isla. En Teror se encuentra la imagen de la Virgen del Pino, Patrona de la diócesis de Canarias (que engloba la provincia de Las Palmas). La Universidad de Las Palmas de Gran Canaria tiene su principal campus en el barrio capitalino de Tafira, con un clima fresco y agradable. El Rectorado de la Universidad se sitúa en Vegueta, en pleno centro histórico. Santa María de Guía alberga la sede canaria de la Universidad Fernando Pessoa. Otros centros universitarios en la isla son la Universidad del Atlántico Medio (privada) en Tafira, la UNED, así como la Universidad a Distancia de Madrid y la Universidad Alfonso X el Sabio. Se encuentran además varios observatorios astronómicos como el observatorio de Temisas o el radar del pico de Las Nieves. La Estación Espacial de Maspalomas tuvo un papel crucial en la llegada del hombre a la luna. En esta isla se encuentran algunas de las más conocidas empresas de Canarias, con algunos referentes a nivel nacional como Destilerías Arehucas, Grupo Kalise, Clipper, o Tirma. Otros productos típicos son el chorizo de Teror, los suspiros de Moya, el Ron Miel y el Bienmesabe.
Siendo el turismo la principal actividad económica de la isla, los principales núcleos turísticos se encuentran en los municipios de San Bartolomé de Tirajana y Mogán, existiendo también una gran cantidad de hoteles en la capital insular y en menor medida en otras poblaciones. Son de especial relevancia el Oasis y las Dunas de Maspalomas, uno de los dos campos de dunas que han existido en la isla, las Dunas de Guanarteme se encuentran en la actualidad desaparecidas. Otros importantes atractivos turísticos son el Roque Nublo y los cascos históricos coloniales. El Real Club de Golf de Las Palmas es el más antiguo de España, mientras que el Jardín Canario es el más grande de España y uno de los mayores de Europa con 27 ha. La isla tiene una forma circular y muy montañosa. En su macizo central destacan el Roque Nublo (1813 m), el pico de las Nieves (1949 m) y el Morro de la Agujereada (1956 m), este último, la mayor altura de la isla y de la provincia de Las Palmas. Cuenta con 33 espacios protegidos que corresponden con un 43 % de la superficie insular, de entre ellos destacan representaciones de pinar canario bien conservadas como el parque natural de Tamadaba (pinar húmedo), el parque natural de Pilancones (pinar seco) y el denominado Paisaje Cultural del Risco Caído y los Espacios Sagrados de Montaña de Gran Canaria, Patrimonio de la Humanidad declarado por la UNESCO el 7 de julio de 2019. Posee una extraordinaria riqueza arqueológica con importantes yacimientos como la Cueva Pintada, el Cenobio de Valerón y otros. El Museo Canario alberga una gran cantidad de material arqueológico y antropológico. Además, aproximadamente una tercera parte del territorio insular y una franja marina del suroccidente de la isla han sido catalogadas por la Unesco como reserva de la biosfera. Se han producido varios intentos de declarar un parque nacional en el centro de la isla, proyecto que aún sigue adelante. Por su variedad climática y paisajística Gran Canaria es conocida como «continente en miniatura». En ella podemos encontrar desde paisajes verdes en el norte hasta paisajes desérticos en el sur sin recorrer grandes distancias. Cuenta con diversas playas de arena dorada y fina como las de Maspalomas, Playa del Inglés o Las Canteras. En la playa de Pozo Izquierdo se celebra anualmente una de las pruebas del mundial de windsurf de la PWA. En contraposición a las playas del sureste, las costas del noroeste son acantiladas, siendo el Risco de Faneque el acantilado más alto de España y de la Unión Europea y uno de los mayores del mundo con 1027 metros de altura. En los diferentes municipios de la isla se celebran las fiestas de Carnaval destacando el Carnaval de Las Palmas de Gran Canaria por ser uno de los más importantes de España y del mundo.

#### Fuerteventura

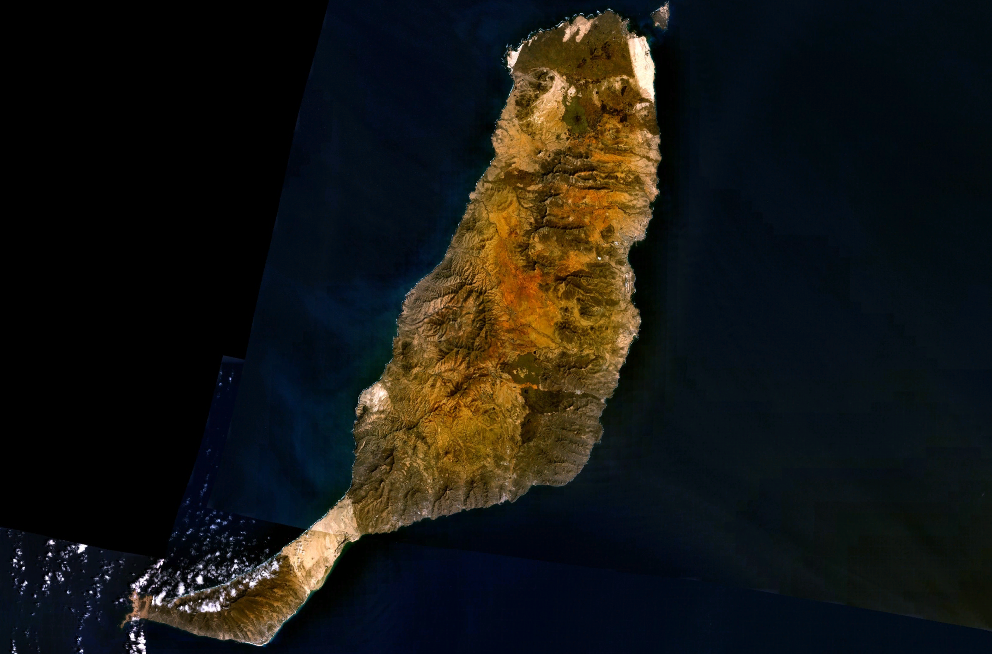
Fuerteventura, la isla más próxima al África continental, y su pequeño islote de Lobos

Fuerteventura, con una superficie de 1659 km², es la segunda isla más extensa del archipiélago, después de Tenerife, y, aunque es la tercera isla más oriental del archipiélago (tras Lanzarote y La Graciosa), es la que más cerca está del África continental, a 97 km de la región del El Aaiún-Saguía. Al ser la más antigua geológicamente, está más erosionada, siendo su techo el pico de la Zarza, con 807 m de altura. El istmo de La Pared une la península meridional de Jandía con el resto de la isla. Al norte se halla el parque natural de las Dunas de Corralejo. En la última década, gracias al aumento del turismo (destacando Corralejo al norte y Morro Jable al sur), Fuerteventura ha experimentado un notable aumento de población: en 2023 es de 124 066 habitantes. La capital es Puerto del Rosario, con 28 911 habitantes (42 024 habitantes en el término municipal). Otras poblaciones importantes son Corralejo, Gran Tarajal, Morro Jable o Caleta de Fuste. A unos 2 km al nororiente de la isla se encuentra el islote de Lobos, de unos 4,5 km², que constituye el parque natural de la Isla de Lobos. El 26 de mayo de 2009 la isla fue declarada por la UNESCO, reserva de la biosfera.

#### Lanzarote

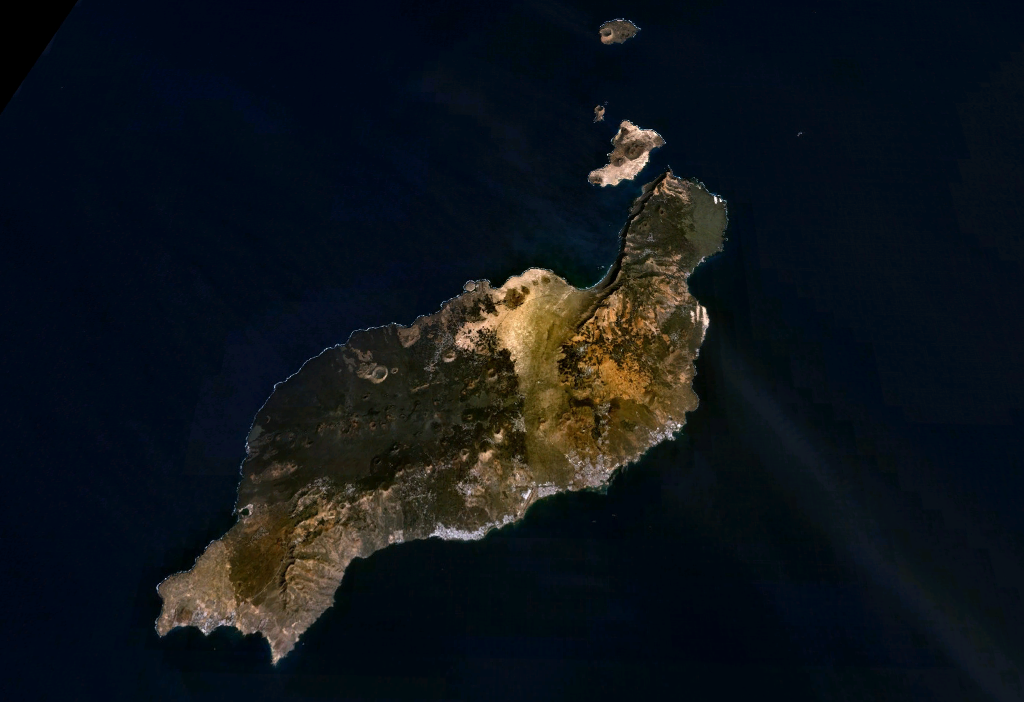
Lanzarote, con el archipiélago Chinijo al norte

Lanzarote es la isla más oriental y una de las más antiguas del archipiélago, aunque con una actividad volcánica reciente. Tiene una superficie de 845,94 km² y una población de 159 021 habitantes, entre los que se incluyen a los habitantes de la isla de La Graciosa. La capital es Arrecife, con 58 156 habitantes. Destacan los volcanes de Timanfaya, que dan nombre al parque nacional de Timanfaya, producto de las erupciones ocurridas entre 1730 y 1736. El punto más alto son las Peñas del Chache, en el Macizo de Famara, con 671 metros. Toda la isla fue declarada reserva de la biosfera en 1993. La principal actividad económica es el turismo, que comenzó a desarrollarse en los años 1960 y 1970. En la isla nació el arquitecto y artista César Manrique, entre cuyas obras se encuentran los Jameos del Agua, el Jardín de Cactus y el Mirador del Río, además de su casa en Tahíche, que hoy es sede de la fundación que lleva su nombre. Además, al norte de Lanzarote se localiza el archipiélago Chinijo, formado por la isla de La Graciosa y los islotes deshabitados de Alegranza, Montaña Clara, Roque del Este y Roque del Oeste, islotes dependientes de la isla de Lanzarote.

#### La Graciosa

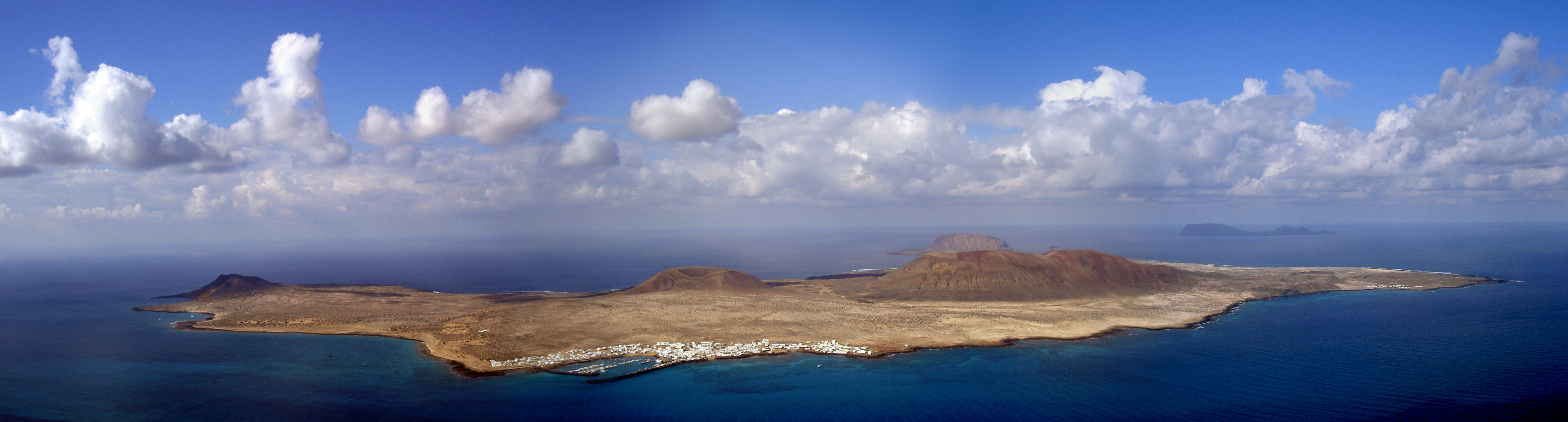
La isla de La Graciosa vista en dirección noroeste, donde se observa la localidad de Caleta del Sebo

La isla de La Graciosa era reconocida, hasta el 26 de junio de 2018, como un islote y, desde esa fecha, pasó a ser considerada la octava isla habitada de Canarias, tras la aprobación de una moción por parte de la Comisión General de las Comunidades Autónomas del Senado, aprobada por unanimidad. Actualmente la isla se encuentra en trámites de ser considerada una pedanía, con un presupuesto propio y capacidad de gestionar directamente los servicios públicos, aunque administrativamente seguirá adscrita al municipio de Teguise de la isla de Lanzarote y seguirá dependiendo del Cabildo de Lanzarote. La isla es la más septentrional del archipiélago canario, tiene unos 29 km² y su población es de 751 habitantes (en 2017), la cual la convierte en la isla más pequeña y menos poblada de Canarias (siendo El Hierro la más pequeña y menos poblada de las islas con administración propia). Su punto más alto es Agujas Grandes, con 266 metros de altura y tiene dos localidades: Caleta del Sebo (con 748 habitantes) y Pedro Barba (con 4 habitantes censados), siendo la primera la capital insular.

### Aguas canarias
Con la aprobación del nuevo Estatuto de Autonomía de Canarias, de 2018, Canarias cambió su ámbito espacial integrando en este lo que el estatuto denomina en su artículo 4.2 como «aguas canarias», que constituyen el especial ámbito marítimo de la comunidad autónoma. Se considera a estas aguas como las integradas dentro del contorno perimetral que sigue la configuración general del archipiélago, delimitado por los puntos extremos más salientes de las islas e islotes, siendo la única comunidad autónoma de España que incluye al mar como parte de su superficie.

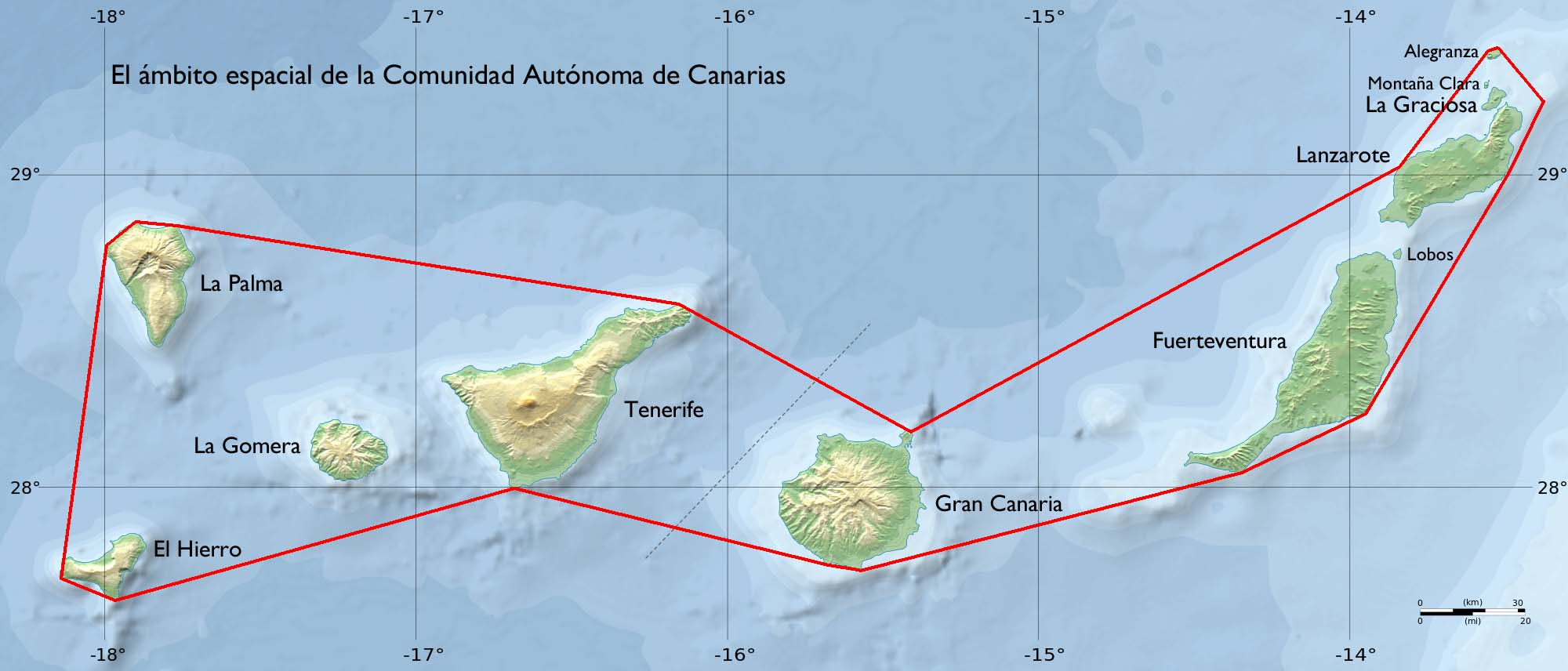

El camino que sigue el contorno está formado por veinte puntos geográficos y es el siguiente: empieza en el islote de Alegranza, en Punta Delgada (1), sigue hasta Roque del Este (2) y de ahí va al este de Lanzarote, en Punta de Tierra Negra (3). Desde ese punto va al sureste y sur de Fuerteventura, pasando por Punta de las Borriquillas (4), Punta Entellada (5) y Punta del Matorral (6), continuando hasta el sur de Gran Canaria, pasando por Punta de Maspalomas (7) y Punta de Arguineguín (8). El siguiente punto es en el sur de Tenerife, en la Punta de la Rasca (9) y desde ese punto va El Hierro, bordeando la isla desde el sur hasta el oeste, empezando en Punta de los Saltos (10), pasando por Punta de La Orchilla (11) y hasta Punta del Verodal (12). Desde este último punto va a La Palma, bordeando la isla por el norte desde Punta Gutiérrez (13), pasando por Punta de Vallero (14), Punta de Juan Adalid (15) y hasta Punta Cumplida (16). Tras pasar por La Palma vuelve a Tenerife en el norte, hasta el Roque de Fuera (17) y de ahí vuelve a Gran Canaria también por el norte, en Morro de La Vieja (18), localizado en La Isleta. Desde este último punto vuelve a Lanzarote por el oeste, en Punta de la Ensenada (19), volviendo a Alegranza en Punta Grieta (20) y completando el perímetro llegando, nuevamente, a Punta Delgada (1).
El Estatuto de Autonomía se basa en coordenadas con latitud norte y longitud oeste de la carta náutica española 209 (edición-denominación de las islas Canarias y con fecha de edición de Cádiz en 1958, actualizada en julio de 1992) para delimitar los puntos exactos que, unidos, forman el perímetro que conforma el área donde se integran las aguas canarias junto con las islas e islotes. El perímetro aproximado de esta área es de unos 1218 kilómetros y la superficie total aproximada es de 36 567 km², siendo la superficie total de las aguas canarias de unos 29 120 km².

### Flora

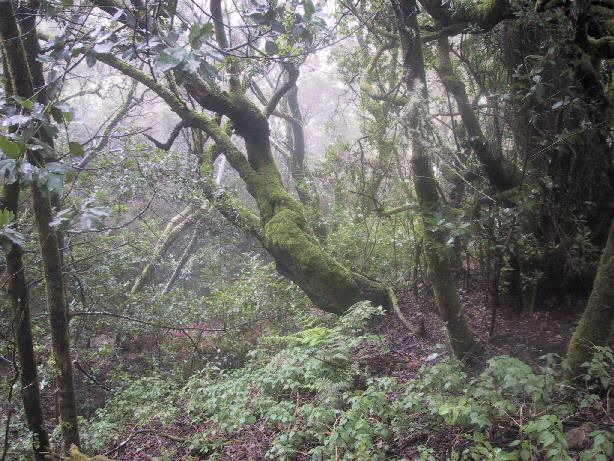
Bosque de laurisilva del parque nacional de Garajonay, en La Gomera

La vegetación varía según la orientación y la altura. En las vertientes orientadas hacia el norte y noroccidente hay plantas mesófilas y en las orientadas al sur y suroccidente hay plantas xerófilas. Cuentan con una rica vegetación endémica y una gran variedad de aves e invertebrados.
Podemos identificar los siguientes pisos de vegetación, si bien no se hallan presentes en todas las islas:
- Vegetación xerófila
- Tabaibal-Cardonal
- Bosque termófilo (palmera, drago, sabina, etc.)
- Laurisilva y Fayal-Brezal (en las zonas orientadas al norte y oriente)
- Pinar
- Alta montaña (retama del Teide, tajinastes, etc.)

### Fauna

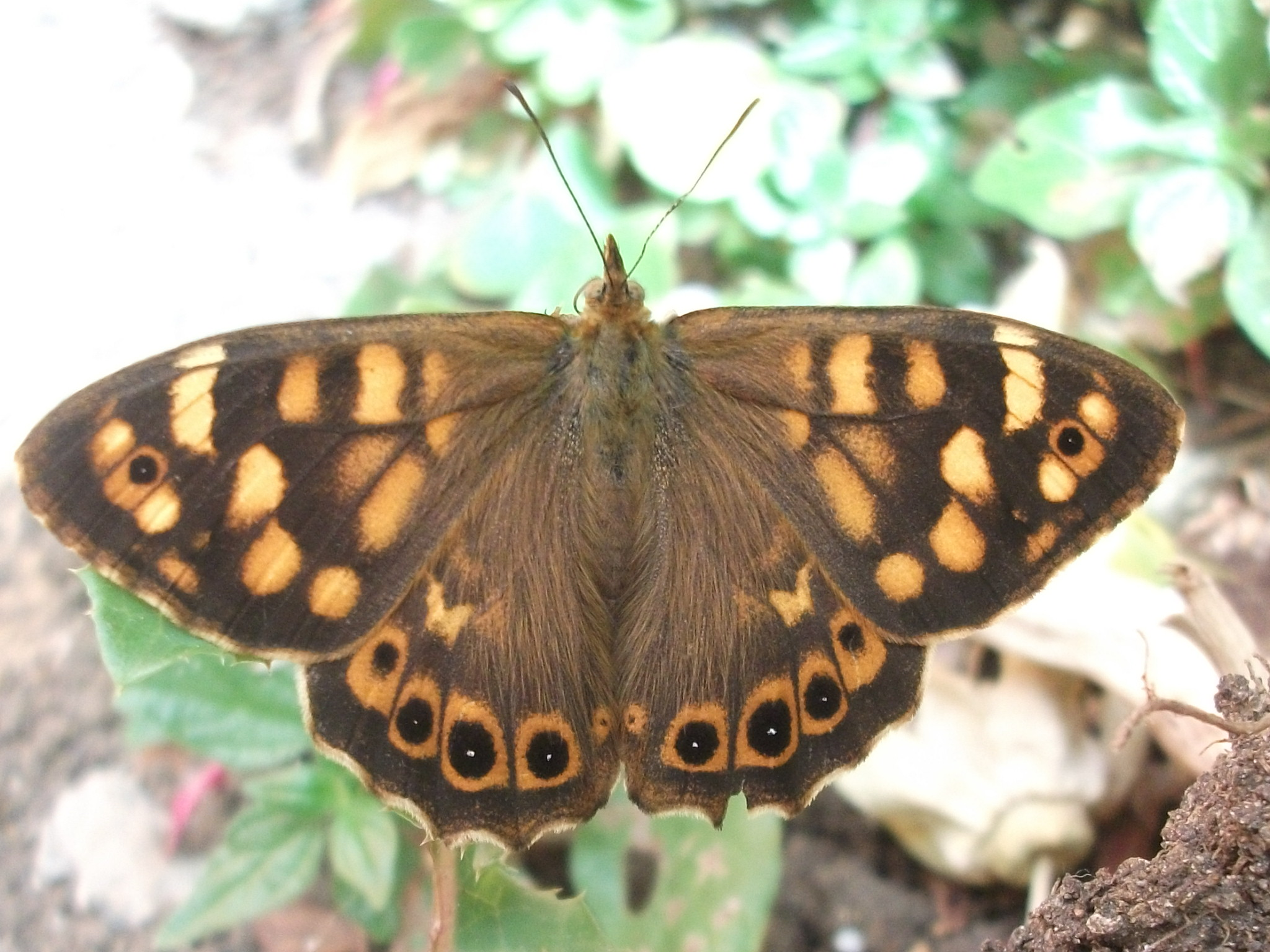
Maculada canaria (Pararge xiphioides), endémica de Tenerife, Gran Canaria, La Gomera y La Palma

La fauna de las islas Canarias presenta una gran diversidad principalmente por ser un grupo de islas, hecho que posibilita que exista un notable número de endemismos, y por el número de microclimas existentes en las mismas, lo que facilita la existencia también de una gran variedad de especies.
Así se ha favorecido el asentamiento de una variada e interesante fauna ornitológica, si bien las especies endémicas y macaronésicas (compartidas entre Canarias y Madeira) no son muchas. Sin embargo, son muchas las subespecies endémicas, algunas con características subespecíficas bien diferenciadas.
Por otra parte destacan los reptiles y en especial los lagartos por su número de especies endémicas. Antes de la llegada de los aborígenes, Canarias estaba habitada por animales endémicos, algunos extintos como, por ejemplo, los lagartos gigantes (Gallotia goliath), las ratas gigantes (Canariomys bravoi y Canariomys tamarani) y las tortugas gigantes (Centrochelys burchardi y Centrochelys vulcanica).

### Espacios naturales protegidos

#### Parques nacionales
Canarias es la comunidad autónoma de España que cuenta con más parques nacionales, cuatro en total, de los cuales dos de ellos han sido declarados Patrimonio de la Humanidad por la UNESCO, y tres declarados Reserva Mundial de la Biosfera. Estos parques nacionales son:

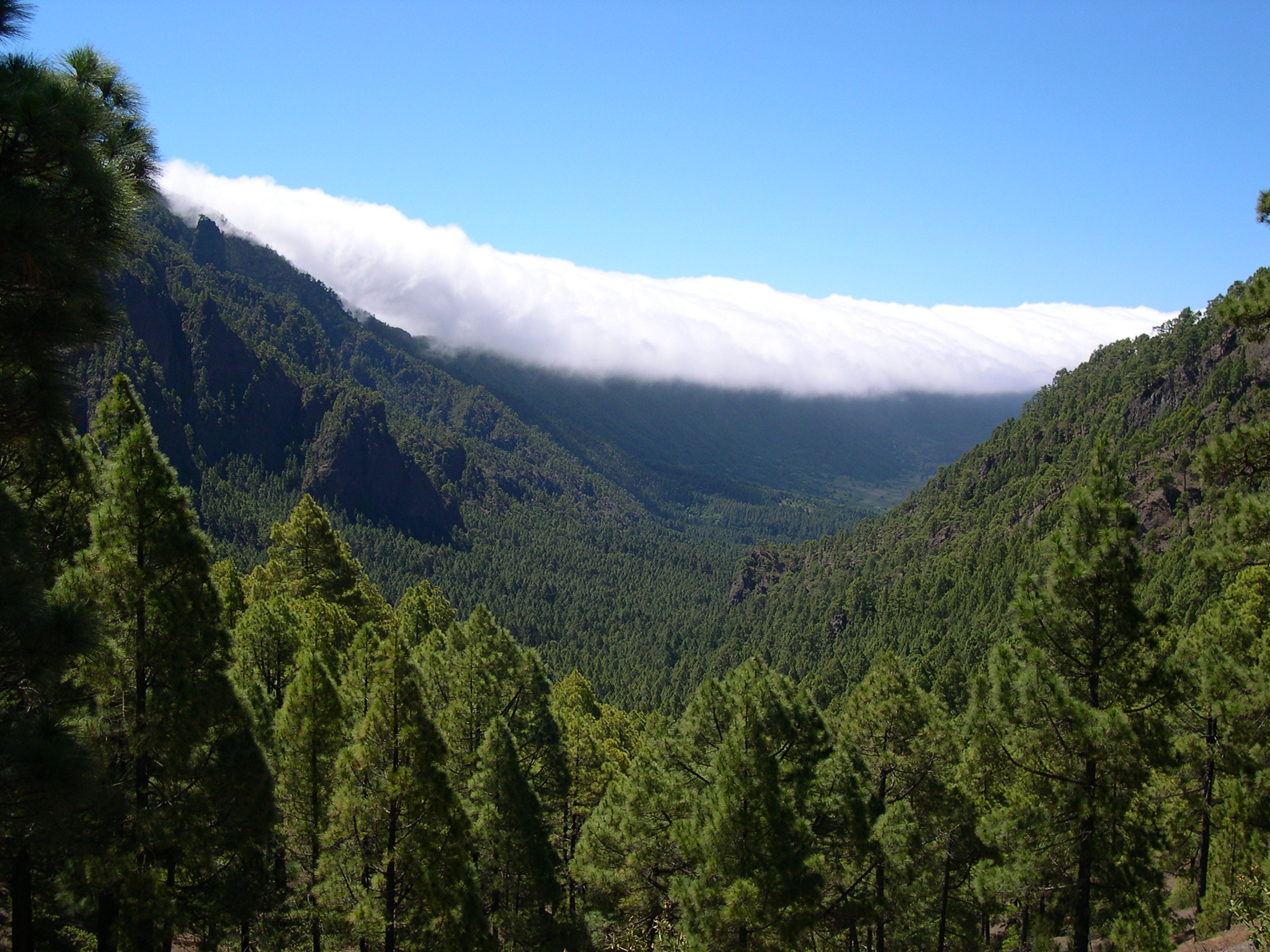
Vista hacia el sur desde el mirador de La Cumbrecita, a espaldas de la Caldera de Taburiente, en el parque nacional de la Caldera de Taburiente (La Palma). Uno de los parques nacionales más antiguos del archipiélago

- Parque nacional de la Caldera de Taburiente (La Palma): Creado en 1954 y declarado Reserva Mundial de la Biosfera en 2002, conjuntamente con toda la isla. Actualmente abarca una superficie de 46,9 km², que junto a la Zona Periférica de Protección comprende 59,56 km². Se ubica en el centro de la isla coincidiendo con la formación geológica de la Caldera de Taburiente, de 7 km de eje máximo. La depresión que forma la Caldera se encuentra entre los 600 y los 900 metros sobre el nivel del mar, mientras que la crestería que forma el cerco rocoso que la rodea alcanza los 2424 metros en el punto más alto, el llamado Roque de los Muchachos, lugar en el que se ubica el Observatorio del Roque de los Muchachos.[115]
- Parque nacional de Garajonay (La Gomera): Creado en 1981 y declarado en 1986 Patrimonio de la Humanidad por la Unesco. Su superficie es de 3986 hectáreas, y su territorio se extiende por todos los municipios de La Gomera, ocupando el centro y ciertas zonas del norte de la isla. El terreno del parque, a menudo envuelto en una húmeda niebla, está constituido por materiales basálticos, debidos a coladas y piroclastos, con diversos roques y fortalezas. En su interior se encuentra el Monumento de la esencia de la flor.[116] El parque es también desde el año 2012 reserva de la biosfera conjuntamente con toda la isla.[117]

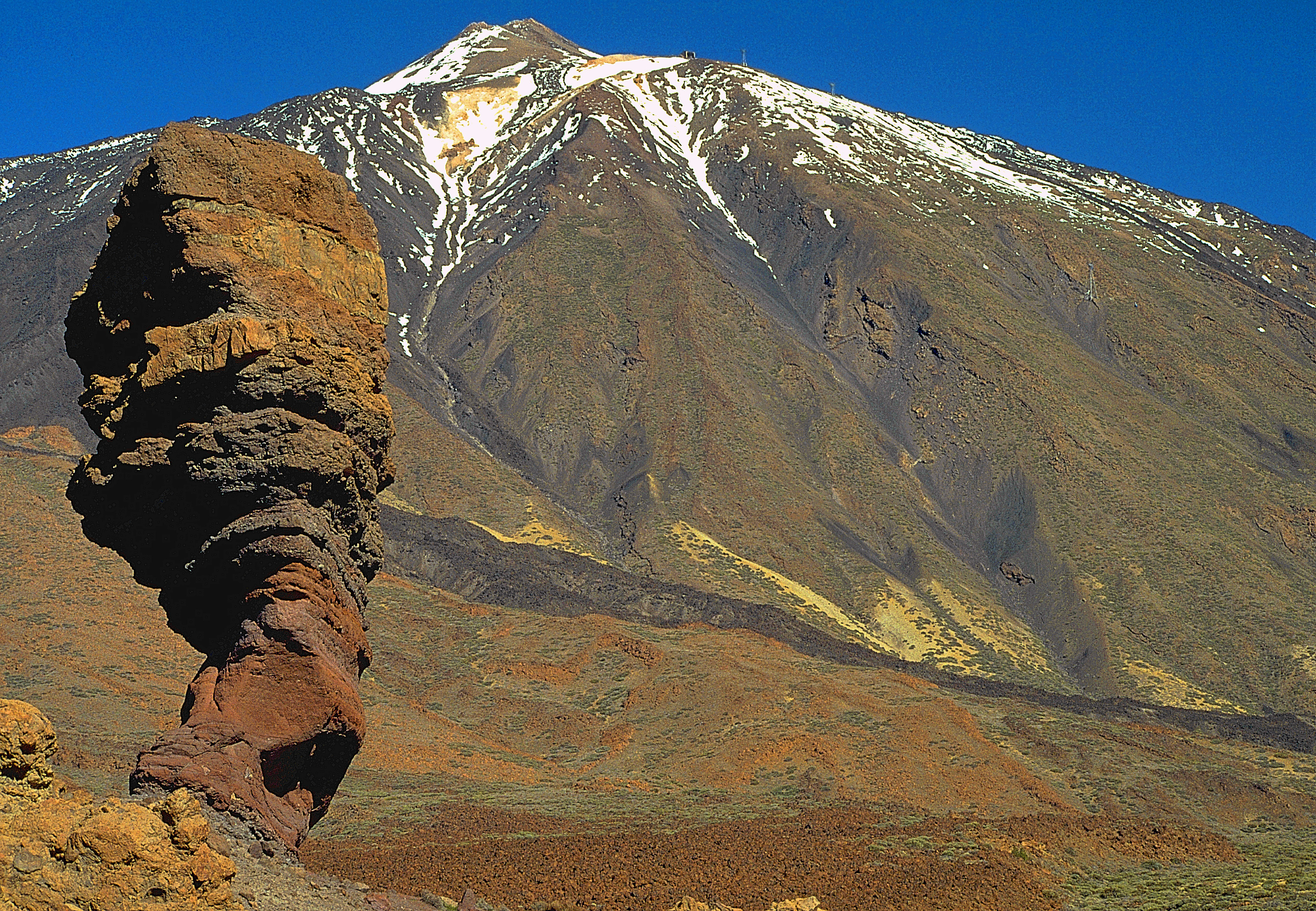
El Teide y el Roque Cinchado, en el parque nacional del Teide en la isla de Tenerife, el segundo parque nacional más visitado del mundo

- Parque nacional de Timanfaya (Lanzarote): Creado en 1974 y declarado reserva de la biosfera en 1993, conjuntamente con toda la isla. Ocupa una extensión de 51,07 km² del suroccidente de la isla. Se trata de un parque de origen volcánico. Las últimas erupciones se produjeron en el siglo XVIII, entre los años 1730 y 1736. Cuenta con más de 25 volcanes, siendo algunos emblemáticos, tales como la Montaña de Fuego, Montaña Rajada o la Caldera del Corazoncillo. Aún presenta actividad volcánica, existiendo puntos de calor en la superficie que alcanzan los 100–120 °C y 600 °C a 13 metros de profundidad.[118]
- Parque nacional del Teide (Tenerife): Creado en 1954, fue declarado Patrimonio de la Humanidad por la Unesco en 2007. Después de diferentes revisiones y ampliaciones, su superficie es de 18 990 hectáreas, es el mayor y más antiguo de los parques nacionales de las islas Canarias, y uno de los más antiguos de España. Se encuentra en el centro geográfico de la isla y es el parque nacional más visitado de España,[119] el más visitado de Europa y el segundo parque nacional más visitado del mundo.[120][121] En él se encuentra el Observatorio del Teide, también conocido como Observatorio de Izaña, perteneciente al Instituto de Astrofísica de Canarias.[122] Lo más destacado del parque es la presencia del volcán Teide que con 3718 metros de altitud, constituye la máxima elevación del país y el tercer volcán más grande de la Tierra desde su base.[72] El parque nacional del Teide fue declarado en 2007 uno de los 12 Tesoros de España.[123]

#### Patrimonios de la Humanidad
- 1986 - natural - parque nacional de Garajonay, La Gomera.
- 1999 - cultural - San Cristóbal de La Laguna, Tenerife.
- 2007 - natural - parque nacional del Teide, Tenerife.
- 2009 - inmaterial - Silbo gomero, La Gomera.
- 2019 - cultural - Paisaje Cultural del Risco Caído, Gran Canaria.

## Historia

### Antigüedad
La mitología grecolatina ubicaba en el entorno de Canarias, situadas «más allá de las Columnas de Hércules», en el Mar Tenebroso, en los límites del mundo conocido («la Ecúmene»), muchos de los relatos fantásticos de su tradición. Podrían ser la ubicación de los mitológicos Campos Elíseos, las islas Afortunadas, el jardín de las Hespérides o la Atlántida.
Para muchos investigadores, la primera alusión histórica a las islas Canarias podría encontrarse en las obras de historiadores griegos como Plutarco. Pero la descripción más certera de un autor antiguo sobre Canarias es la que hace Plinio el Viejo en su obra Naturalis Historia, donde relata una expedición realizada hasta el archipiélago por el rey de Mauritania Juba II.
Los romanos bautizaron a cada una de las islas como Ninguaria o Nivaria (Tenerife), Canaria (Gran Canaria), Pluvialia o Invale (Lanzarote), Ombrion (La Palma), Planasia (Fuerteventura), Iunonia o Junonia (La Gomera) y Capraria (El Hierro).

### Periodo prehispánico

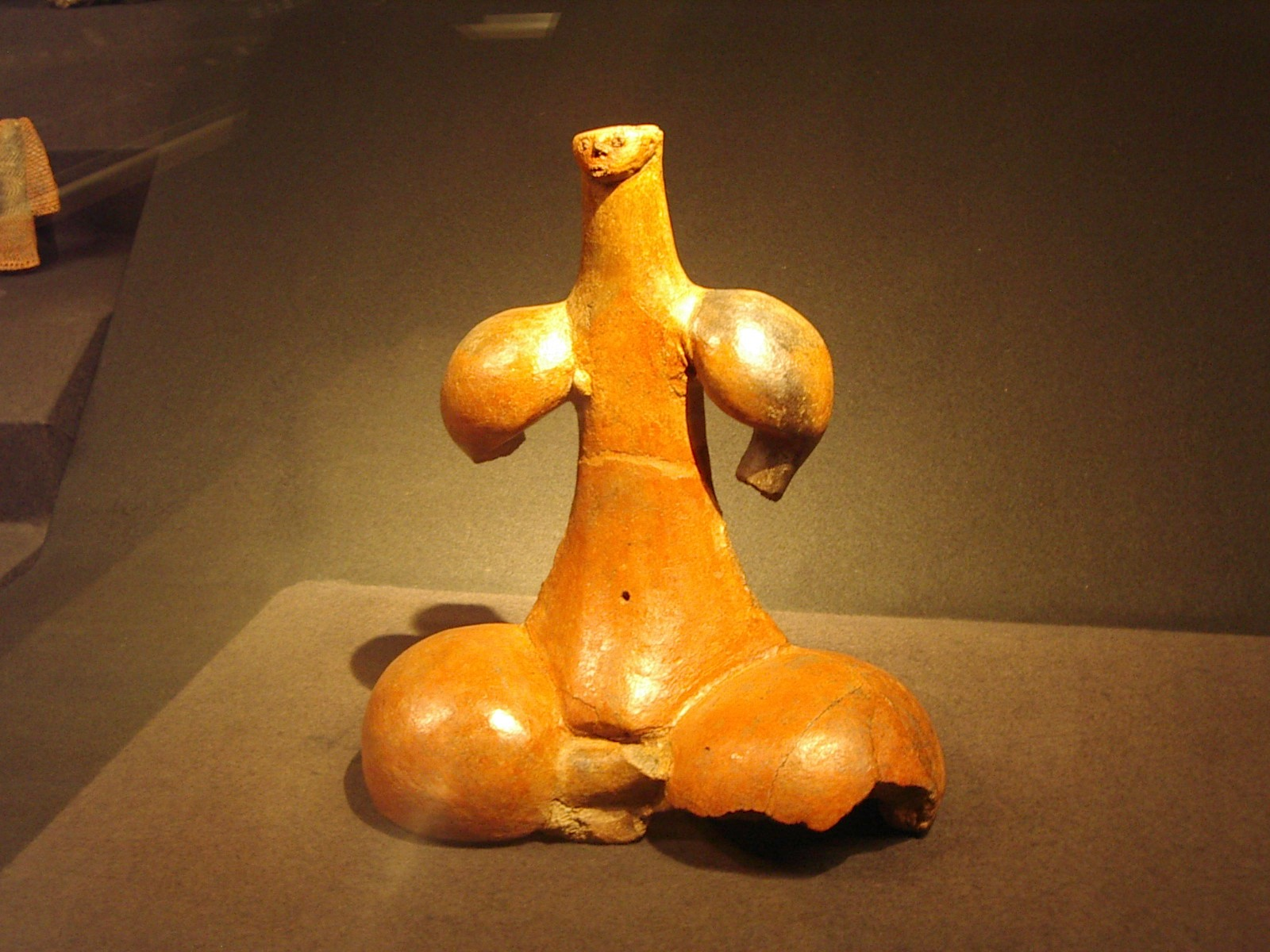
Ídolo de Tara, en El Museo Canario, Las Palmas de Gran Canaria

Las islas Canarias estuvieron habitadas desde el siglo VI a. C. por los llamados guanches. El término guanche es propiamente el gentilicio de los aborígenes de Tenerife, aunque su uso se ha extendido para denominar a los antiguos habitantes de todo el archipiélago, entroncados étnica y culturalmente con los bereberes del norte de África. Dataciones realizadas en Tenerife, concretamente en la cueva de los Guanches en Icod de los Vinos, han proporcionado las cronologías verificadas más antiguas de Canarias con fechas en torno al siglo VI a. C. 
Desde el comienzo, en  cada isla existían varias tribus o reinos independientes los unos de los otros, sin que los habitantes de una isla tuvieran mucho contacto con los de las demás, al hacérseles difícil el navegar frecuentemente entre ellas. No se conoce exactamente el modo en que se produjo la colonización de las islas. Si bien algunas teorías defienden que dichas poblaciones fueron originariamente traídas desde el norte de África en diferentes momentos primero por los fenicios y luego por los romanos, lo cierto es que hoy se habla de fechas de poblamiento en torno al siglo X a. C., en el cambio del segundo al primero antes de nuestra era. Se pensaba que los primeros isleños de Gran Canaria llegaron entre los siglos iii y iv d. C.

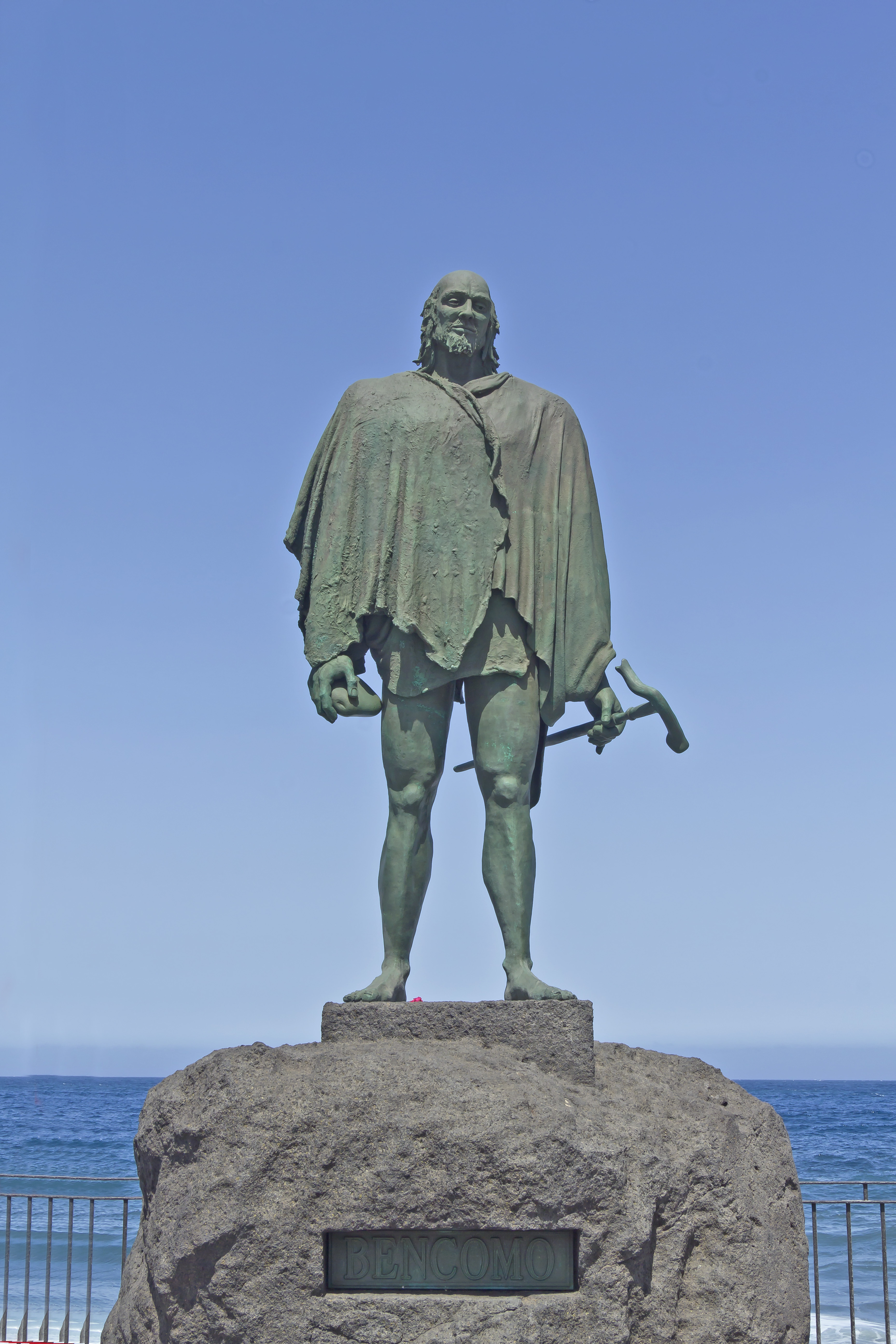
Bencomo fue un mencey guanche de Tenerife que dirigió la resistencia aborigen en esta isla frente a la conquista castellana. Esta estatua se encuentra en la plaza de la Patrona de Canarias en Candelaria (Tenerife)

Pero recientes descubrimientos acreditan que el archipiélago canario fue poblado en dos fases: en una primera fase la cultura bereber arcaica llegó a las islas en torno al siglo VI a. C.; luego en una segunda fase, en torno al cambio de Era y el siglo I d. C., habrían llegado a Lanzarote, Fuerteventura, Gran Canaria, El Hierro y Tenerife, poblaciones bereberes ya romanizadas.
La economía de los antiguos isleños se basaba fundamentalmente en la ganadería de especies introducidas desde el continente africano: la cabra, la oveja, el cerdo y el perro. Este último cumplía funciones de guarda, pero del cual, también era consumida su carne. Con respecto a la agricultura, había enormes diferencias entre islas, siendo Gran Canaria la más desarrollada al respecto. Se trataba de una agricultura fundamentalmente cerealista, basada en variedades de trigo y cebada utilizadas como ingredientes para el tradicional gofio que aún se consume en Canarias. La actividad económica se completaba con la recolección de frutos, la pesca (especialmente la pesca de altura en épocas posteriores), el marisqueo y la caza ocasional.
Culturalmente, los aborígenes canarios son al parecer una rama «insularizada» del conglomerado de pueblos bereberes norteafricanos. Se suele hablar del horizonte neolítico de los guanches, aunque este estuvo determinado en gran medida por la ausencia de metales en suelo insular. La existencia de inscripciones alfabéticas (escritura líbico-bereber) nos hablan en cambio de unos pueblos con un horizonte cultural protohistórico. La arqueología ha fijado su mirada en manifestaciones antiguas originales como la cerámica (fabricada sin torno, con técnicas que se han mantenido hasta la actualidad), los grabados rupestres (espirales, formas geométricas, signos alfabéticos, podomorfos, etc.) y, en el caso de Gran Canaria, la pintura rupestre, de la que es principal exponente la cueva pintada de Gáldar. Las viviendas eran fundamentalmente cuevas naturales pero también hechas artificialmente en las islas centrales; existían poblados de casas de cierta envergadura en Gran Canaria o Lanzarote.
La religión aborigen canaria era politeísta aunque el culto astral estaba generalizado. Junto a él había una religiosidad animista que sacralizaba ciertos lugares, fundamentalmente roques y montañas (El Teide en Tenerife, Idafe en La Palma o Tindaya en Fuerteventura). Había gran cantidad de dioses en las diferentes islas. Entre los principales dioses por ejemplo de la isla de Tenerife, se podrían destacar: Achamán (dios del cielo y supremo creador), Chaxiraxi (diosa madre identificada más tarde con la Virgen de Candelaria), Magec (dios del sol) y Guayota (el demonio) entre otros muchos dioses y espíritus ancestrales. Especialmente singular era el culto a los muertos, practicándose la momificación de cadáveres, en este aspecto fue en la isla de Tenerife donde se alcanzó mayor perfección. Cabe destacar también la fabricación de ídolos de barro o piedra.

### Redescubrimiento y conquista

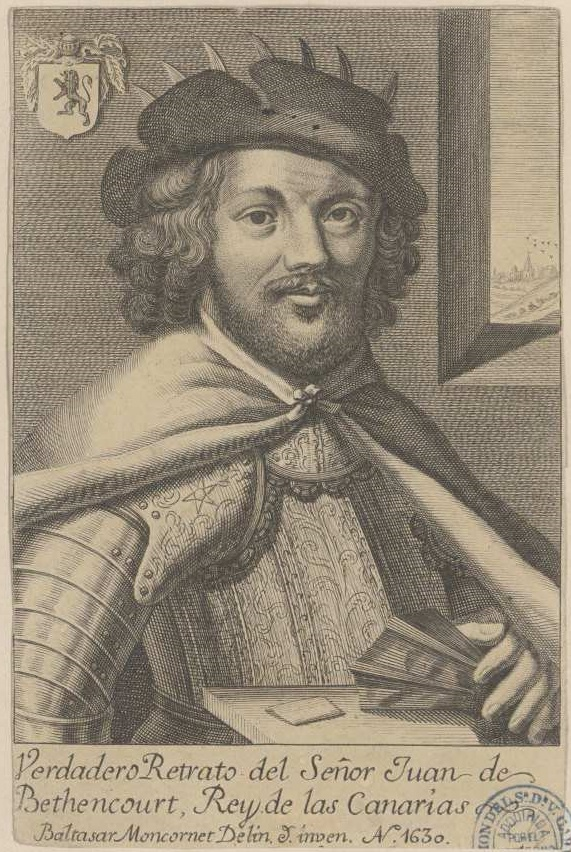
Juan de Béthencourt

En el siglo XIV se produce el «redescubrimiento» de las islas por los europeos, sucediéndose numerosas visitas de mallorquines, portugueses y genoveses. Este proceso se encuadra en la llamada expansión europea por el Atlántico, que tendría su punto álgido con la llegada de Colón a América. Los avances en materia de navegación facilitaron la hazaña, que tuvo como principal motivación, en este primer momento, el acceso más directo posible al oro del África Central. En este contexto, el navegante genovés Lancelloto Malocello desembarcó en Lanzarote en 1312 y el vizcaíno Martín Ruiz de Avendaño en 1377. Los mallorquines establecieron una misión en las islas (Obispado de Telde), que permaneció vigente desde 1350 hasta 1400. Asimismo las mismas estaban bajo la atenta mirada de los reyes de Castilla, siendo el papa Clemente VI quien a favor de aquellos nombrara al infante Luis de la Cerda monarca del «Reino de las Islas Canarias» o Principado de la Fortuna en 1355.
En 1402 se inicia propiamente la conquista con la expedición a Lanzarote de los normandos Jean de Bethencourt y Gadifer de la Salle, motivados por las posibilidades de explotación de la orchilla. En esta primera fase, la conquista de Canarias se llevó a cabo por iniciativa de particulares, y no por la Corona, de ahí que se denomine conquista de señorío, aunque Bethencourt se hubiese hecho vasallo del rey de Castilla. La conquista de señorío incluyó las islas de Lanzarote, Fuerteventura, La Gomera y El Hierro: Eran estas las menos pobladas del archipiélago, y su rendición resultó relativamente sencilla. La Gomera, sin embargo, mantuvo una organización mixta, en la que conquistadores e indígenas pactaron su coexistencia hasta la llamada «Rebelión de Los Gomeros» de 1488, que supuso la efectiva conquista de dicha isla.

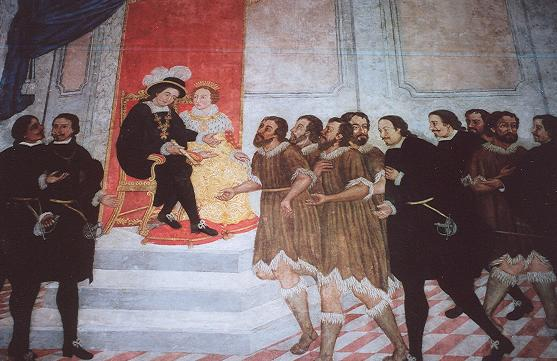
Alonso Fernández de Lugo presentando a los Reyes Católicos los menceyes cautivos de Tenerife

La siguiente fase de la conquista, o conquista de realengo, se llevó a cabo a instancias de la Corona de Castilla, después de que los señores de las islas hubiesen cedido sus derechos sobre Gran Canaria, La Palma y Tenerife –islas que aún quedaban por conquistar– a los Reyes Católicos en 1477. Se inicia entonces la parte más dura del proceso, dado que se trataba de los territorios más poblados, mejor organizados y con más difícil orografía. La conquista de Gran Canaria se inicia en 1478 con la fundación del Real de Las Palmas junto al barranco de Guiniguada, y termina con la rendición de Ansite en 1483.
Alonso Fernández de Lugo, que había participado en la conquista de Gran Canaria, obtuvo el derecho de conquista de La Palma y Tenerife. La invasión de La Palma se inicia en 1492 y finaliza en 1493 con el engaño y captura del jefe indígena Tanausú. Tenerife es la última de las islas en ser conquistada. A la primera batalla de Acentejo, de la que los guanches saldrían como vencedores, le sigue una «guerra de guerrillas» y las trascendentales victorias castellanas de la batalla de Aguere y la segunda batalla de Acentejo. La conquista finaliza oficialmente con la Paz de Los Realejos de 1496, aunque algunos indígenas mantienen focos de resistencia en las cumbres (los llamados «guanches alzados»). Finalmente, el 7 de diciembre de 1526, el emperador Carlos y la reina Juana expiden una Real Cédula por la que se crea en las islas un Tribunal de apelación con residencia en Gran Canaria –antes se entendía competente la Cancillería de Granada– que con el tiempo acabaría por convertirse en superior jerárquico común de todos los Cabildos y a ejercer una auténtica función de gobierno del archipiélago, patente desde 1556 hasta que en 1589 fuera nombrado el primer capitán general de las islas, que es consolidado en 1625 cuando el conde-duque de Olivares envía a Canarias al marqués de Valparaíso, nombrándose este comandante general.

### Edad Moderna

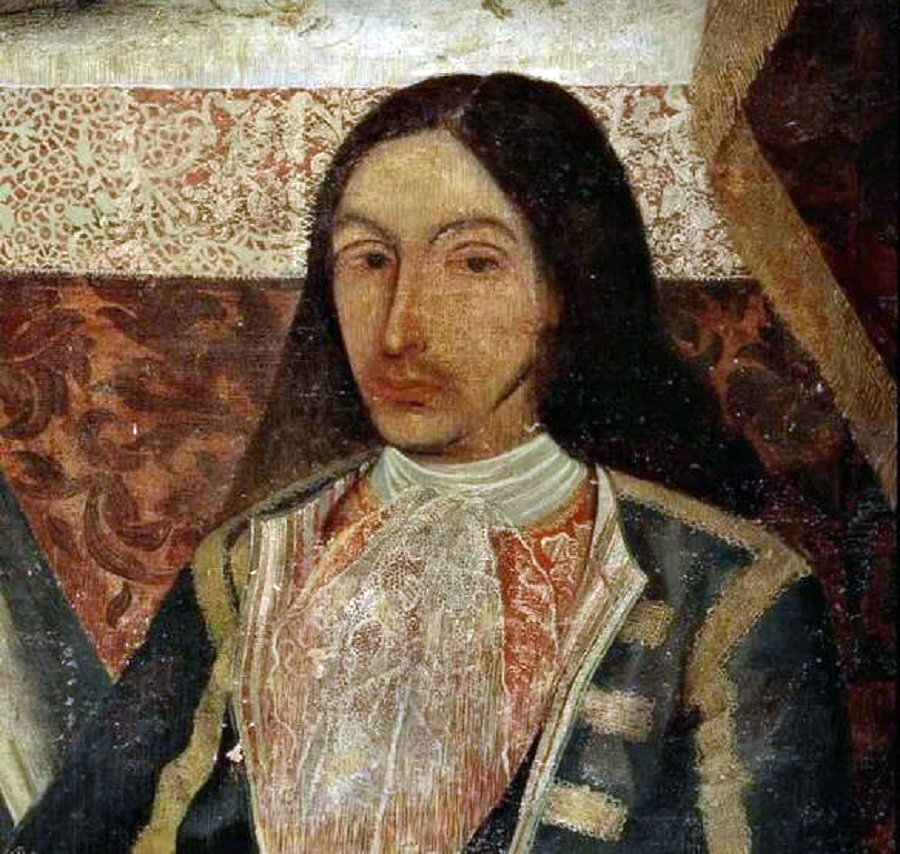
Amaro Pargo (1678-1741), corsario y comerciante canario que participó en la Carrera de Indias (la ruta del comercio hispano-americano)

El proceso de mestizaje humano y cultural que caracterizó a las islas tras la conquista dio como resultado a la sociedad canaria moderna. A Canarias llegaron inmigrantes de Europa, y de Canarias salieron también emigrantes para América, incluso con carácter forzoso en ciertas épocas. A los descendientes de los indígenas se sumaron una gran cantidad de portugueses, nuevos colonos procedentes de Castilla a los que se había repartido tierras, normandos, berberiscos norteafricanos, esclavos negros que fueron traídos para el trabajo en las plantaciones azucareras, judíos, comerciantes genoveses, flamencos, ingleses, etc. Una amalgama cultural y humana que se fusionó de acuerdo a las nuevas leyes e instituciones de origen castellano (Fueros, Concejos o Cabildos, Real Audiencia, Gobernadores), y a las prácticas religiosas del catolicismo. En este sentido, el Obispado de Canarias se ubicó en la ciudad de Las Palmas de Gran Canaria, como único centro de la jerarquía eclesiástica canaria hasta la creación de la diócesis de Tenerife en 1819.

Escudo de Canarias en el

El modelo económico de las islas se basó, además de en el autoconsumo agrícola y ganadero, en productos de exportación como la orchilla, el vino y el azúcar de caña. El azúcar será el primer cultivo de exportación de la historia de Canarias, y la carta de presentación de las islas ante la nueva economía mundial que se estaba gestando. Desde Canarias, el azúcar y el ron se trasplantarán hacia América. Será precisamente la competencia de los azúcares de Indias una de las causas que explicarían la posterior decadencia de este cultivo en las islas.
En el viaje que hizo Cristóbal Colón cuando descubrió América, pasó por el archipiélago: "En Gran Canaria abordó el buque La Pinta para componer el timón y cambiar de velamen. Desde Gran Canaria se trasladó a la isla de La Gomera y desde esta isla, en el puerto de San Sebastián de La Gomera, continuó su expedición en 1492 a las Américas, esto en su primer viaje." Entonces Canarias se convirtió en escala de las rutas hacia el Nuevo Mundo. De hecho, las islas fueron una excepción al monopolio que ejercía la Corona española desde la Casa de Contratación de Sevilla con respecto al comercio americano. Desde las Canarias, partían hacia América productos de contrabando europeos, así como producciones isleñas, principalmente vino. Esto convierte a las islas y a sus puertos en nudos comerciales entre las dos orillas del Atlántico. Como contrapartida, Canarias se convertiría también en zona de rapiña para piratas y corsarios. 
Al margen del paso de Cristóbal Colón, en las islas Canarias hicieron escala algunas de las flotas más importantes de la historia occidental. Tales como la flota de la compañía de Virginia en 1606, que supuso la fundación del Fuerte de Jamestown ―el primer asentamiento permanente inglés en lo que ahora es Estados Unidos―; y el paso por Tenerife de la Primera Flota, que supuso el primer asentamiento europeo en Australia en la Bahía de Botany.
A la crisis del azúcar le sigue la etapa de desarrollo de la vid, asociado a la producción de vino. Los caldos de malvasía canarios fueron especialmente aceptados en Inglaterra, y en el comercio con este país se basó principalmente la economía canaria hasta el siglo XVIII. En cambio, las relaciones comerciales con el resto de España fueron escasas durante este periodo, debido a la falta de complementariedad entre las economías isleña y peninsular.

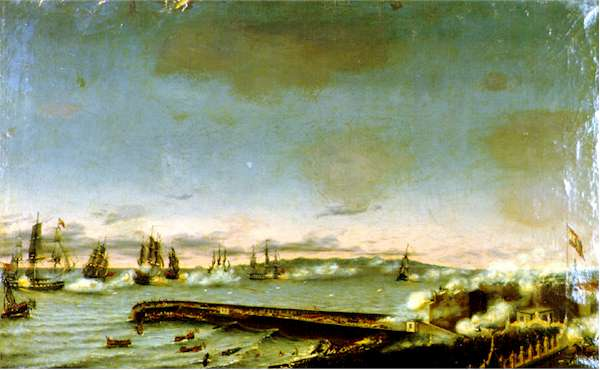
Batalla de Santa Cruz de Tenerife (1797)

El siglo XVIII comienza para Canarias con una larga serie de ataques de corsarios a las islas, pero sin lugar a dudas es el ataque inglés del famoso contralmirante Nelson el que escribió una de las páginas más decisivas en la historia de Canarias. La armada británica con 4000 efectivos no pudo conquistar una Santa Cruz de Tenerife con apenas 500 soldados regulares españoles, un destacamento francés y milicias locales. El 25 de julio de 1797 Nelson fue derrotado por las fuerzas defensoras, y cada año en la ciudad se realizan actos de recuerdo de ese día en que pudo cambiar el destino del archipiélago.

### Edad Contemporánea

#### DelsigloXVIIIa principios delsigloXX

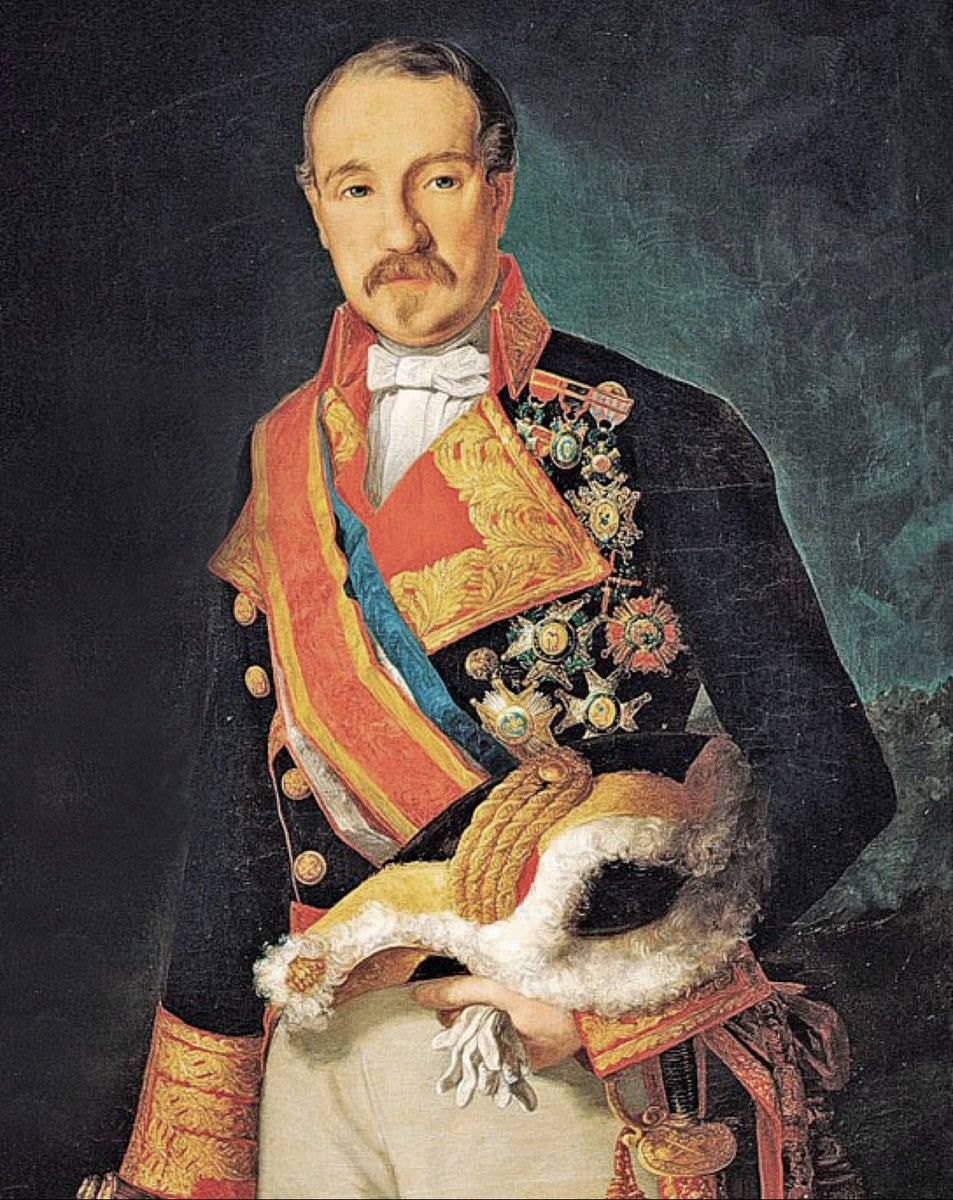
Leopoldo O'Donnell, presidente del Consejo de Ministros de España, líder de la Unión Liberal y general al mando de la Revolución española de 1854

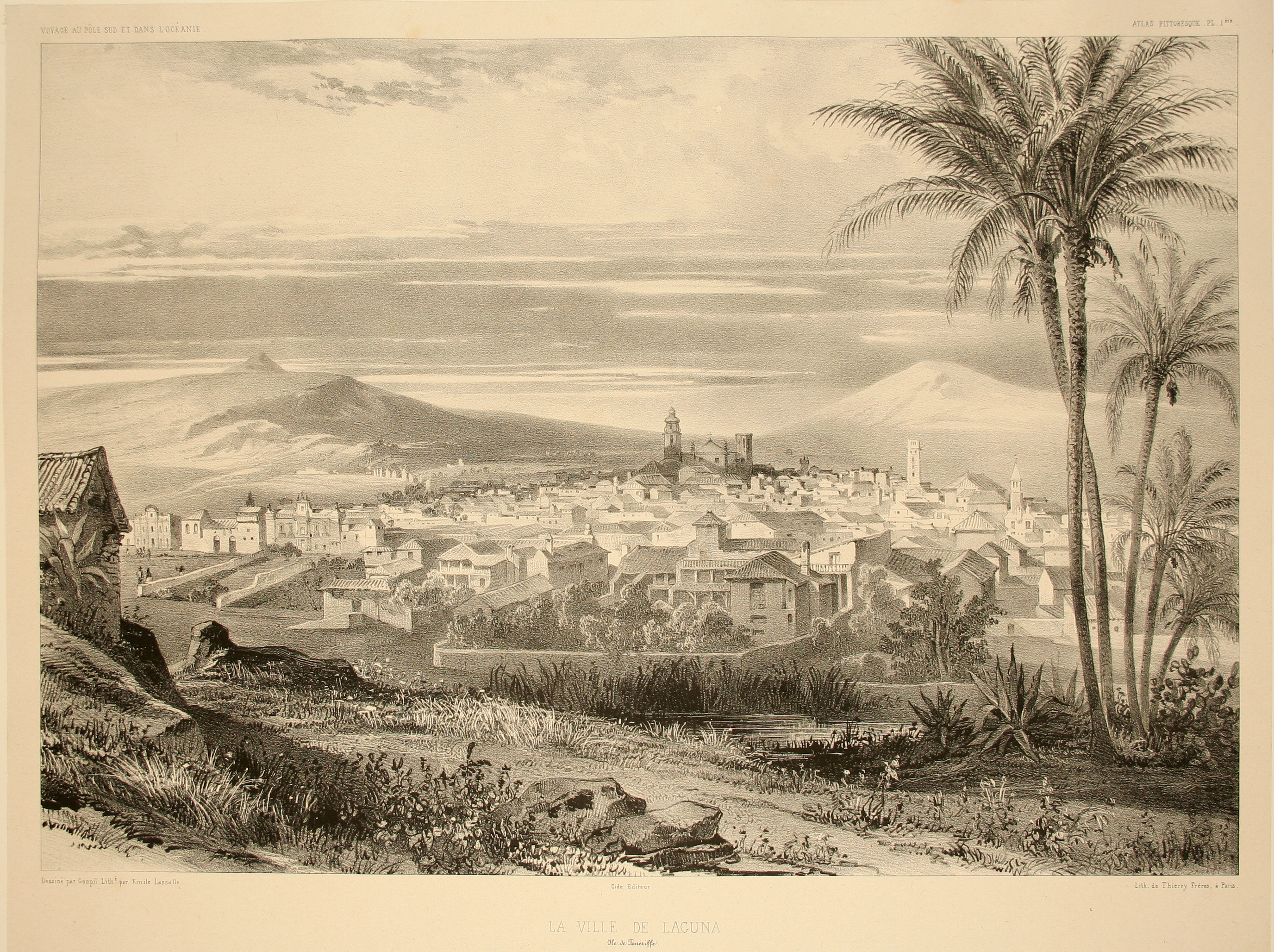
La Laguna en el

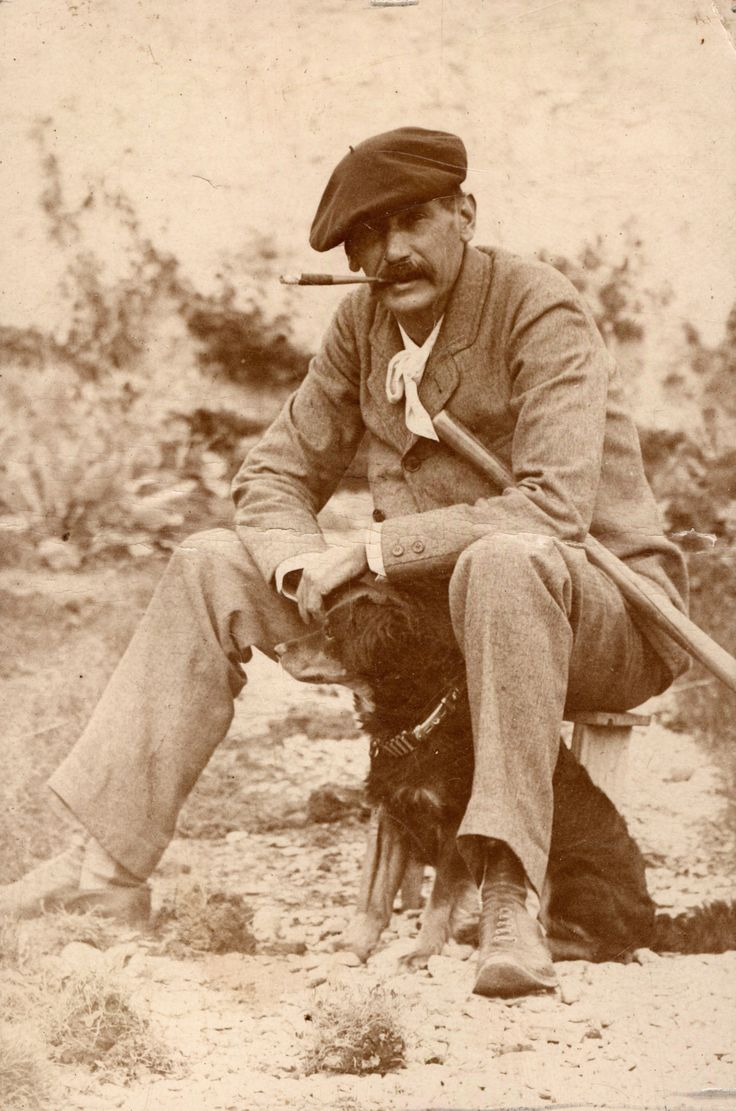
Benito Pérez Galdós, novelista y político. Diputado en Cortes por Las Palmas y escritor de Episodios nacionales

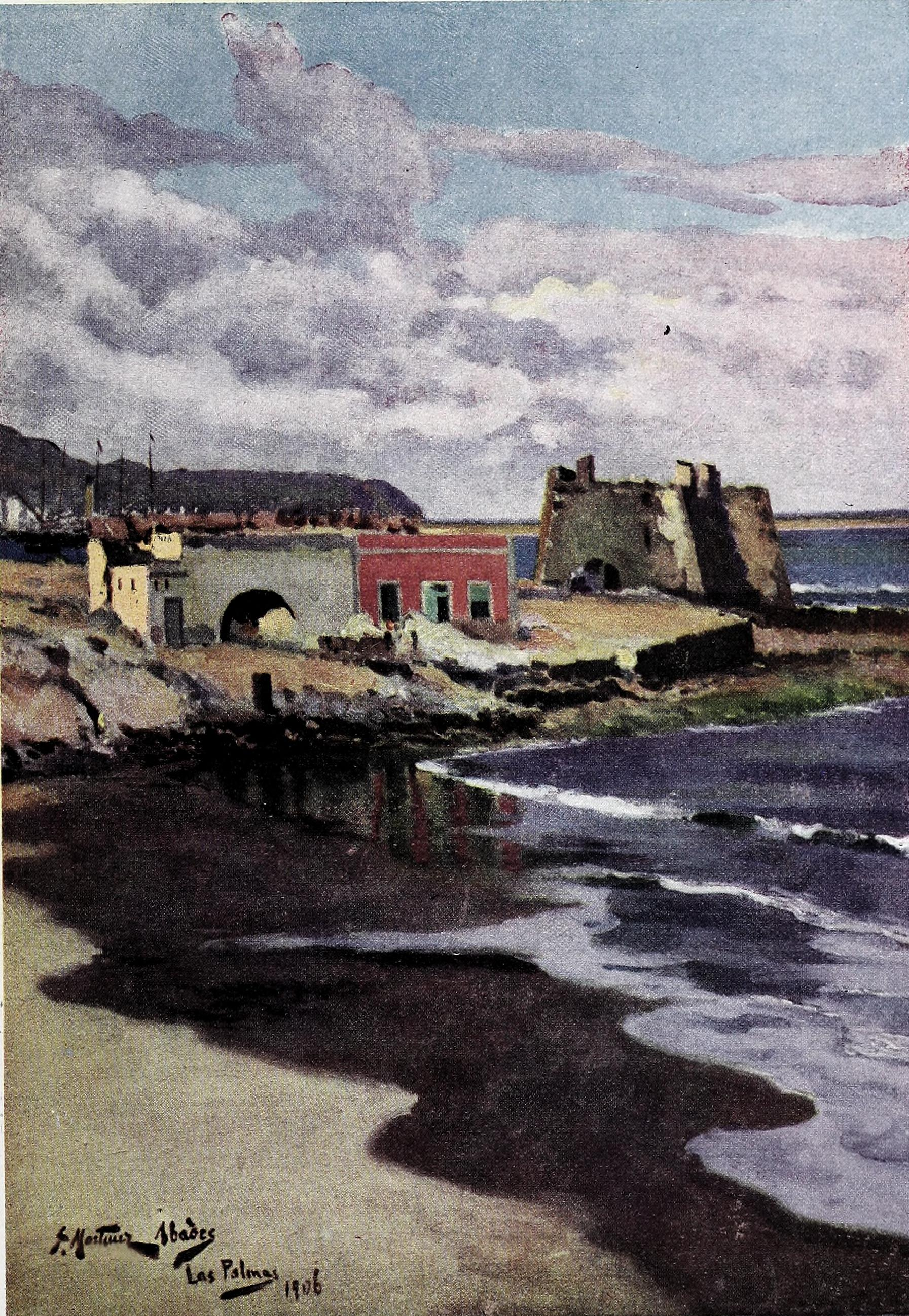
Castillo de Santa Catalina en 1906, en una ilustración de Martínez Abades

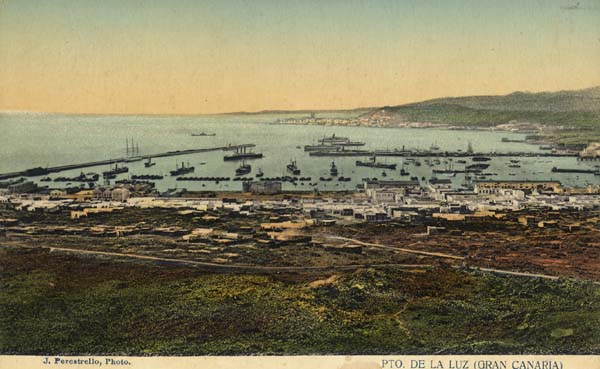
El puerto de La Luz y Las Palmas en 1912

Las crisis de las exportaciones agrícolas que sufrió Canarias en el siglo XVIII provocaron profundas recesiones, lo que se agravaría con la posterior independencia de las colonias americanas y el giro de la economía española hacia el proteccionismo. Este resultará nefasto para Canarias, que nunca había mantenido estrechas relaciones comerciales con los territorios ibéricos. Periódicamente, algunas sequías producían, sobre todo en las islas menores y de menor relieve, períodos de graves hambruna y mortandad; durante algunos de tales períodos, las autoridades de las islas mayores llegaron a prohibir la emigración de la gente a las islas mayores, para protegerse de la invasión de hambrientos. 
En este contexto de miseria comenzó un auténtico éxodo migratorio hacia Cuba, Puerto Rico y las jóvenes repúblicas americanas. En mitad de esta profunda crisis, que durará hasta mediados del siglo XIX, se sientan las bases teóricas del llamado librecambismo isleño, apostando las islas por un sistema económico diferente al del resto del Estado. Las presiones políticas de las oligarquías insulares dan como resultado final el Decreto de Puertos Francos de 1852, que establece un régimen de libertad comercial para Canarias. El primer cultivo que se beneficia de ello será el de la cochinilla, insecto de la tunera o chumbera del que se extrae un tinte natural. Con ella se reinauguran las relaciones comerciales con una Inglaterra que precisaba de colorantes para su industria, pero a partir de 1870 los colorantes artificiales desbancan a la cochinilla ocasionando una aguda crisis en las islas. A finales del siglo XIX los británicos introducen en Canarias el tomate y el plátano, cuya exportación estaría en manos de compañías comerciales como Fyffes. El colonialismo europeo en África y el creciente trasiego comercial convierten una vez más a los puertos de las islas en estratégicos puntos de escala para las rutas atlánticas.
Otro fenómeno crucial para entender la historia contemporánea de Canarias, seria la rivalidad entre las élites de las ciudades de Santa Cruz de Tenerife y Las Palmas de Gran Canaria por la capitalidad de las islas. Con la creación de la provincia de Canarias en 1833, dicha capitalidad única se situó en la ciudad de Santa Cruz de Tenerife. Si bien, tras décadas de desencuentros, en 1927, durante la dictadura de Primo de Rivera, se procede a la creación de la provincia de Las Palmas, agrupando la mitad oriental de la que hasta entonces era la única provincia existente en Canarias, la provincia de Canarias. La mitad occidental se pasó a llamar oficialmente provincia de Santa Cruz de Tenerife. El pleito insular debilitó las posibilidades del nacionalismo canario, que tuvo escasa presencia en las islas hasta los últimos años de la dictadura franquista, teniendo mayor relevancia hasta ese momento entre las colonias de canarios emigrados a América. Fue precisamente en este continente donde desarrolló buena parte de su labor política Secundino Delgado, considerado como padre del nacionalismo canario. También sería al otro lado del Atlántico, concretamente en La Habana, donde se funda el Partido Nacionalista Canario en 1924 por José Cabrera Díaz

#### Guerra Civil y dictadura franquista
El 17 de julio de 1936, el general Franco, entonces comandante general de Canarias y con residencia en Tenerife, viajó desde Gran Canaria al Protectorado español de Marruecos para ponerse al mando del Ejército que se subleva contra el Gobierno de la II República (que un año más tarde presidiría el médico grancanario Juan Negrín) estallando con ello la guerra civil española. 
Acabada la Guerra Civil, se iniciará la dictadura del general Franco hasta su muerte  en 1975 (dictadura que duró 36 años). La posguerra y buena parte de la dictadura militar estarán marcados en Canarias por una nueva interrupción de su secular relación con otras economías ajenas al ámbito español. Fueron tiempos de miseria y emigración, fundamentalmente a Venezuela. Desde los años 1960, en el llamado milagro económico español (1959-1973), irrumpe en las islas el turismo de masas como nueva alternativa económica, que perdura hasta la actualidad.
En 1972 se dicta la Ley de Régimen Económico y Fiscal de Canarias que plantea un marco de desarrollo propio para las Islas, en el que no solo se actualiza el tradicional sistema de franquicias canario, sino que se incorpora un amplio repertorio de medidas económicas y se articula una Hacienda propia insular.
La situación dictatorial previa a la creación del actual estado democrático y autonómico español, así como el subdesarrollo económico de las islas hasta la llegada del turismo, el mantenimiento de ciertas estructuras caciquiles injustas y la habitual ocupación de cargos políticos y empleos por foráneos (debida a la falta de un sistema educativo adecuado en las islas, al gran papel del ejército durante la dictadura, y al centralismo autoritario existente durante el franquismo), y la descolonización de los dominios africanos, hizo surgir en los últimos años del franquismo y primeros de la democracia ciertos movimientos de tipo izquierdista/independentista de pretensiones panafricanistas (como el MPAIAC), que pretendían luchar contra la «ocupación colonial» de las islas por la «metrópoli» española. Alguna puntual deriva al terrorismo de alguno de estos grupos tuvo que ser evitada por medio de la represión policial. La tendencia panafricanista chocaba sin embargo con la vocación europeísta de las islas, y tal contradicción, junto con las pretensiones hegemónicas de Marruecos, puestas de manifiesto en la Guerra del Sahara, el desarrollo económico, y la normalización política democrática y autonomista de las islas hicieron perder el impulso a tales movimientos.

#### Transición democrática

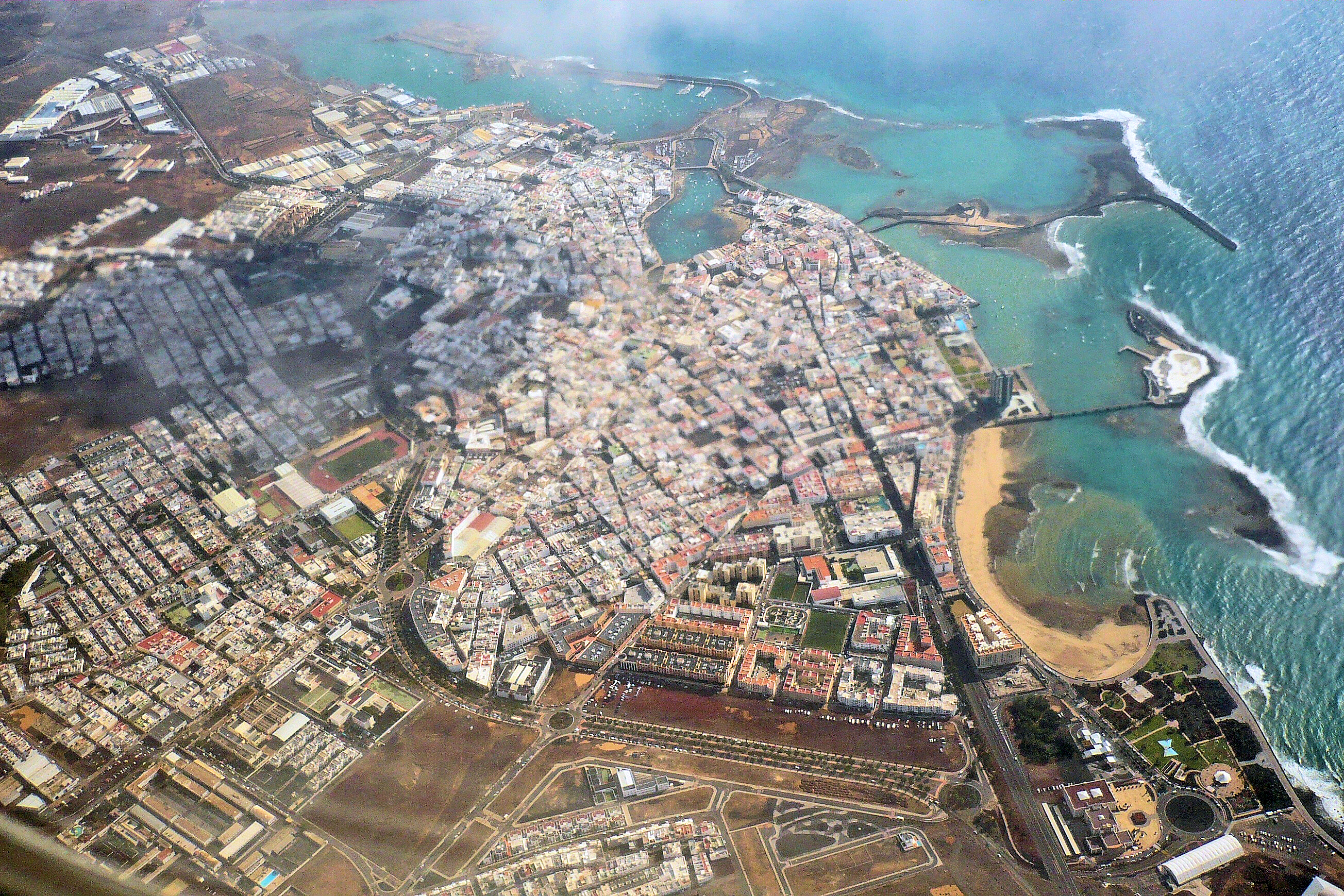
Arrecife, capital de Lanzarote

La transición política hacia la democracia en Canarias está marcada por varias cuestiones fundamentales: a) el debate sobre el modelo económico, que comenzará años antes con el debate sobre el Régimen Económico y Fiscal de Canarias (REF) y, más tarde, con el proceso de incorporación a la Comunidad Económica Europea, que obligó a optar por el modo de adhesión plena o menos plena a la Unión Europea y a la política aduanera común (con las consecuencias que ello tendría en el Régimen Económico y Fiscal); b) la incardinación de Canarias en el estado autonómico, la relación y distribución de competencias entre los preexistentes Cabildos Insulares y la nueva «Comunidad Autónoma», y c) el sistema electoral, que sin dejar de ser representativo y democrático, debía además por un lado evitar el predominio de una provincia sobre la otra (y ayudar a la superación del secular «pleito insular»), y por otro, otorgar a las islas menores una cierta sobrerrepresentación para ayudarlas a aumentar su influencia para eliminar los inconvenientes de la llamada «doble insularidad» (es decir, para compensar su lejanía y pequeñez y los inconvenientes derivados de ello), y finalmente, limitar el caciquismo.
La descolonización española del Sáhara Occidental tendrá múltiples efectos sobre la sociedad y política canaria de los años setenta y ochenta. Entre ellos, el impacto económico y demográfico que supuso el regreso-expulsión de los canarios que vivían en el Sáhara ocupado por Marruecos, la nueva situación fronteriza de las islas en mitad del conflicto saharaui-marroquí, o los efectos sobre el banco pesquero. Estimulado por los acontecimientos del Sáhara Español, a partir de 1976 se desarrolla un movimiento nacionalista de inédita pujanza en las islas, que tendrá como máximo exponente al partido Pueblo Canario Unido, luego Unión del Pueblo Canario.

#### Etapa autonómica

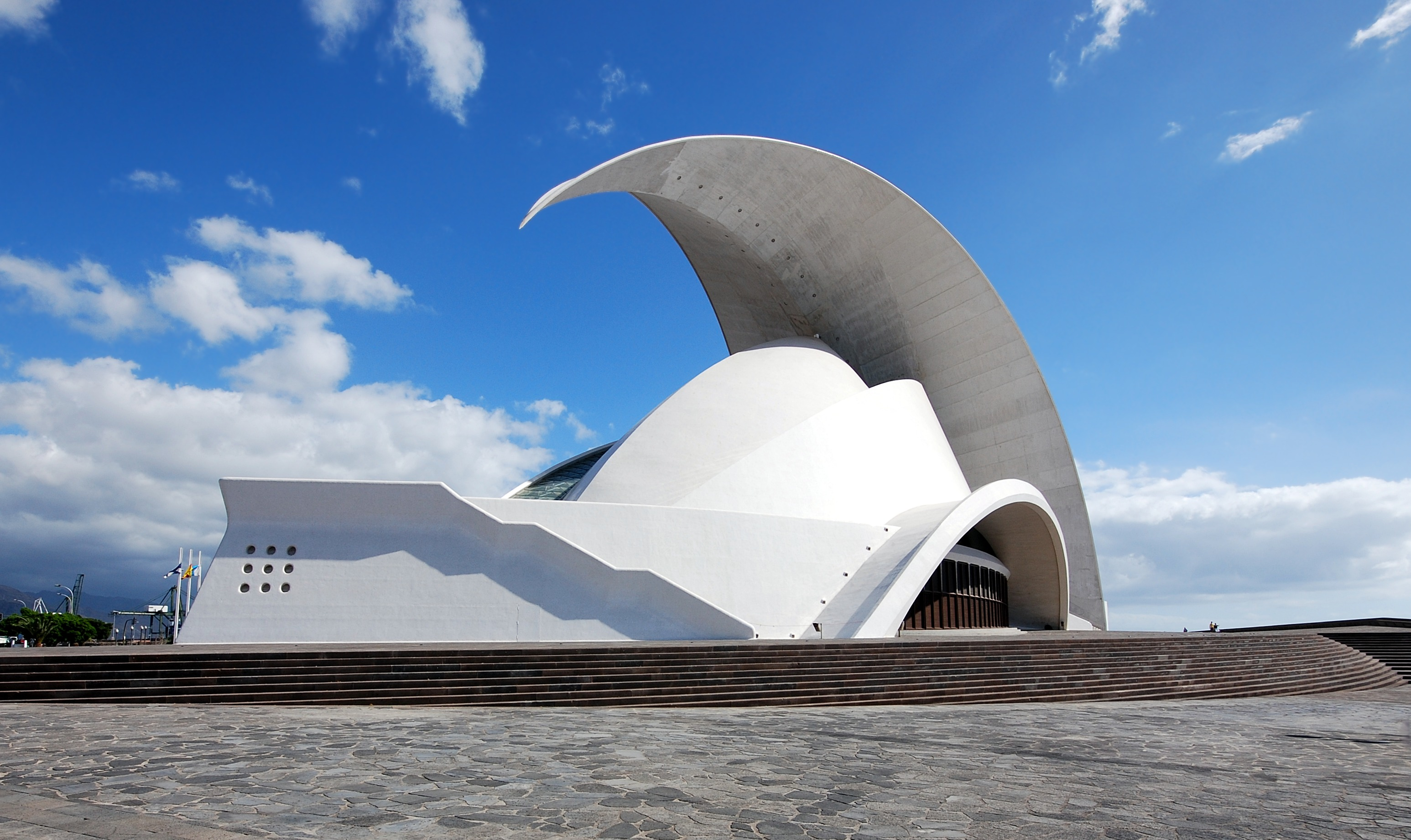
Auditorio de Tenerife, edificio emblemático de la ciudad de Santa Cruz de Tenerife

Tras la aprobación de la Constitución española, se inició el debate para la elaboración del Estatuto de Autonomía de Canarias, finalmente aprobado en agosto de 1982. El no haber presentado un proyecto estatutario antes del golpe de Estado de 1936 hizo que los canarios iniciaran el camino hacia la autonomía casi de cero, por el proceso explicitado en el artículo 143 de la Constitución (o de vía lenta), en lugar del 151 (o de vía más rápida). Sin embargo, el afán de amplios sectores por convertir a Canarias en una de las comunidades autónomas con mayores competencias, al mismo nivel que las llamadas «nacionalidades históricas», provocará en las islas tensos debates entre los grupos políticos que conducirán, mediante la fórmula del consenso, a la LOTRACA (Ley Orgánica de Transferencias a Canarias): esta permitiría hacer una autonomía con nivel de desarrollo similar a las nacionalidades históricas. Una reforma parcial del Estatuto, en 1996 da a Canarias rango de nacionalidad.
Con la democracia y la entrada en la Unión Europea, la instauración de un régimen autonómico y de libertades para las islas, y el desarrollo económico y educativo, el nacionalismo de izquierdas o independentista ha desaparecido prácticamente como movimiento autónomo, resultando absorbido y habiendo dejando paso a varios partidos de nacionalismo moderado de centro-derecha o que pretenden superar la dicotomía izquierda-derecha y que se incardinan en el sistema de partidos español, pretendiendo desempeñar un papel tanto a nivel canario como en el parlamento español (partido-bisagra).
Tras intensos debates y bloqueos partidistas, en 2018 se aprueba un nuevo Estatuto de Autonomía para Canarias, que, entre otras, cambia la denominación de La Graciosa de islote a isla, redefiniendo la geografía insular.

## Demografía
La densidad de población de Canarias es de 303 hab./km², cifra más de tres veces superior a la media española, que se sitúa en 97 hab./km².  
| Posición | País        | Población |
| -------- | ----------- | --------- |
| 1.ª      | España      | 1 733 679 |
| 2.ª      | Venezuela   | 82 890    |
| 3.ª      | Cuba        | 57 617    |
| 4.ª      | Colombia    | 49 047    |
| 5.ª      | Italia      | 43 390    |
| 6.ª      | Marruecos   | 29 314    |
| 7.ª      | Alemania    | 27 609    |
| 8.ª      | Reino Unido | 27 380    |
| 9.ª      | Argentina   | 20 822    |
| 10.ª     | China       | 9 213     |

Históricamente, desde la conquista de Canarias, Tenerife fue hasta el siglo XX la isla más poblada del archipiélago canario. Desde el censo de Aranda de 1768, Tenerife y Gran Canaria, fueron siempre las dos islas más pobladas del Archipiélago, ocupando Tenerife el primer lugar hasta 1940. En el último medio siglo, Gran Canaria ha sido la más poblada de Canarias, hasta 2002 cuando Tenerife la supera de nuevo. Por otro lado, Gran Canaria es la isla más densamente poblada de Canarias. A día de hoy, las dos islas centrales albergan más del 80 % de la población total del archipiélago. Ha habido históricamente una fuerte migración interior desde las islas menos pobladas a las capitalinas, así como otra exterior en dirección a América (sobre todo, a Cuba, Puerto Rico y Venezuela). 
A pesar del fuerte crecimiento de la natalidad registrado en la década de 1960, que dibujó una pirámide demográfica muy joven en los años 80 (la población menor de 30 años se acercaba entonces a la mitad de la población total), las menores tasas de fecundidad en los últimos años señalan un proceso de envejecimiento. Este fenómeno está siendo parcialmente compensado por el auge de la inmigración, que ha hecho de Canarias destino de muchos trabajadores de servicios y de la construcción procedentes de otras comunidades autónomas de España, así como de noreuropeos jubilados (establecidos todo el año o solo en el periodo invernal), iberoamericanos (provenientes en su mayoría de Colombia, Cuba, Venezuela y Argentina), marroquíes y personas del África subsahariana.
Según el censo de 2023, la población de Canarias asciende a 2 202 048 habitantes. En la provincia de Las Palmas, la más habitada, hay 1 140 258 personas; en la de Santa Cruz de Tenerife, 1 061 790 habitantes. La densidad poblacional en ambas provincias es; 304,03 en Santa Cruz de Tenerife y 268,23 en Las Palmas. El municipio con mayor número de habitantes es Las Palmas de Gran Canaria (379 925 habitantes), seguido de Santa Cruz de Tenerife (207 312 habitantes), San Cristóbal de La Laguna (157 503), Telde (102 647), Arona (81 216) y Santa Lucía de Tirajana (53 443).

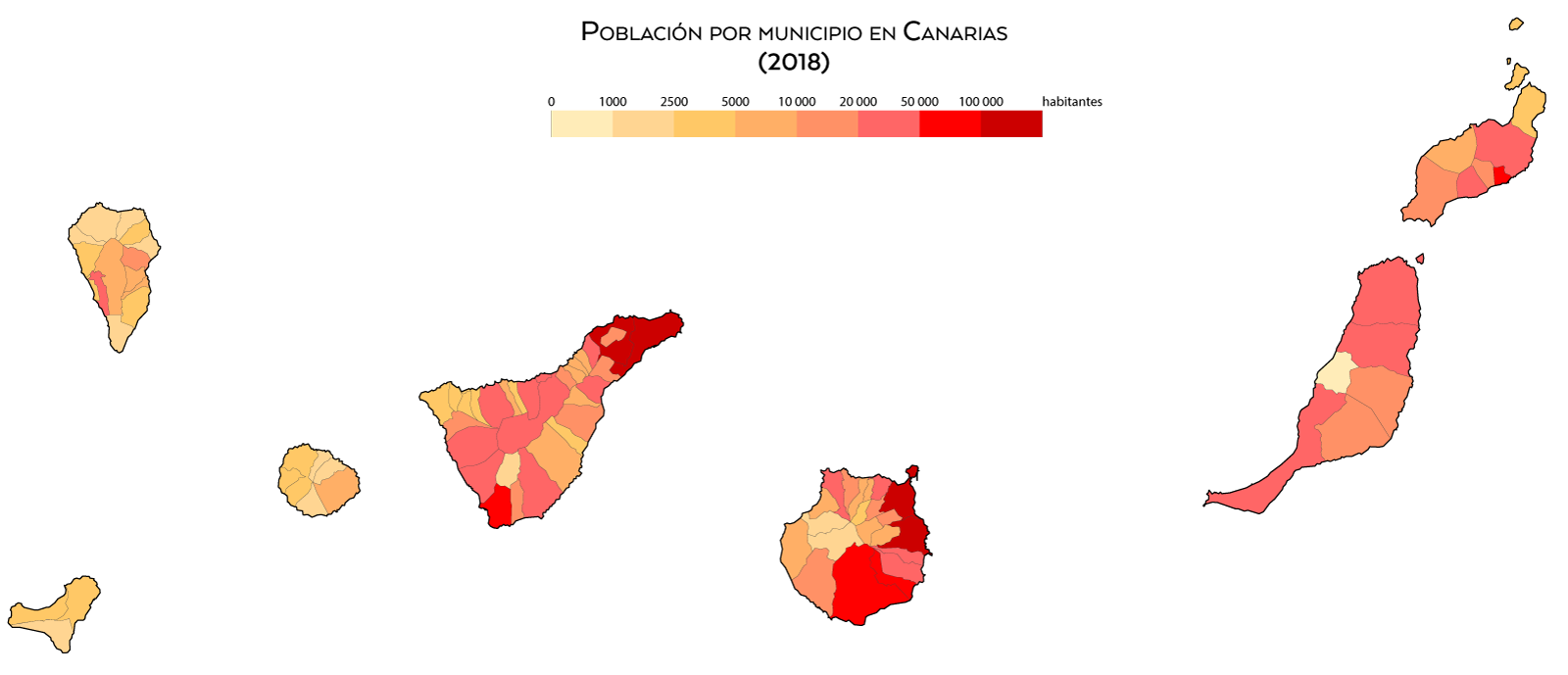
Población por municipio en Canarias
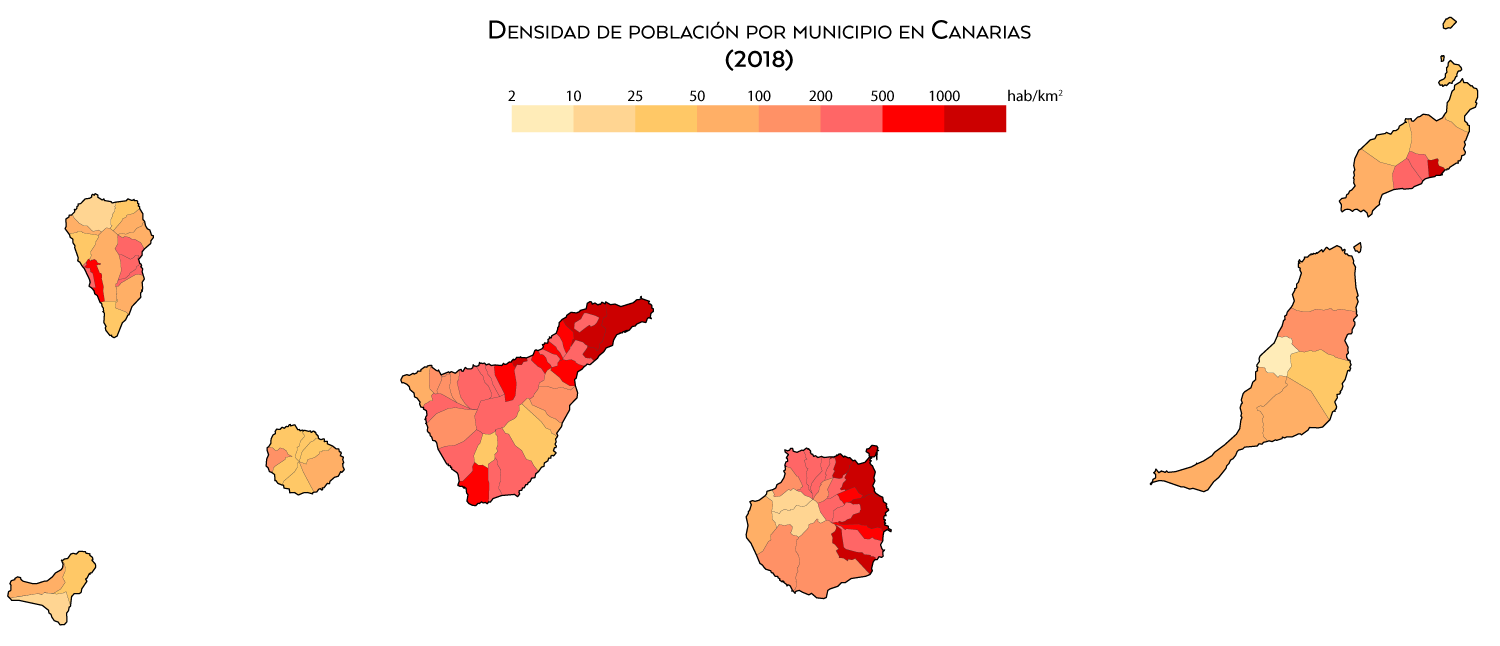
Densidad de población por municipio en Canarias
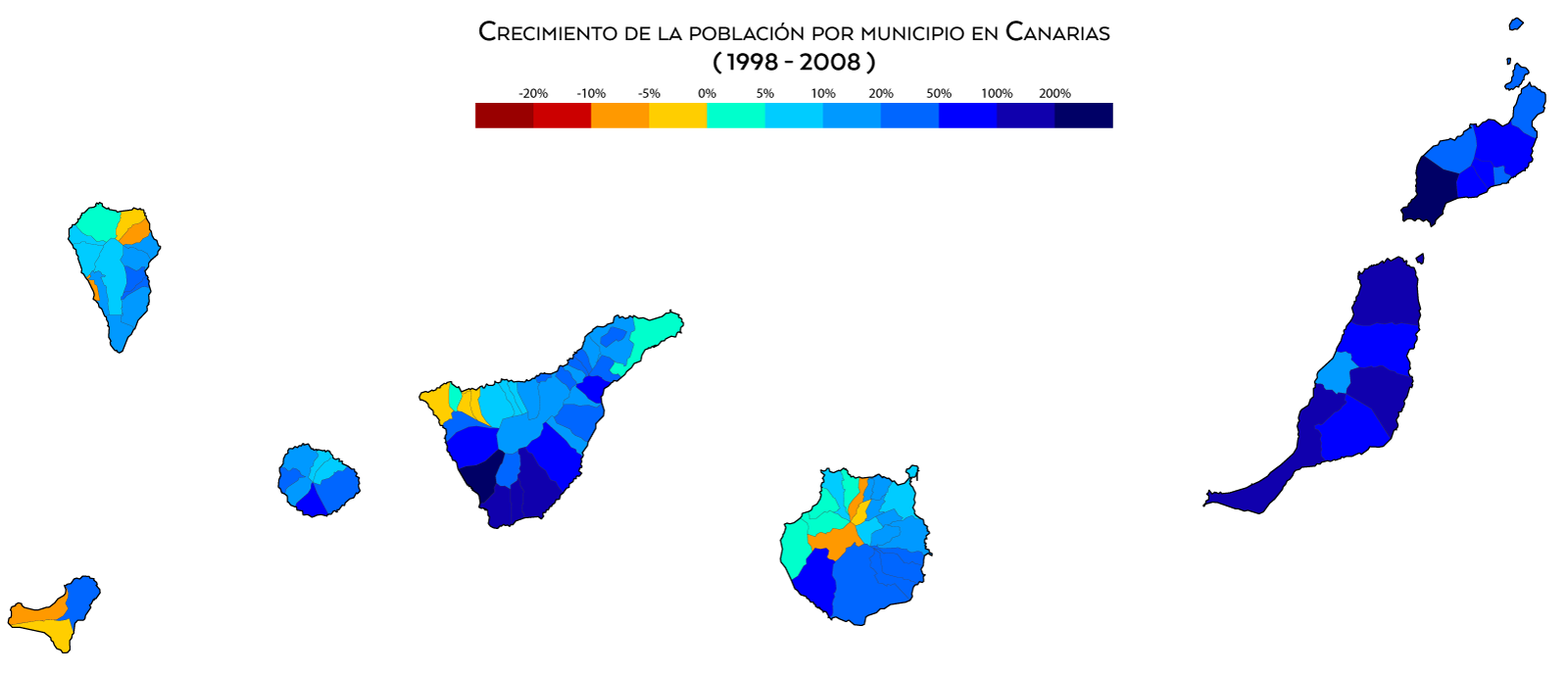
Crecimiento de la población por municipio entre 1998 y 2008
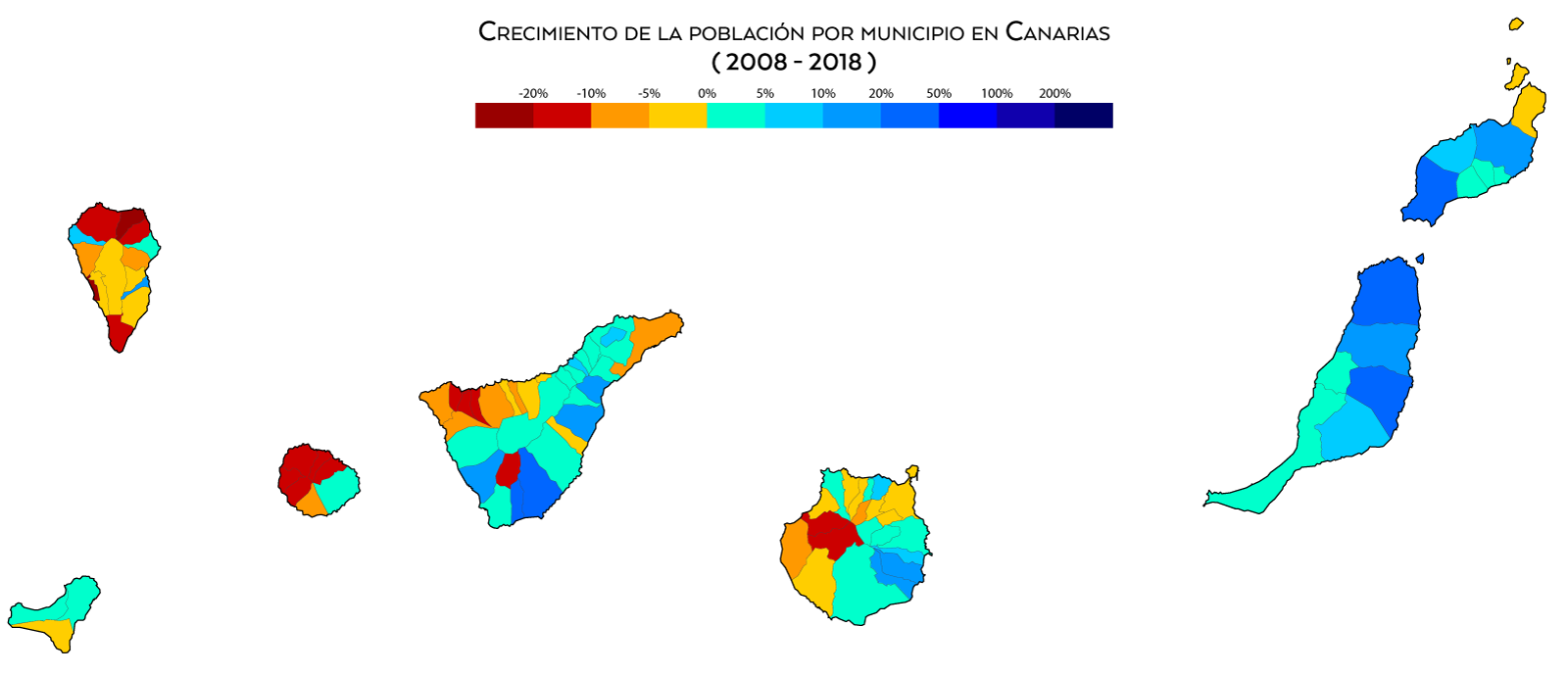
Crecimiento de la población por municipio entre 2008 y 2018

### Población por islas
Según datos del INE a fecha de 1 de enero de 2023:
- Tenerife: 944 107 hab.
- Gran Canaria: 857 171 hab.
- Lanzarote: 159 021 hab.
- Fuerteventura: 124 066 hab.
- La Palma: 83 875 hab.
- La Gomera: 22 162 hab.
- El Hierro: 11 646 hab.

A continuación se presentan en una tabla los 30 municipios con mayor población según el padrón municipal del INE de 2023:

## Economía

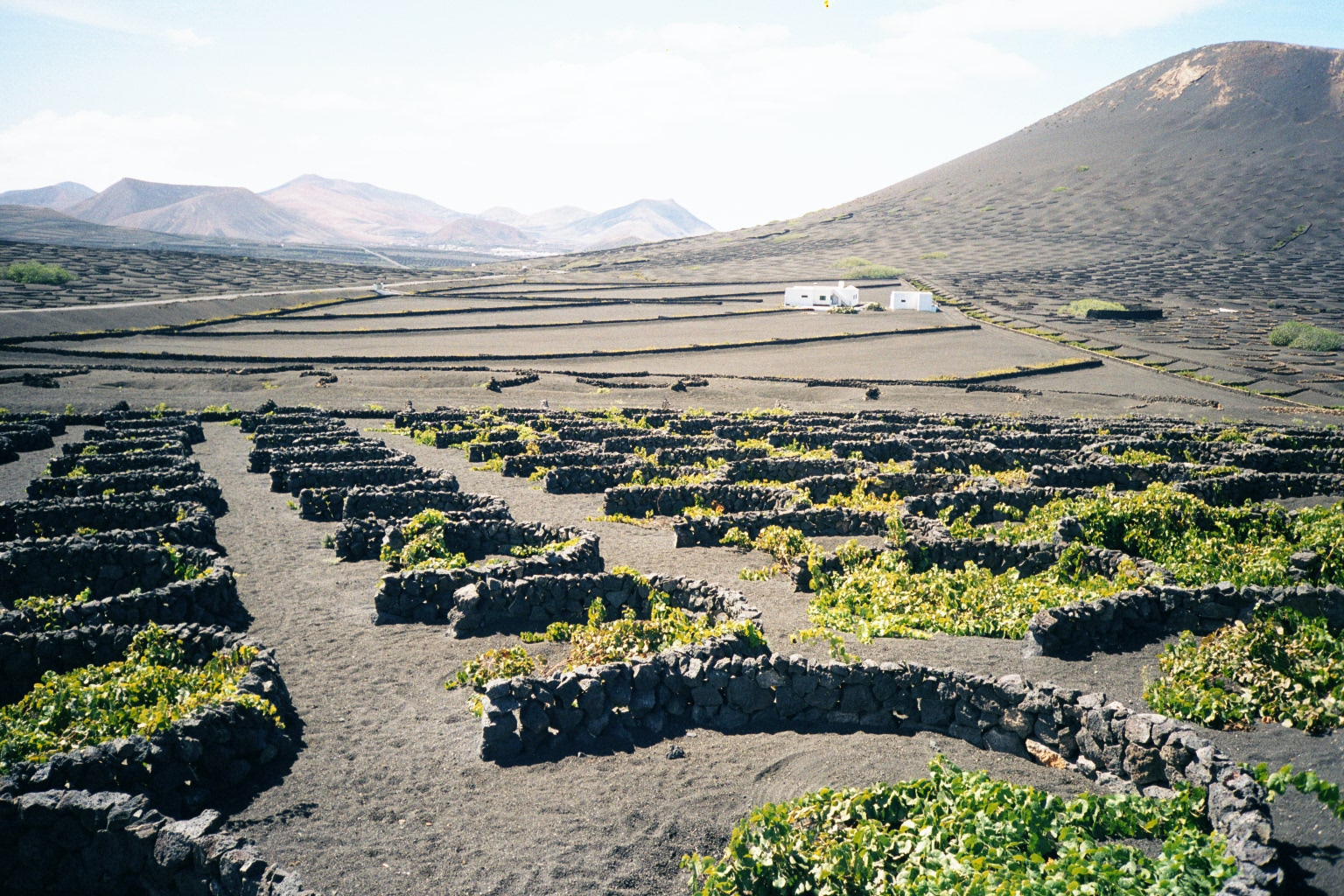
Cultivos en La Geria (Lanzarote)

La economía canaria está basada en el sector servicios (81,3 %), principalmente turismo, lo que ha propiciado el desarrollo de la construcción. Solo está cultivado el 10 % de la superficie, siendo de secano la mayoría (cebada, trigo, vid y papas), y de regadío una minoría (plátanos y tomates), orientados al comercio con el resto de España y con la Unión Europea.
Aunque en un primer momento Canarias quedó fuera de la Unión Aduanera de la Comunidad Económica Europea, este régimen de libertad comercial imposibilitó la subvención de la producción agrícola de tomates y plátanos porque no le era aplicable la PAC (Política Agraria Común), por ello se pidió y obtuvo el cambio a un modelo de integración plena, con el establecimiento de un Arbitrio a la importación de mercancía y un IVA disminuido, el IGIC. Entre las especificidades fiscales de Canarias está la Reserva para Inversiones en Canarias (RIC), que disminuye de la base imponible del Impuesto de Sociedades (IS) hasta el 90 % del beneficio no distribuido (80 % en el caso de profesionales que deben tributar por el Impuesto sobre la Renta de las Personas Físicas (IRPF) por el importe de la dotación a la reserva, que debe invertirse en el plazo de tres años desde la dotación. Así mismo, existe una zona franca, denominada Zona Especial Canaria (ZEC), en donde las empresas implantadas tributan al 4 % del IS.
No obstante, como se cita, la economía canaria está fuertemente basada en el sector de servicios. La economía de exportación establecida por los colonizadores europeos tras la conquista en el siglo XV, generó durante décadas grandes movimientos comerciales y de viajeros. Los primeros visitantes extranjeros, principalmente norte-europeos, se sintieron rápidamente atraídos por las beneficiosas cualidades climáticas del archipiélago.
Así pues, anterior al modelo de turismo de masas actual, existe en Canarias un turismo de minorías privilegiadas, de élites que vienen interesadas por la climatología, la botánica y el sosiego de este emplazamiento. Los viajes por razones de salud, por razones sanitarias, son uno de los primeros motores que pusieron en marcha la fábrica turística. Puerto de la Cruz fue el lugar donde comenzó el turismo en Canarias. En el año 1886 en este pequeño puerto del Valle de La Orotava se estableció el primer sanatorio del archipiélago canario para acoger a los turistas enfermos. Fue además el primer centro turístico español de ámbito europeo.
Posteriormente, el fenómeno denominado boom turístico surge en todo el Archipiélago como consecuencia de la aparición de una demanda propia de las sociedades modernas, la cultura del ocio y del consumo. El auge del turismo es el resultado de la consolidación de la sociedad del bienestar de mediados del siglo XX, tras la Segunda Guerra Mundial. En Canarias, para ajustar el sistema económico a las nuevas expectativas, se pone en funcionamiento el proceso de desarrollo inmobiliario-turístico. Es por ello que el sector de la construcción es el que mayor crecimiento ha aportado en el último decenio, pero afronta en la actualidad un ciclo recesivo.

Exportaciones de Canarias en 2020

El producto interior bruto (PIB) en Canarias en 2015 fue de 40 922 914 millones de euros. La cifra por islas era la siguiente:
- Tenerife - 17 614 585
- Gran Canaria - 15 812 222
- Lanzarote - 3 203 394
- Fuerteventura - 2 298 120
- La Palma - 1 422 949
- La Gomera - 393 845
- El Hierro - 177 799

### Turismo

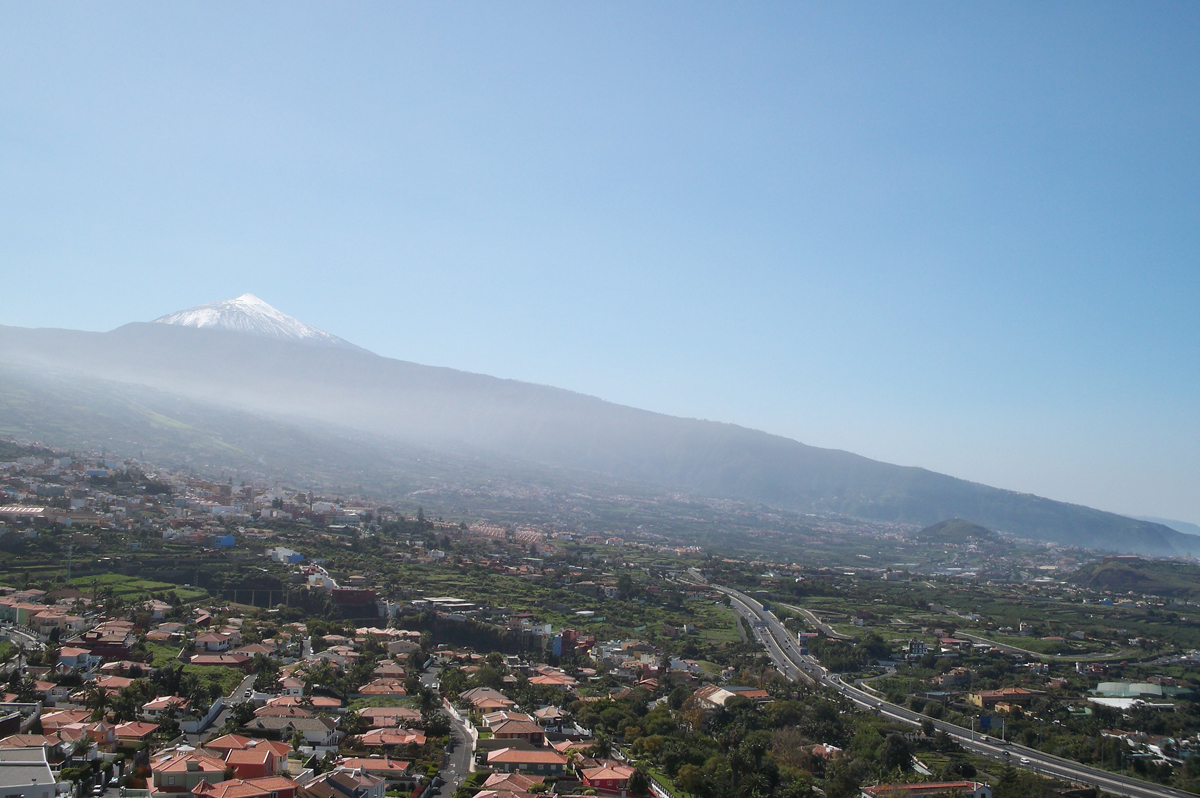
Vista del valle de La Orotava en Tenerife, cuya fama fue muy importante en los inicios del turismo en Canarias

Canarias constituye la segunda región española que mayor número de turistas extranjeros recibe, detrás de Cataluña. En el año 2023 Canarias recibió más de 16,7 millones de turistas extranjeros (récord). En este aspecto, Tenerife, según los datos aportados por AENA es el principal destino turístico en las islas, con el 37 % del total. Le sigue Gran Canaria con un 31 % y luego Lanzarote y Fuerteventura con un 16,28 % y un 13,30 % respectivamente. La Palma se mantiene en la proporción superando el 1,3 %. Los principales turistas que visitan las islas provienen del norte de Europa, principalmente del Reino Unido y Alemania.
Las islas Canarias cuentan con un prestigio internacional en la investigación, análisis y educación en turismo, a través de sus dos universidades, como evidencia el reconocimiento de Campus de Excelencia Internacional: Universidad de La Laguna (ULL) y Universidad de Las Palmas de Gran Canaria (ULPGC). La ULPGC integra al Instituto de Turismo y Desarrollo Económico Sostenible, que se encuentra entre los 30 primeros del mundo en producción científica en turismo.

#### Estadísticas
El número de turistas que visitaron las islas Canarias en 2017 fue de alrededor de 15 976 000, en 2018 de 16 150 054, en el año 2019 de 15 589 290, en 2022 de 12 329 171 y en el año 2023 de 16 706 543.
El mes de marzo de 2024 registró con 1 784 083 el mayor número de turistas por mes hasta la fecha.
La distribución por isla de destino fue (en 2017) (en millones):
- Tenerife - 5,93
- Gran Canaria - 4,48
- Lanzarote y La Graciosa - 2,93
- Fuerteventura - 2,22
- La Palma - 0,29
- La Gomera y El Hierro - 0,13

| Mes             | Lanzarote | Fuerteventura | Gran Canaria | Tenerife  | La Palma | Total      | Incremento en % año anterior |
| --------------- | --------- | ------------- | ------------ | --------- | -------- | ---------- | ---------------------------- |
| 2024 abril      | 274798    | 209505        | 363550       | 594315    | 18893    | 1 461 061  | +4,55%                       |
| 2024 marzo      | 322453    | 253455        | 494149       | 688942    | 25084    | 1 784 083  | +18,29%                      |
| 2024 febrero    | 303 640   | 239 970       | 457 306      | 656 925   | 23 250   | 1 681 091  |                              |
| 2024 enero      | 271 931   | 217 439       | 448 376      | 631 173   | 37 974   | 1 606 893  |                              |
| Total 2024      | 1 172 822 | 920 369       | 1 763 381    | 2 571 355 | 105 201  | 6 533 128  |                              |
| 2023 diciembre  | 300 753   | 230 895       | 465 099      | 636 062   | 37 974   | 1 670 783  |                              |
| 2023 noviembre  | 277 861   | 216 177       | 424 973      | 605 064   | 30 551   | 1 554 626  |                              |
| 2023 octubre    | 277 737   | 208 068       | 392 527      | 569 996   | 13 583   | 1 461 911  |                              |
| 2023 septiembre | 244 990   | 186 219       | 299 487      | 490 822   | 14 202   | 1 235 720  |                              |
| 2023 agosto     | 275 252   | 197 593       | 326 111      | 535 822   | 15 189   | 1 349 967  |                              |
| 2023 julio      | 275 470   | 197 670       | 327 022      | 522 761   | 14 012   | 1 336 935  |                              |
| 2023 junio      | 241 359   | 173 760       | 270 269      | 472 751   | 10 434   | 1 168 573  |                              |
| 2023 mayo       | 238 368   | 167 549       | 271 622      | 464 767   | 11 083   | 1 153 389  |                              |
| 2023 abril      | 266 919   | 204 967       | 354 131      | 555 233   | 16 282   | 1 397 532  |                              |
| 2023 marzo      | 275 748   | 215 571       | 403 014      | 593 981   | 19 953   | 1 508 267  |                              |
| 2023 febrero    | 262 225   | 202 585       | 397 277      | 563 027   | 26 919   | 1 452 033  |                              |
| 2023 enero      | 242 354   | 179 527       | 409 144      | 562 537   | 23 245   | 1416807    |                              |
| Total 2023      | 3 179 036 | 2 380 581     | 4 340 676    | 6 572 823 | 233 427  | 16 706 543 | +32,19                       |
| Total 2022      | 2 400 393 | 1 945 812     | 3 268 835    | 4 948 491 | 75 184   | 12 638 715 | +109,86                      |
| 2021 diciembre  | 169 823   | 141 590       | 316 527      | 476 682   | 18 737   | 123 359    |                              |
| 2021 noviembre  | 205 010   | 158 663       | 304 600      | 476 682   | 21 060   | 1 166 015  |                              |
| 2021 octubre    | 215 646   | 169 817       | 292 968      | 457 826   | 15 004   | 1 151 261  |                              |
| 2021 septiembre | 151 983   | 118 375       | 195 034      | 323 760   | 18 405   | 807 557    |                              |
| 2021 agosto     | 173 983   | 141 027       | 193 905      | 326 667   | 22 839   | 858 421    |                              |
| 2021 julio      | 113 436   | 141 027       | 147 568      | 233 597   | 16 860   | 652 488    |                              |
| 2021 junio      | 52 728    | 55 411        | 96 406       | 139 012   | 10 616   | 354 173    |                              |
| 2021 mayo       | 37 081    | 41 814        | 69 204       | 114 290   | 7406     | 269 795    |                              |
| 2021 abril      | 22 187    | 27 076        | 52 264       | 86 159    | 7781     | 195 467    |                              |
| 2021 marzo      | 17 476    | 25 182        | 47 972       | 75 377    | 7752     | 173 759    |                              |
| 2021 febrero    | 11 903    | 15 880        | 31 824       | 57 462    | 6306     | 123 375    |                              |
| 2021 enero      | 17 528    | 23 299        | 41 241       | 56 277    | 8406     | 146 751    |                              |
| Total 2021      | 1 188 784 | 1 059 161     | 1 789 513    | 2 823 791 | 161 172  | 6 022 421  | +24,82                       |
| 2020 diciembre  | 38 706    | 39 909        | 74 976       | 109 315   | 9735     | 272 641    |                              |
| 2020 noviembre  | 29 510    | 31 772        | 61 827       | 86 333    | 6851     | 216 293    |                              |
| 2020 octubre    | 41 635    | 28 670        | 43 237       | 100 854   | 4759     | 219 155    |                              |
| 2020 septiembre | 33 754    | 26 016        | 38 899       | 100 893   | 6957     | 206 519    |                              |
| 2020 agosto     | 69 133    | 75 686        | 101 836      | 158 567   | 10 749   | 415 971    |                              |
| 2020 julio      | 57 457    | 53 295        | 69 912       | 120 529   | 4495     | 305 688    |                              |
| 2020 junio      | 788       | 611           | 6405         | 5732      | 14       | 13 550     |                              |
| 2020 mayo       | 0         | 0             | 0            | 0         | 0        | 0          |                              |
| 2020 abril      | 0         | 0             | 0            | 0         | 0        | 0          |                              |
| 2020 marzo      | 99 407    | 71 988        | 141 692      | 208 696   | 11 531   | 533 314    |                              |
| 2020 febrero    | 215 054   | 175 618       | 387 432      | 528 873   | 31 996   | 1 338 973  |                              |
| 2020 enero      | 209 769   | 149 140       | 405 208      | 512 153   | 36 618   | 1 312 888  |                              |
| Total 2020      | 795 213   | 652 705       | 1 331 424    | 1 931 945 | 123 705  | 4 834 992  | -69,05                       |
| 2019 diciembre  | 256 733   | 168 717       | 416 723      | 526 258   | 35 515   | 1 403 946  |                              |
| 2019 noviembre  | 231 995   | 159 352       | 405 715      | 487 576   | 29 614   | 1 314 252  |                              |
| 2019 octubre    | 258 722   | 175 472       | 354 718      | 484 905   | 24 506   | 1 298 323  |                              |
| 2019 septiembre | 235 534   | 154 056       | 291 855      | 432 241   | 21 106   | 1 134 792  |                              |
| 2019 agosto     | 273 783   | 175 153       | 328 921      | 501 712   | 26 465   | 1 306 034  |                              |
| 2019 julio      | 270 438   | 171 819       | 333 530      | 481 976   | 22 059   | 1 279 822  |                              |
| 2019 junio      | 242 901   | 159 945       | 274 881      | 451 244   | 18 266   | 1 147 237  |                              |
| 2019 mayo       | 230 821   | 140 370       | 261 250      | 423 740   | 19 447   | 1 075 628  |                              |
| 2019 abril      | 256 776   | 179 318       | 324 647      | 484 097   | 32 927   | 1 277 765  |                              |
| 2019 marzo      | 295 614   | 201 556       | 447 905      | 579 224   | 39 570   | 1 563 869  |                              |
| 2019 febrero    | 272 428   | 164 970       | 403 123      | 513 880   | 32 162   | 1 386 563  |                              |
| 2019 enero      | 239 830   | 172 468       | 424 117      | 522 601   | 42 043   | 1 401 059  |                              |
| Total 2019      | 3 065 575 | 2 023 196     | 4 267 385    | 5 889 454 | 343 680  | 15 589 290 | -3,47                        |
| 2018 diciembre  | 258 185   | 171 248       | 420 041      | 519 566   | 34 266   | 1 403 306  |                              |
| 2018 noviembre  | 256 755   | 163 189       | 410 456      | 513 953   | 40 401   | 1 384 754  |                              |
| 2018 octubre    | 265 950   | 207 176       | 397 411      | 541 492   | 27 865   | 1 439 894  |                              |
| 2018 septiembre | 249 877   | 181 272       | 326 673      | 451 957   | 22 094   | 1 231 873  |                              |
| 2018 agosto     | 260 216   | 206 718       | 370 232      | 516 048   | 28 054   | 1 381 268  |                              |
| 2018 julio      | 258 746   | 208 723       | 374 844      | 485 961   | 23 453   | 1 351 727  |                              |
| 2018 junio      | 233 824   | 181 406       | 301 068      | 448 667   | 19 384   | 1 184 349  |                              |
| 2018 mayo       | 245 563   | 159 808       | 285 178      | 421 763   | 22 702   | 1 135 014  |                              |
| 2018 abril      | 266 433   | 184 772       | 347 043      | 488 679   | 30 675   | 1 317 602  |                              |
| 2018 marzo      | 299 270   | 223 478       | 441 620      | 572 515   | 35 369   | 1 572 252  |                              |
| 2018 febrero    | 246 215   | 181 218       | 396 707      | 484 485   | 40 282   | 1 348 907  |                              |
| 2018 enero      | 222 283   | 184 199       | 438 555      | 503 856   | 50 215   | 1 399 108  |                              |
| Total 2018      | 3 063 317 | 2 253 207     | 4 509 828    | 5 948 942 | 374 760  | 16 150 054 |                              |

## Infraestructuras y servicios

### Sanidad

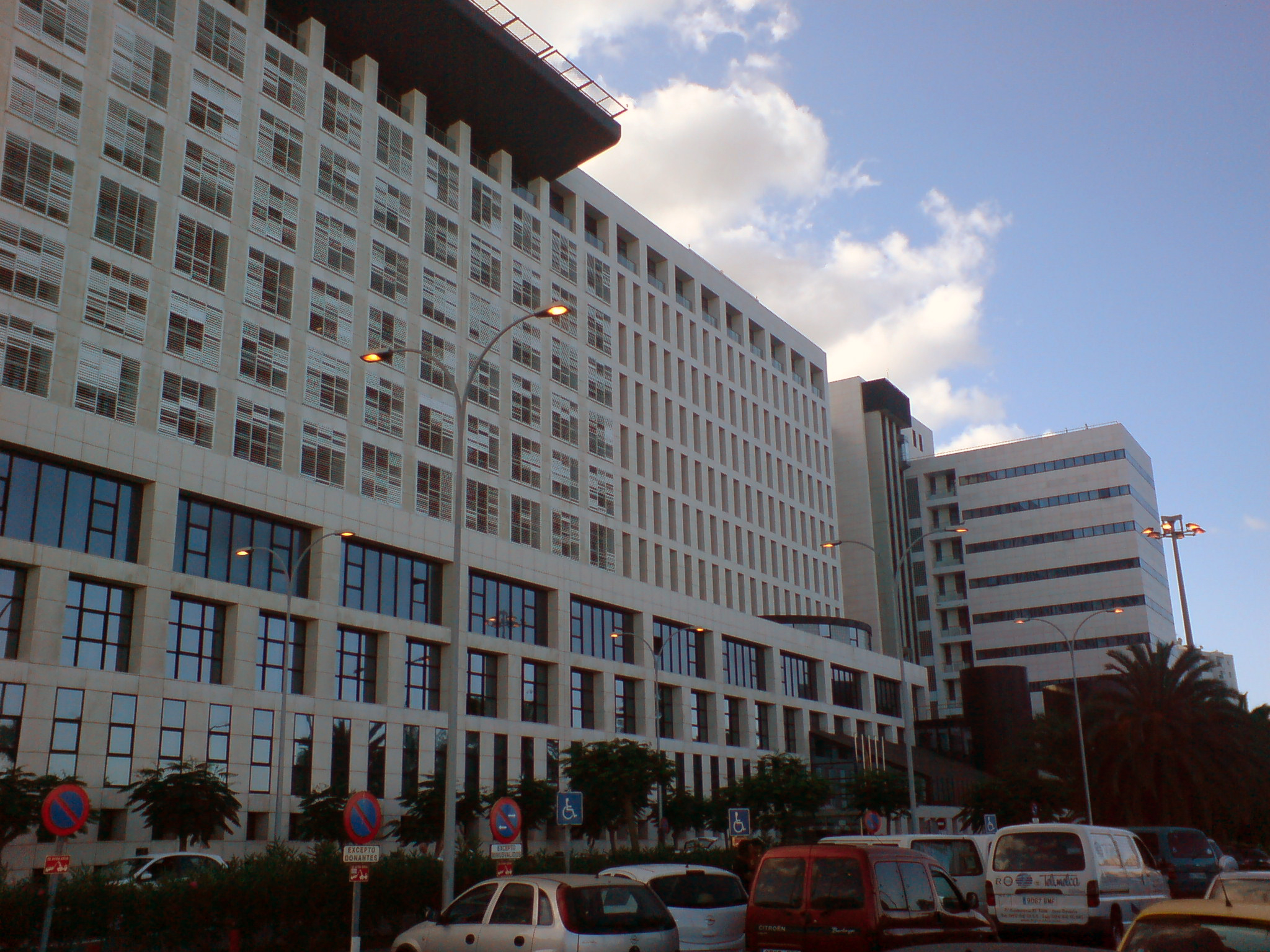
Hospital Universitario Insular de Gran Canaria, en Gran Canaria

El Servicio Canario de la Salud (SCS) es un organismo autónomo de carácter administrativo adscrito a la Consejería competente en materia de Sanidad del Gobierno de Canarias, creado por la Ley 11/1994 de 26 de julio, de Ordenación Sanitaria de Canarias y cuya organización y funcionamiento vienen regulados en el Decreto 32/1995. La mayoría de los hospitales canarios son explotados por el Servicio Canario de Salud.

#### Hospitales del Servicio Canario de la Salud

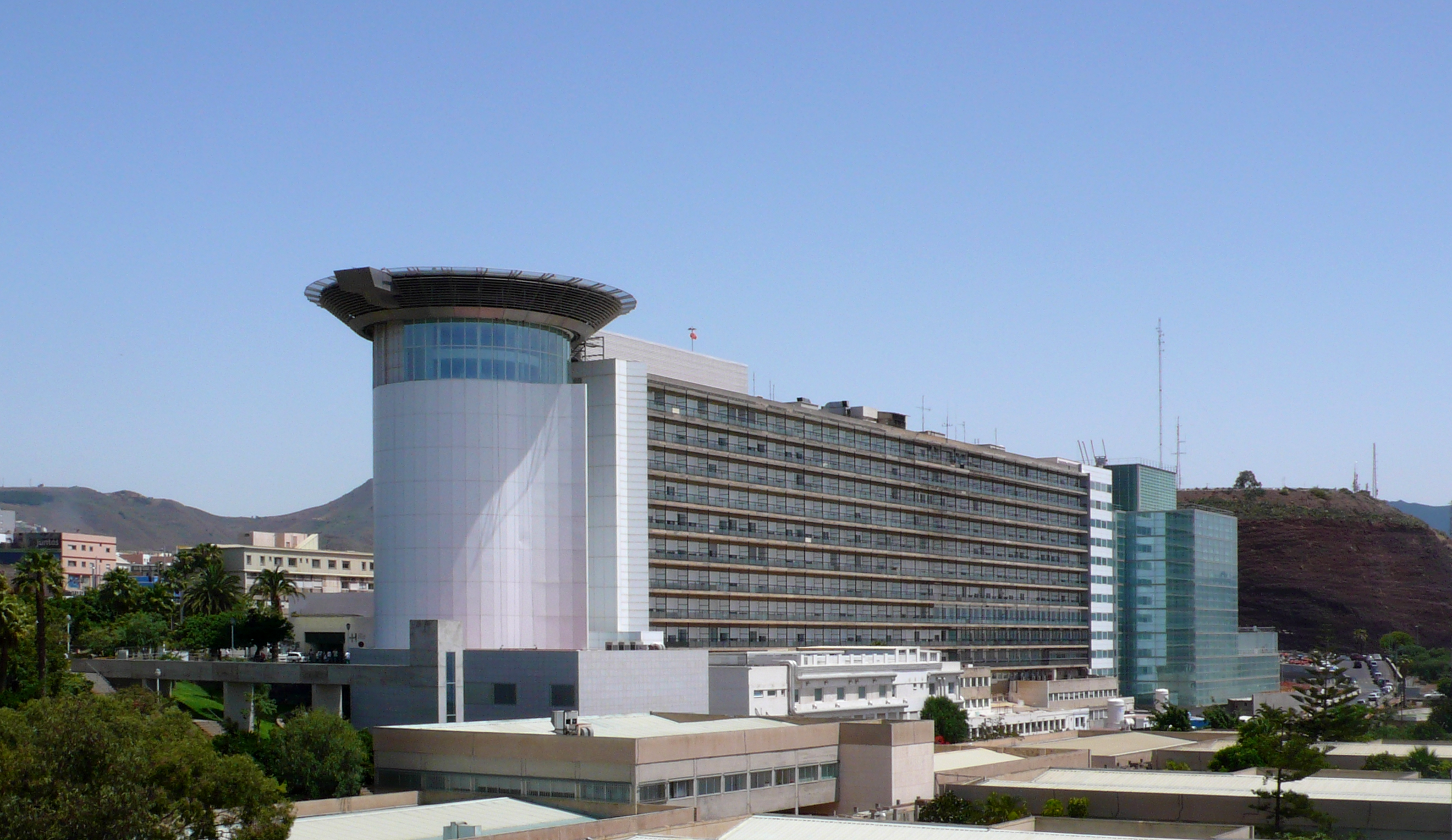
Hospital Universitario de Canarias, en Tenerife

Los principales hospitales del archipiélago pertenecen al Servicio Canario de la Salud, éstos son:
- Hospital Insular Nuestra Señora de los Reyes (El Hierro)
- Hospital Universitario de La Palma (La Palma)
- Hospital Nuestra Señora de Guadalupe (La Gomera)
- Complejo Hospitalario Universitario Nuestra Señora de Candelaria[nota 7] (Tenerife)
- Complejo Hospitalario Universitario de Canarias[nota 8] (Tenerife)
- Complejo Hospitalario Universitario Doctor Negrín[nota 9] (Gran Canaria)
- Complejo Hospitalario Universitario Insular Materno-Infantil[nota 10] (Gran Canaria)
- Hospital Universitario Doctor José Molina Orosa (Lanzarote)
- Hospital General de Fuerteventura Virgen de la Peña (Fuerteventura)

### Educación
En materia de educación, Canarias cuenta desde 1927 con la Universidad de La Laguna (ULL) en la ciudad de San Cristóbal de La Laguna (Tenerife). Esta universidad es la más antigua de Canarias. La otra universidad de Canarias es la Universidad de Las Palmas de Gran Canaria (ULPGC) en Gran Canaria. Esta última universidad fue creada el 23 de abril de 1989, a partir de la Universidad Politécnica de Canarias (hoy extinta) y de la propia Universidad de La Laguna.
En el año 2012 abrió sus puertas la primera institución de educación superior privada de las islas Canarias, la Universidad Europea de Canarias que se encuentra en La Orotava (Tenerife). En 2015 se unió a la oferta privada la Universidad Fernando Pessoa Canarias en Gran Canaria, y en 2016 la Universidad del Atlántico Medio, con doble sede en Las Palmas de Gran Canaria y Santa Cruz de Tenerife. 
Por otra parte, el primer y más antiguo instituto en activo del archipiélago es el IES Canarias Cabrera Pinto situado en la ciudad de San Cristóbal de La Laguna en Tenerife, ciudad en la que también se encuentra la sede del Consejo Escolar de Canarias. Además el archipiélago cuenta con el Conservatorio Superior de Música de Canarias, estructurado en dos sedes, una en Santa Cruz de Tenerife y otra en Las Palmas de Gran Canaria, regidas por un mismo órgano común.

### Transporte

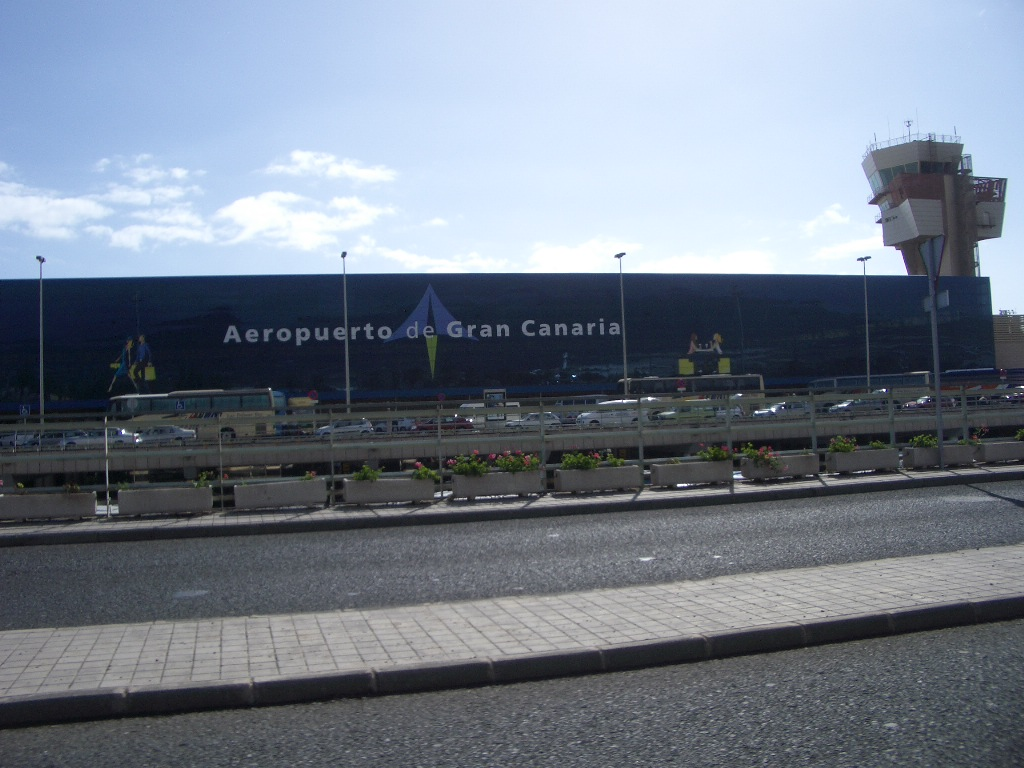
Fachada acristalada del aeropuerto de Gran Canaria (Gando)

Las comunicaciones interiores son por carretera. Gran Canaria y Tenerife disponen de un sistema de autovías y autopistas, hay dos tramos en Lanzarote y está en construcción una autovía en Fuerteventura. No existen vías de tren, excepto el Tranvía de Tenerife, cuya línea 1, que une Santa Cruz de Tenerife con San Cristóbal de la Laguna, entró en servicio el 2 de junio de 2007. Actualmente ya cuenta con dos líneas. Además están en proyecto tres trayectos que unirían, por un lado en Gran Canaria, la capital con Maspalomas a través del Tren de Gran Canaria, y por otro lado en Tenerife, Santa Cruz de Tenerife con Los Cristianos a través del Tren del Sur y con Los Realejos gracias al Tren del Norte.
Entre las islas se puede viajar en avión, con líneas regulares operadas por las compañías Binter Canarias y Canary Fly, además de las líneas marítimas de ferry, fast ferry o catamarán, de las compañías Fred Olsen y Naviera Armas.
Desde la península ibérica y resto de Europa se utiliza mayoritariamente el avión regular y chárter. Hay también líneas marítimas de frecuencia semanal con Cádiz, Funchal y Huelva. Canarias es la comunidad autónoma con más aeropuertos abiertos al tráfico comercial civil (ocho), entre los que destacan el Aeropuerto de Gran Canaria (el de mayor tráfico tanto de aeronaves como en número de pasajeros y en volumen de mercancías), el Aeropuerto de Tenerife Sur, el Aeropuerto César Manrique Lanzarote y el Aeropuerto de Tenerife Norte. En total Canarias registra un movimiento de 16 874 532 pasajeros de entrada a través de sus ocho aeropuertos. Las dos islas capitalinas (Tenerife y Gran Canaria) son las que registran mayor afluencia de pasajeros; Tenerife 6 204 499 pasajeros y Gran Canaria 5 011 176 pasajeros.
Las importaciones y exportaciones se realizan principalmente por vía marítima. Las islas cuentan con un régimen especial fiscal dentro de la Unión Europea (Regiones Ultraperiféricas).

## Gobierno y política

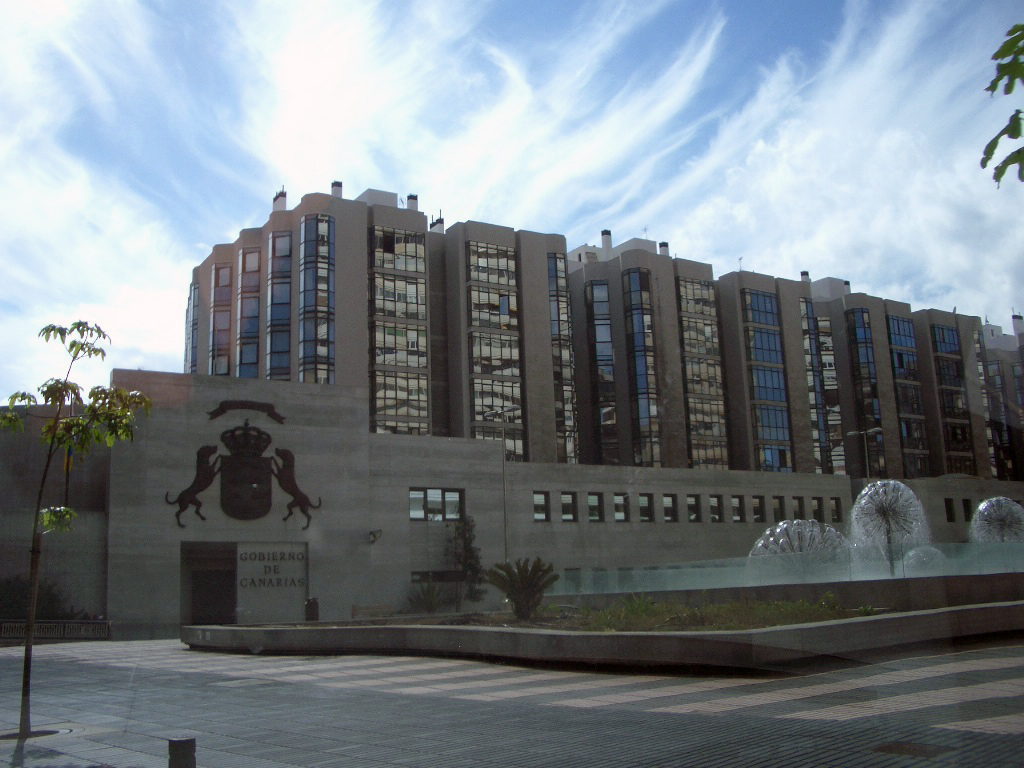
Gobierno de Canarias, sede de Las Palmas de Gran Canaria

Canarias se constituyó en 1982 en comunidad autónoma de España mediante la Ley Orgánica 10/1982, de 10 de agosto, de Estatuto de Autonomía de Canarias. El Estatuto establece que los poderes de la Comunidad se ejercen a través del Parlamento (unicameral, ejerce el poder legislativo), el Gobierno (que ejerce el poder ejecutivo) y su presidente. Además, cada isla mayor tiene su propia administración en forma de Cabildos insulares. La representación del Estado radica como en todas las comunidades autónomas en La Delegación del Gobierno, con sede en Las Palmas de Gran Canaria.
El Parlamento de Canarias, con sede en Santa Cruz de Tenerife, está formado por 70 diputados autonómicos elegidos por sufragio universal. Tenerife y Gran Canaria eligen 15 diputados cada una; La Palma, Fuerteventura y Lanzarote, 8 cada una; y La Gomera y El Hierro, 4 y 3 diputados respectivamente; en las últimas elecciones se sumó una lista regional con 9 diputados. Sus funciones son la elaboración de leyes que afecten a la Comunidad, la aprobación de los presupuestos autonómicos, el control del gobierno regional, el nombramiento de los senadores que corresponden a Canarias (que se unen a los elegidos directamente por los ciudadanos en cada circunscripción insular), etc.
La XI Legislatura del Parlamento de Canarias comenzó el 27 de junio de 2023 con la celebración de la sesión constitutiva de la cámara donde tomaron posesión los 70 parlamentarios electos en las elecciones del 28 de mayo del mismo año.
| Grupos parlamentarios en el Parlamento de Canarias |             |                                                                      |                              |                           |         |
| Nombre                                             | Integrantes | Integrantes                                                          | Portavoz                     | Líder autonómico          | Escaños |
| G.P. Socialista Canario                            |             | Partido Socialista de Canarias (PSC)                                 | Nira Fierro Díaz             | Ángel Víctor Torres Pérez | 23      |
| G.P. Nacionalista Canario                          |             | Coalición Canaria (CC): 17 Agrupación Herreña Independiente (AHI): 1 | José Miguel Barragán Cabrera | Fernando Clavijo Battle   | 19      |
| G.P. Popular                                       |             | Partido Popular de Canarias (PP)                                     | Luz Reverón González         | Manuel Domínguez González | 15      |
| G.P. Nueva Canarias                                |             | Nueva Canarias (NCa)                                                 | Luis Alberto Campos Jiménez  | Román Rodríguez Rodríguez | 5       |
| Grupo Mixto                                        |             | Agrupación Socialista Gomera (ASG)                                   | Casimiro Curbelo Curbelo     | Casimiro Curbelo Curbelo  | 3       |
| Grupo Mixto                                        |             | Vox                                                                  | Nicasio Galván Sasia         | Nicasio Galván Sasia      | 3       |

El Gobierno de Canarias, con sedes en Santa Cruz de Tenerife y Las Palmas de Gran Canaria, ejerce el poder ejecutivo y está integrado por el presidente (máxima autoridad política de la comunidad) y los consejeros que se hallan al frente de las distintas consejerías. El presidente del gobierno canario es Fernando Clavijo Batlle, de Coalición Canaria.
Otras instituciones

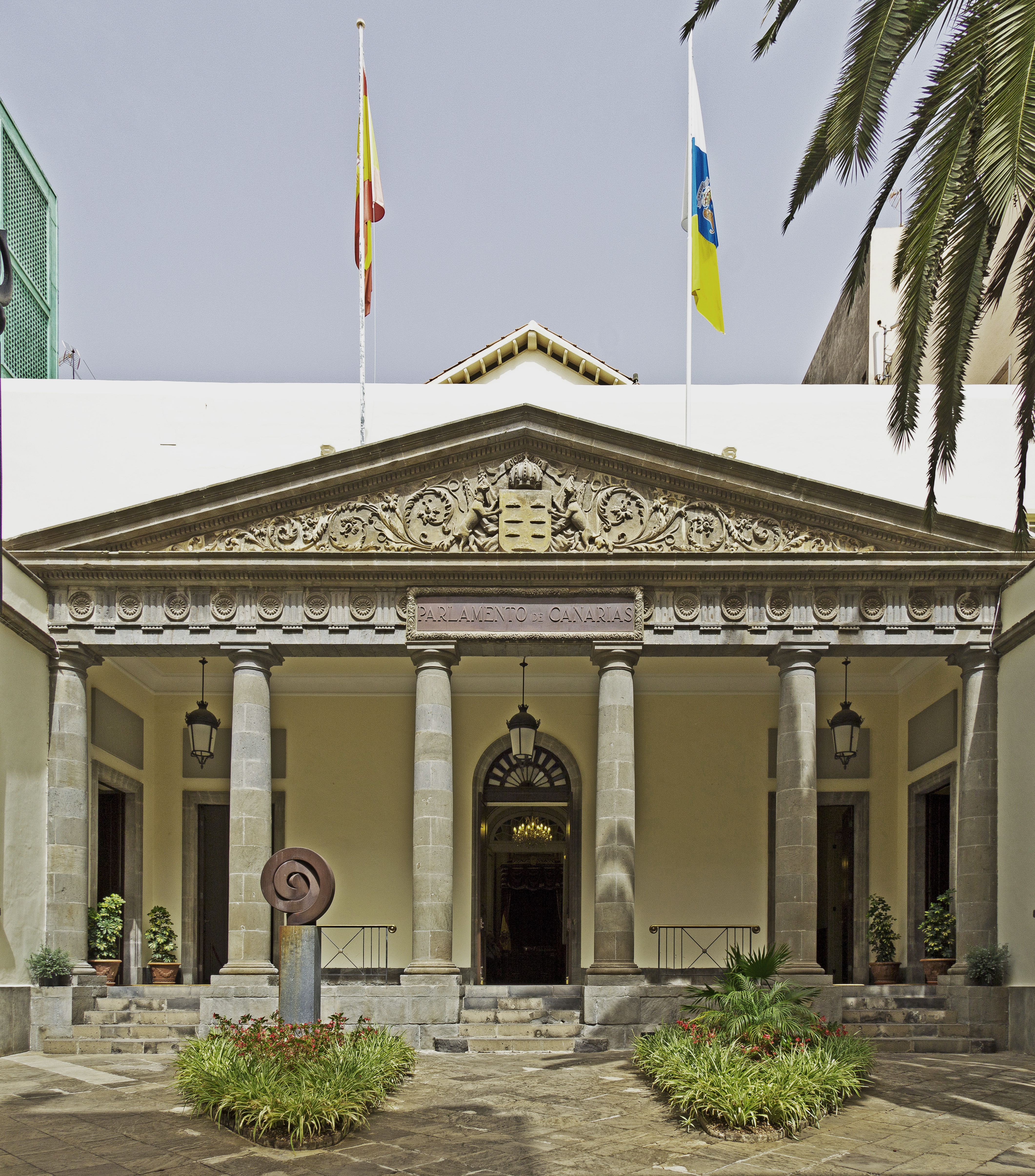
Parlamento de Canarias,
Santa Cruz de Tenerife

El Diputado del Común del Parlamento de Canarias, radicado en Santa Cruz de La Palma, es el Defensor del Pueblo canario. Se trata de un alto comisionado designado por el Parlamento de Canarias, cuyo fin es defender los derechos y libertades constitucionales de los ciudadanos canarios. El Consejo Económico y Social de Canarias, con sede en Las Palmas de Gran Canaria, es el órgano consultivo del Parlamento y del Gobierno de Canarias en materia socioeconómica y laboral. La Audiencia de Cuentas de Canarias, ubicada en Santa Cruz de Tenerife, es el órgano fiscalizador de las cuentas y de la gestión económica del sector público canario. El Tribunal Superior de Justicia de Canarias, con sede en Las Palmas de Gran Canaria, es el máximo órgano jurisdiccional de Canarias, sin perjuicio del Tribunal Supremo. Por su parte, el Consejo Consultivo de Canarias tiene su sede en San Cristóbal de La Laguna, en Tenerife, y es el supremo órgano consultivo de la comunidad autónoma de Canarias, con el mismo rango que el Diputado del Común. Por su parte, la sede de la Capitanía General de Canarias se encuentra en Santa Cruz de Tenerife.

### Organización territorial
La comunidad autónoma de Canarias está políticamente compuesta por dos provincias, la provincia de Las Palmas y la provincia de Santa Cruz de Tenerife, creadas en 1927 al dividirse la provincia de Canarias, que desde 1833 incluía todo el archipiélago, con capital en la ciudad de Santa Cruz de Tenerife. Por su parte, cada provincia está compuesta por islas que funcionan como entidades políticas con administración propia y gobernadas cada una de ellas por un gobierno local llamado cabildo insular. A su vez, cada isla con administración propia se compone de municipios. En total Canarias tiene 88 municipios.
La isla de La Graciosa es la única isla que no tiene administración propia, está agregada administrativamente al municipio de Teguise de la isla de Lanzarote y está gobernada por el cabildo de esta isla. Los miembros políticos de los distintos municipios, de los cabildos y del Gobierno de Canarias son elegidos por sufragio universal directo de los ciudadanos de cada una de las ocho islas. Las islas con administración propia, por orden alfabético, con el número de municipios que la integran, sus correspondientes capitales, superficies y población son:

Mapa municipal de Canarias

| Isla (excepto La Graciosa) | Bandera | Escudo | Municipios | Capital                    | Área (km²) | Población (2022) |
| -------------------------- | ------- | ------ | ---------- | -------------------------- | ---------- | ---------------- |
| El Hierro                  |         |        | 3          | Valverde                   | 268,71     | 11 423           |
| Fuerteventura              |         |        | 6          | Puerto del Rosario         | 1665,74    | 120 021          |
| Gran Canaria               |         |        | 21         | Las Palmas de Gran Canaria | 1560,10    | 853 262          |
| La Gomera                  |         |        | 6          | San Sebastián de La Gomera | 369,76     | 21 798           |
| Lanzarote                  |         |        | 7          | Arrecife                   | 888,07     | 156 112          |
| La Palma                   |         |        | 14         | Santa Cruz de La Palma     | 708,32     | 83 439           |
| Tenerife                   |         |        | 31         | Santa Cruz de Tenerife     | 2034,38    | 931 646          |

#### Capitalidad
En la actualidad, Canarias es la única comunidad autónoma de España que posee dos capitales: Las Palmas de Gran Canaria y Santa Cruz de Tenerife. Esto desde que en 1982 fuese creado el Estatuto de Autonomía de Canarias.
La capitalidad política del archipiélago no existe como tal hasta el siglo XIX. Las primeras ciudades fundadas por los europeos en la época de la conquista de Canarias en el siglo XV fueron: Telde (en Gran Canaria), San Marcial del Rubicón (en Lanzarote) y Betancuria (en Fuerteventura). Estas ciudades ostentaron las primeras instituciones europeas presentes en el archipiélago, entre ellas obispados católicos. Si bien, debido a que el periodo de esplendor de estas urbes se desarrolló antes de la conquista total del archipiélago y su incorporación a la Corona de Castilla nunca tuvieron un control político y real de todo el archipiélago canario.

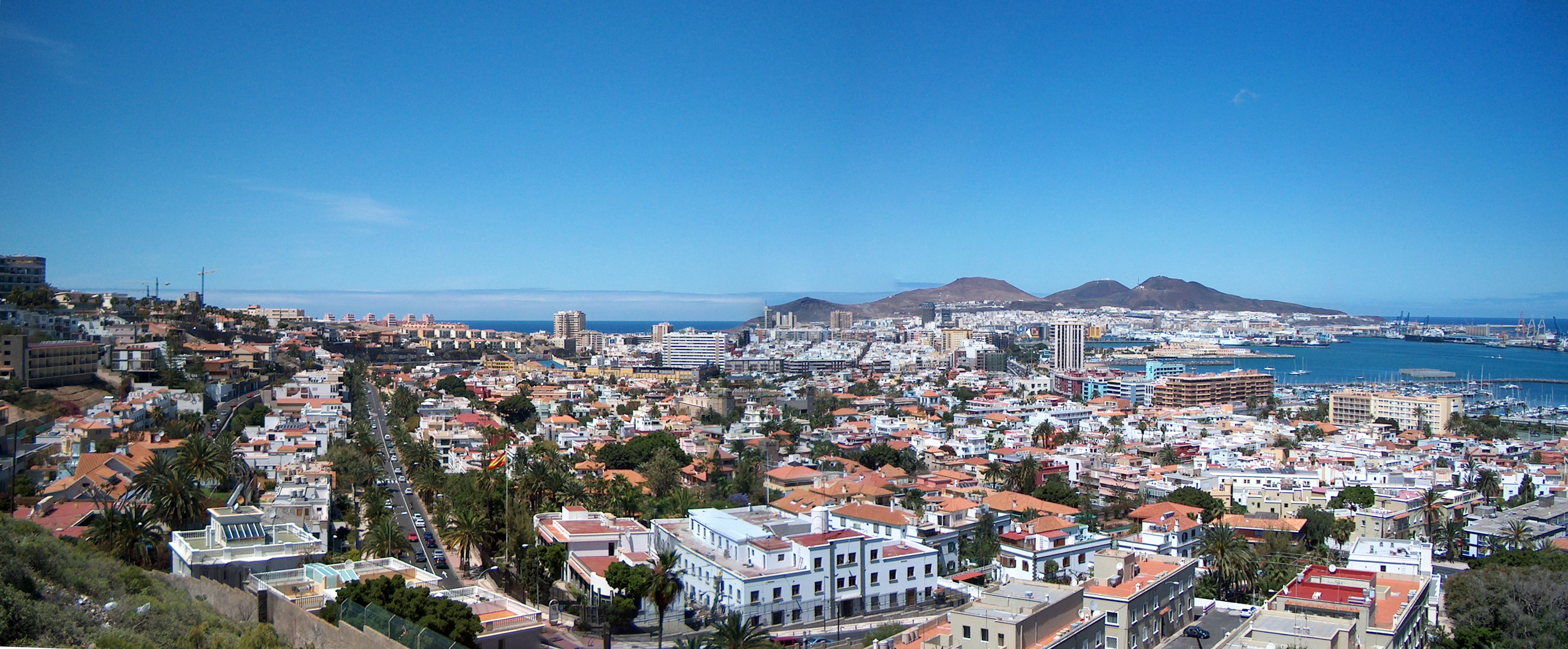
Las Palmas de Gran Canaria

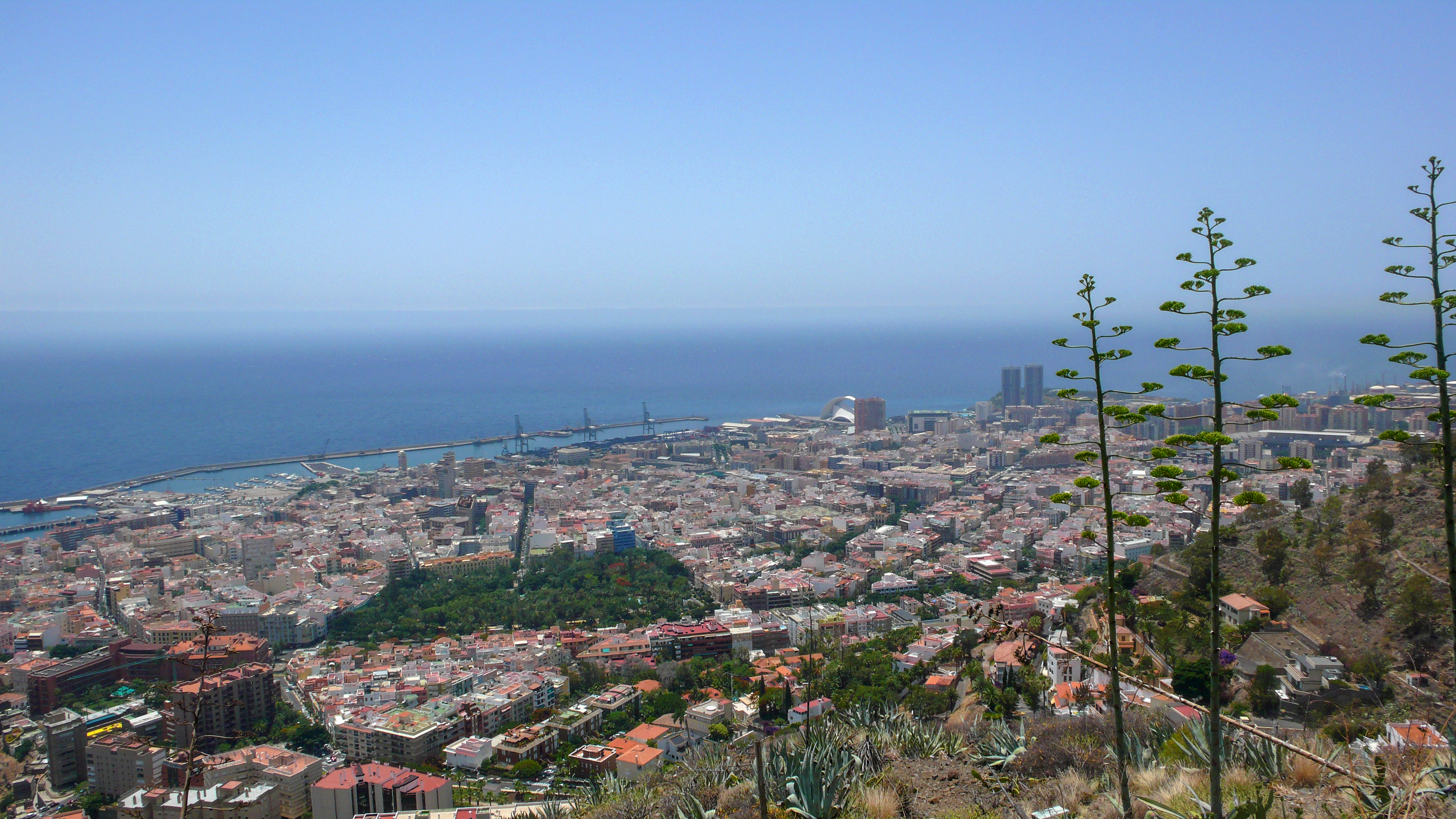
Vista de Santa Cruz de Tenerife

La función de una ciudad canaria con plena jurisdicción para todo el archipiélago solo existe tras la conquista de Canarias, aunque originalmente de facto, es decir, sin significado jurídico y real y ligada a la sede de la Capitanía General de Canarias. 
Las Palmas de Gran Canaria fue la primera ciudad que ejerció esta función. Esto dado que la residencia del capitán general de Canarias estaba en esta ciudad durante parte de los siglos XVI y XVII. Posteriormente, en mayo de 1661 el capitán general de Canarias, Jerónimo de Benavente y Quiñones traslada la sede de la capitanía a la ciudad de San Cristóbal de La Laguna en la isla de Tenerife. Esto fue debido al ser esta isla desde la conquista la más poblada, productiva y con más expectativas económicas. La Laguna sería la considerada capital de facto del archipiélago hasta el siglo XIX. Otros organismos que tenían su sede en Las Palmas de Gran Canaria eran la Real Audiencia de Canarias, el entonces único Obispado de Canarias y la Inquisición.
Ya en 1723 el capitán general de Canarias Lorenzo Fernández de Villavicencio había trasladado la sede de la Capitanía General de Canarias desde San Cristóbal de La Laguna a Santa Cruz de Tenerife.
A mediados del siglo XIX se confirmó la capitalidad oficial de Canarias a la ciudad de Santa Cruz de Tenerife, debido en parte a las constantes polémicas y rivalidades entre las burguesías de La Laguna y de Las Palmas de Gran Canaria por la hegemonía económica, política e institucional del archipiélago (véase: Pleito insular). Sería tras la creación de la provincia de Canarias en noviembre de 1833 en la que Santa Cruz se convertiría en la primera capital plenamente oficial de Canarias (de iure y no de facto como ocurría anteriormente). En Santa Cruz de Tenerife se establecieron entidades como el Juzgado de Indias de Canarias, la Junta de Fomento de Canarias, el Servicio de Correos y la Junta de Sanidad de Canarias, entre otros.
El siglo XIX fue bastante convulso. Debido a las constantes polémicas e insolidaridades entre islas la provincia se dividió por el Real Decreto de 17 de marzo de 1852. Esta división duró solamente dos años hasta 1854. La provincia se volvería a dividir por Real Decreto el 27 de enero de 1858, durando poco tiempo. El 15 de septiembre de 1868 con la Revolución Gloriosa la provincia volvió a dividirse hasta el 14 de diciembre de 1868.
En 1912 con la Ley de Cabildos se intenta poner orden en el asunto al traspasar competencias provinciales a los Cabildos Insulares, aunque el pleito insular seguirá latente y quizás más vivo que nunca.
Santa Cruz de Tenerife ostentaría la capitalidad del archipiélago canario hasta que durante el Gobierno del general Primo de Rivera mediante el R.D. del 21 de septiembre de 1927 se produjo la división de la antigua provincia de Canarias en dos provincias: Las Palmas con capital en Las Palmas de Gran Canaria y Santa Cruz de Tenerife con capital en la ciudad homónima. La Segunda República le otorgó rango constitucional a dicha división. A partir de este momento no existe la capitalidad de Canarias sino dos provincias independientes la una de la otra, cada una con su respectiva capital.
Finalmente, con el Estatuto de Autonomía de Canarias en 1982 y la creación de la Comunidad autónoma canaria, se fija de manera compartida la capitalidad del archipiélago entre Santa Cruz de Tenerife (capital ejecutiva y legislativa) y Las Palmas de Gran Canaria (capital ejecutiva y judicial), que es como permanece en la actualidad.
En el Estatuto de Autonomía de Canarias, en el artículo 5. Capitalidad y sede de la Presidencia, se expresa lo siguiente:

«1. La capitalidad de Canarias se fija compartidamente en las ciudades de Las Palmas de Gran Canaria y Santa Cruz de Tenerife, regulándose el estatuto de capitalidad por ley del Parlamento de Canarias.

La sede de la Presidencia de Canarias alternará entre ambas ciudades capitalinas por periodos legislativos.
La sede de la Vicepresidencia se ubicará en capital distinta a la de la Presidencia.

2. El Parlamento de Canarias tiene su sede en la ciudad de Santa Cruz de Tenerife»

## Cultura

### Mestizaje
La sociedad y el pueblo canario son el producto de múltiples influencias, con aportes bien diversos. Los elementos culturales que caracterizan al pueblo canario son el resultado de la historia abierta y mestiza que ha marcado el devenir de las islas. La cultura canaria ha recibido, en mayor o menor medida, aportaciones de los tres continentes bañados por el Atlántico (África, Europa y América), siendo las islas durante siglos tierra de arribada, escala, intercambio y emigración. Todas estas aportaciones se han ido aclimatando a las características de las islas y sus gentes, para formar una identidad cultural rica y diversa. En ella confluyen tres elementos fundamentales: un sustrato indígena, de origen bereber; el elemento europeo, fundamentalmente castellano, andaluz y gallego, aunque con importantes aportaciones portuguesas y, en menor medida, italianas, flamencas (Bélgica), británicas o francesas; y, finalmente, el influjo americano, producto de las relaciones comerciales y migratorias con Hispanoamérica, particularmente con Cuba y Venezuela, países por los que muchos canarios sienten particular afecto.

#### El elemento aborigen

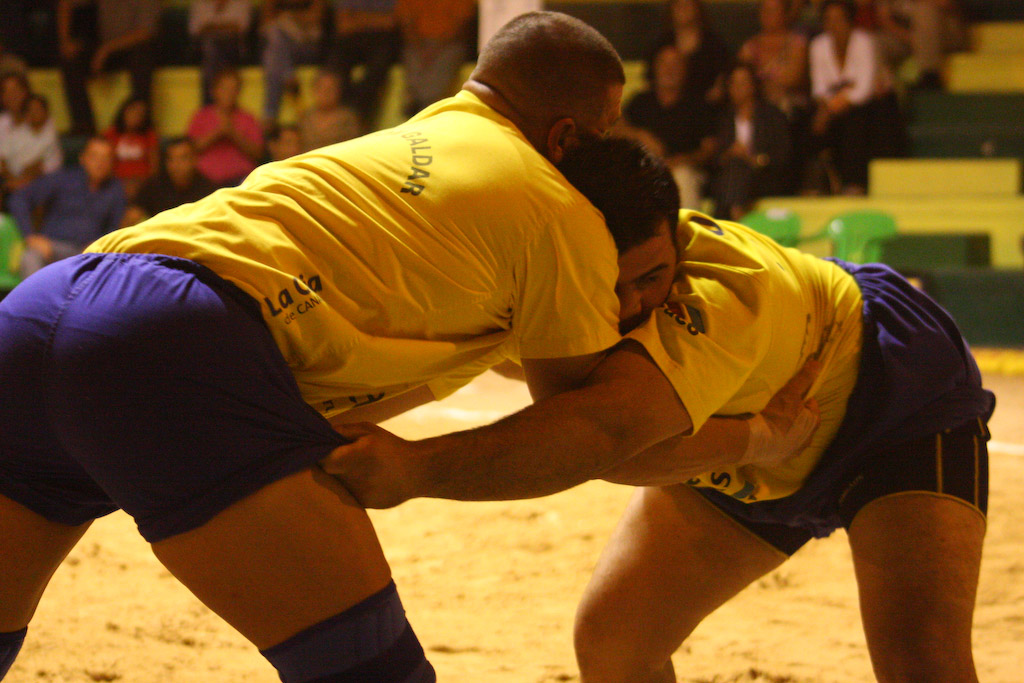
Lucha canaria, de origen guanche

A pesar de la inmigración, el mestizaje y la consiguiente aculturación que sucedió a la conquista, que dio lugar a que se perdieran las lenguas de los aborígenes y la mayor parte de su cultura, un cierto sustrato aborigen está presente en determinadas prácticas pastoriles, en juegos y deportes tradicionales (lucha canaria, lucha del garrote, salto del pastor), en algunos géneros del folclore musical (tajaraste, sirinoque), en la artesanía, fundamentalmente en la cerámica tradicional canaria, heredera de la indígena, en el habla canaria, sobre todo en el léxico referido al pastoreo, a elementos de la naturaleza (flora, fauna), antroponimia y la toponimia, en la gastronomía, principalmente a través del gofio y sus derivados culinarios, en la religiosidad popular, como elemento que se mezcla con los ritos cristianos en determinadas manifestaciones (Virgen de Candelaria, Fiesta de la Rama de Agaete, brujería, etc.). Se conservan además en la memoria colectiva, o recogidas por cronistas de la época de la conquista o posteriores, historias y leyendas que se refieren al mundo prehispánico (Árbol santo de Garoé, leyenda de Gara y Jonay, de la princesa Ico, etc.).
Cabe destacar, entre las aportaciones indígenas a la cultura canaria, el silbo gomero, único lenguaje silbado que se conserva en las islas desde época prehispánica, aunque adaptado en la actualidad al idioma español. Además de los aportes directos a la cultura de los canarios, «lo guanche» ha tenido un valor simbólico fundamental en la construcción de la identidad canaria, como elemento primigenio y aglutinador.

#### La impronta europea
La sociedad canaria que nace tras la conquista y colonización del archipiélago se regirá por parámetros importados de Europa, fundamentalmente de la metrópoli castellana (idioma español, instituciones de origen castellano, religión cristiana, etc.). La aportación de los diferentes pueblos ibéricos está presente en gran cantidad de manifestaciones culturales canarias, aunque modificados de acuerdo a la evolución interna de las islas y a los gustos locales. Este influjo aparece, por ejemplo, en el folclore musical (en géneros como las seguidillas, isas o malagueñas, y en instrumentos como el timple), en la indumentaria tradicional, en la arquitectura popular, la gastronomía, en el dialecto canario, en la artesanía, etc.

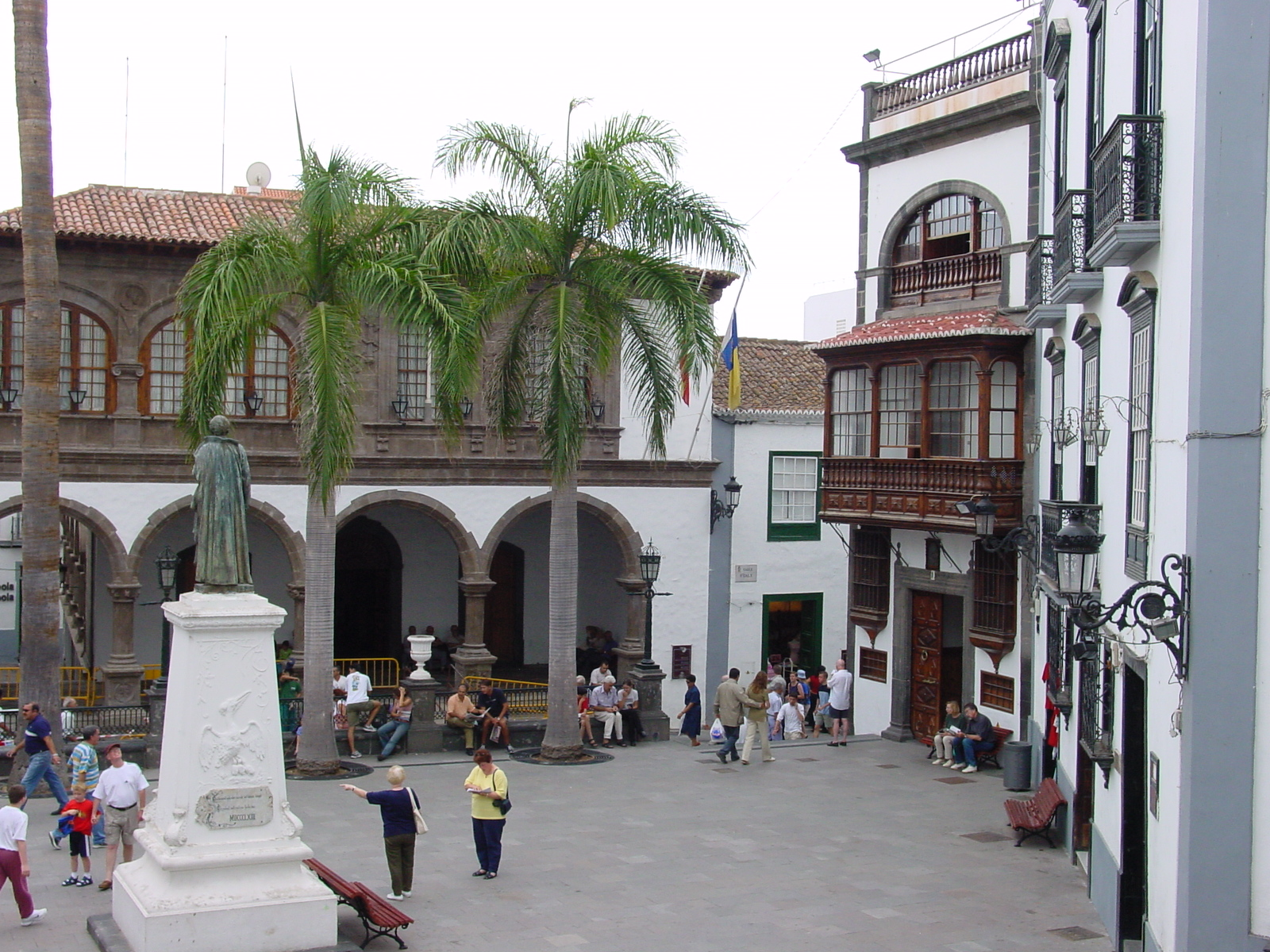
Santa Cruz de La Palma, ejemplo de ciudad tradicional canaria

La influencia portuguesa es especialmente significativa, sobre todo en el habla canaria, que ha heredado una parte fundamental de su léxico del idioma luso. También la arquitectura canaria es muestra de esta fusión entre diferentes elementos ibéricos, a los que se les suma una impronta propia (la importancia de la madera, la balconada canaria, etc.), que luego viajará hasta América.
A lo largo de su historia, las islas han sido zona de tránsito y arribada de gentes de diversas partes de Europa, relacionadas fundamentalmente con las actividades comerciales. Entre los que han dejado una mayor impronta cultural en Canarias cabe destacar a ingleses, flamencos, franco-normandos y genoveses, influencias presentes sobre todo en la arquitectura y la escultura. Sin embargo, las influencias de estos otros ámbitos europeos en la práctica diaria y costumbres de la población del archipiélago fueron mínimas.
Mención aparte merece la importancia cultural de la religión cristiana, elemento fundamental para la colonización de las islas. En la actualidad destacan las festividades en honor a cada una de las siete Vírgenes patronas insulares. Las romerías se han convertido en grandes manifestaciones de la «canariedad»: fiestas de origen religioso en las que se exaltan los rasgos de la cultura tradicional (vestimenta, folclore, gastronomía, etc.). Sin embargo, muchos de los elementos presentes en las romerías son relativamente recientes, siendo el caso más paradigmático algunas de las vestimentas «típicas» que se tratan de meras invenciones y no de trajes realmente tradicionales.
Junto a las fiestas de la tradición cristiana, el carnaval es la gran fiesta de las islas Canarias, celebrado en las ocho islas del archipiélago. El carnaval canario ha tenido que sortear épocas de restricciones y prohibición, como durante la dictadura franquista llamándose durante ese periodo el Carnaval de Santa Cruz de Tenerife Fiestas de Invierno.

#### La influencia americana
La relación cultural entre Canarias y América ha sido de «ida y vuelta», bidireccional. La cultura canaria ha tenido especial protagonismo en la construcción de determinadas identidades nacionales, como la cubana, la dominicana, la puertorriqueña, la venezolana o la uruguaya, siendo isleños los primeros pobladores de ciudades como Montevideo (Uruguay) y San Antonio (Estados Unidos), así como uno de los fundadores de São Paulo y Río de Janeiro (Brasil) y varias Municipalidades de Puerto Rico, como por ejemplo Hatillo. Los canarios tuvieron un gran impacto en el desarrollo económico de la provincia de Santo Domingo (actual República Dominicana) durante el siglo XVIII. En el sentido inverso, Canarias ha heredado de Iberoamérica gran cantidad de manifestaciones y gustos culturales, principalmente a través del fuerte vínculo migratorio entre las islas y aquel otro lado del Atlántico. Así, el habla canaria está emparentada con los dialectos del español caribeño, tanto en lo que respecta a la pronunciación como al léxico.

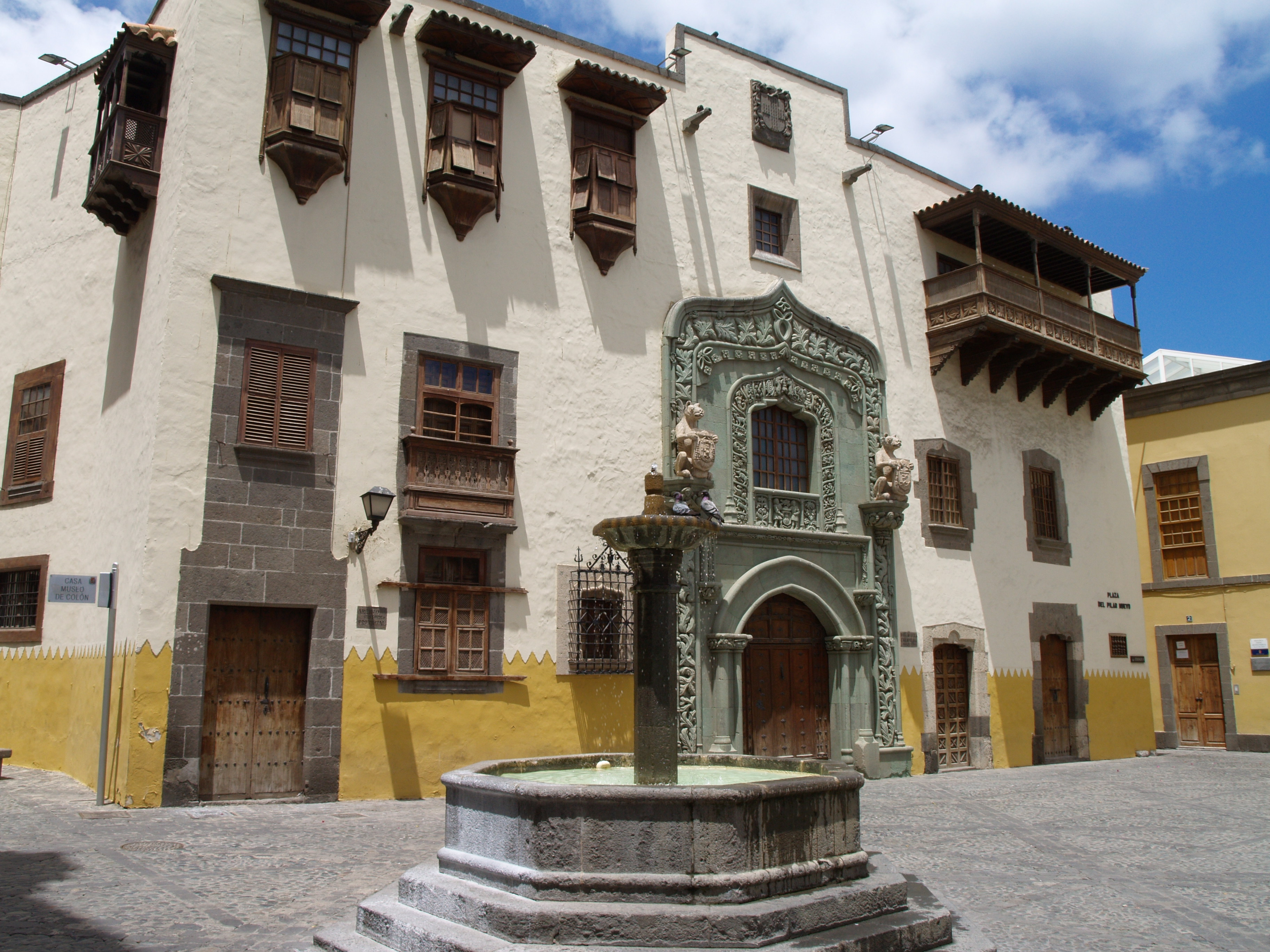
Casa de Colón, Las Palmas de Gran Canaria

En lo gastronómico cabe destacar la importancia de la papa, llegada desde América, en la cocina isleña, tanto por la gran cantidad de variedades que se cultivan en las islas como por ser el elemento fundamental de típicos platos como las papas arrugadas. Además, en algunas islas se ha generalizado el consumo de platos típicos iberoamericanos como la arepa.
En la artesanía cabe destacar la fabricación de tabaco puro de tipo habano, en la isla de La Palma.
En algunas fiestas hay reminiscencias de los tiempos de la emigración, siendo la más popular el Carnaval de los Indianos, en la isla de La Palma. La música hecha en las islas también denota influencia hispanoamericana, tanto en los «géneros de la emigración» (habanera o punto cubanos entre otros) como en ritmos popularizados en las islas, formando ya parte del repertorio de famosos grupos de música canaria como Los Sabandeños o Los Gofiones (joropo, bolero, son, etc.).
En la actualidad, Canarias es uno de los destinos predilectos de la nueva emigración iberoamericana a España, encontrando los iberoamericanos, en Canarias como en el resto de España, un recibimiento sensiblemente más cálido que los inmigrantes de otros orígenes.

#### Influencias recientes
Ya se citó con anterioridad la influencia de la dictadura franquista en la construcción de nuevas tradiciones, presentes sobre todo en manifestaciones culturales como las romerías o el llamado folclore canario.
El surgimiento de un movimiento nacionalista de izquierda en la década de 1960 supuso la reivindicación por parte de éstos de una identidad relacionada con el mundo guanche o precolonial, con cierto carácter panafricanista, por oposición a la cultura oficial imperante en esos momentos. De ahí surge el uso de una simbología determinada por parte de artistas como Martín Chirino o Tony Gallardo (impulsor del Manifiesto de El Hierro) y que terminará por extenderse entre la población canaria, y perdiendo con ello gran parte de su significación política original. La pintadera y la espiral como símbolos de la identidad canaria, la recuperación de prácticas en proceso de desuso como el salto del pastor, ahora utilizadas como actividad de ocio, etc. guardan relación con dichos procesos.
En la actualidad, el mayor nivel económico y educacional de la población, la mayor facilidad de los viajes, el turismo (fundamentalmente español peninsular, británico y alemán), la inmigración iberoamericana, y la globalización han aportado nuevas posibilidades de mestizaje y elementos culturales adicionales.

### Dialecto canario
La modalidad del idioma español propia y convencional de Canarias es usualmente llamada dialecto canario o habla canaria, siendo utilizada por los aproximadamente dos millones de hablantes del idioma español que habitan en el archipiélago canario. Se trata de una variedad dialectal encuadrada dentro de lo que se ha llamado «modalidad atlántica», similar a las de la América hispanohablante, y también a las del sur de la península ibérica, especialmente Andalucía occidental.
La situación geográfica de Canarias, que ha convertido al archipiélago en un histórico lugar de paso y puente entre culturas, ha motivado la presencia de términos de origen inglés, francés o árabe, así como de procedencia americana. También los aborígenes canarios que poblaron las islas con anterioridad a su conquista dejaron su impronta en el vocabulario isleño.
El dialecto más similar al canario, dado el vínculo histórico entre ambas zonas, es el dialecto caribeño, hablado en Cuba, Puerto Rico, La Española (República Dominicana), y la costa del mar Caribe (Venezuela, el norte de Colombia y Panamá). Además, léxicamente, el dialecto canario está ampliamente influenciado por el idioma portugués, del que deriva cierta parte de su léxico.

### Religión

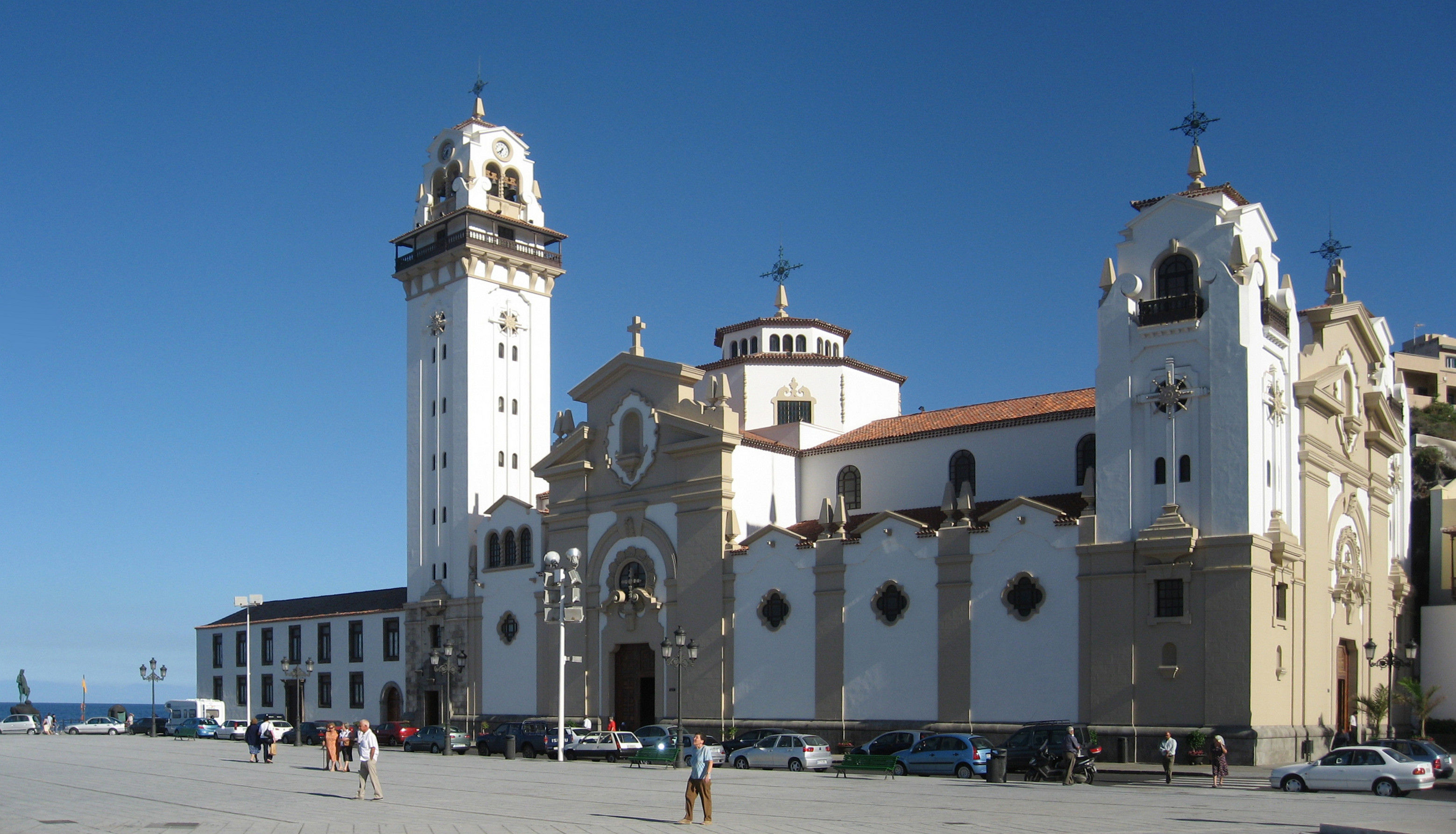
Basílica de Nuestra Señora de la Candelaria (Patrona de Canarias) en Tenerife

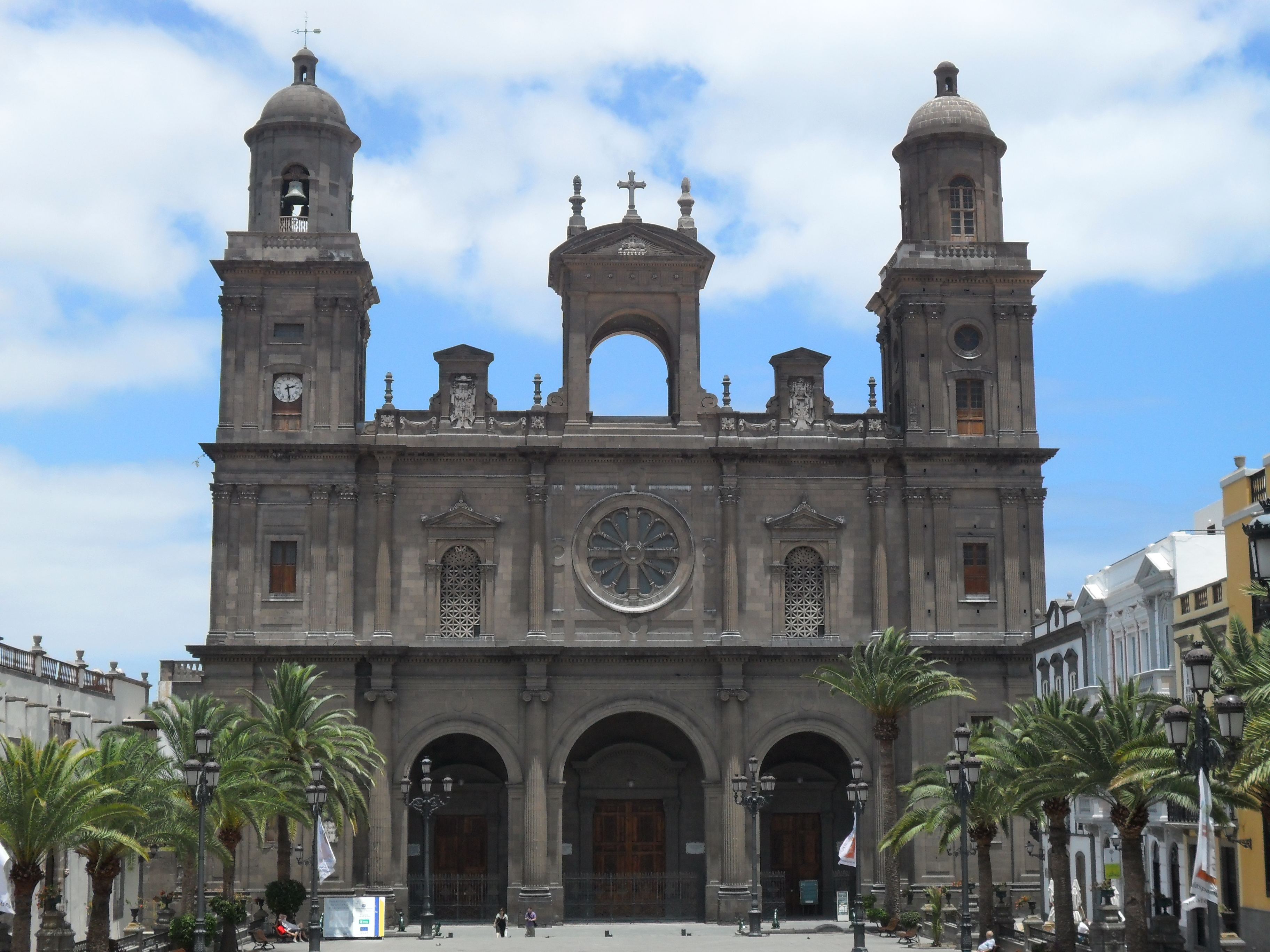
Catedral de Canarias, Las Palmas de Gran Canaria

Al igual que ocurre en el resto de España, la sociedad canaria es mayoritariamente cristiana, principalmente católica. La religión católica ha sido desde la Conquista de Canarias en el siglo XV, la religión mayoritaria en el archipiélago. En las islas Canarias nacieron dos santos católicos: Pedro de San José Betancur y José de Anchieta. Ambos, nacidos en la isla de Tenerife, fueron misioneros en Guatemala y Brasil respectivamente. El archipiélago canario se encuentra bajo el patronazgo de la Virgen de Candelaria.
No obstante, las crecientes corrientes migratorias (turismo, inmigración, etc.) están incrementando el número de fieles de otras religiones que se dan cita en las islas, como musulmanes, evangélicos y practicantes del hinduismo. Religiones minoritarias significativamente importantes en Canarias son las religiones afroamericanas, las religiones chinas, los budistas, el bahaísmo y el judaísmo. También existe en el archipiélago una forma de neopaganismo autóctono, la Iglesia del Pueblo Guanche.
La distribución de creencias en el 2012 según el Barómetro Autonómico del CIS era la siguiente:
- 84,9 % católicos
- 7,8 % no creyentes
- 4,5 % ateos
- 1,7 % otras religiones

Entre los creyentes el 38,7 % acude con frecuencia a oficios religiosos.

#### Diócesis católicas
Canarias está dividida en dos diócesis católicas, cada una gobernada por un obispo. Ambas pertenecen a la provincia eclesiástica de Sevilla:
- Diócesis de Canarias, también llamada Diócesis Canariense-Rubicense: Engloba las islas de la provincia de Las Palmas (provincia oriental): Gran Canaria, Fuerteventura, Lanzarote y La Graciosa. Tiene su sede en la ciudad de Las Palmas de Gran Canaria.

- Diócesis de San Cristóbal de La Laguna, también llamada Diócesis de Tenerife o Diócesis Nivariense: Engloba las islas de la provincia de Santa Cruz de Tenerife (provincia occidental); Tenerife, La Palma, La Gomera y El Hierro. Tiene su sede en la ciudad de San Cristóbal de La Laguna.

### Museos

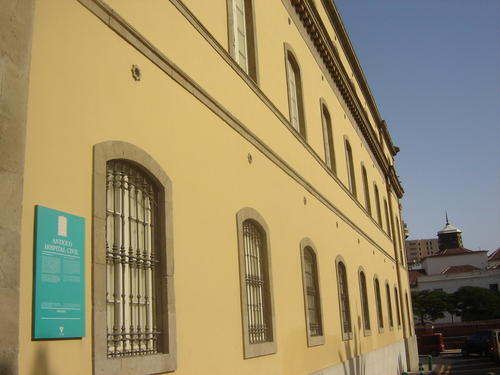
Museo de la Naturaleza y la Arqueología en Santa Cruz de Tenerife

Muchos de los museos insulares de las islas poseen en sus colecciones material arqueológico y restos humanos de la prehistoria del archipiélago, de la Historia de Canarias y de la ciencia y la tecnología. En Tenerife existe el Organismo Autónomo de Museos y Centros de Tenerife, organismo autónomo local, perteneciente al Cabildo de Tenerife. Algunos de los museos más importantes del archipiélago son:
- Museo de la Naturaleza y la Arqueología MUNA: Es un proyecto expositivo que pertenece al Organismo Autónomo de Museos y Centros, situado en pleno centro de la ciudad de Santa Cruz de Tenerife. Integra el Museo Arqueológico de Tenerife, el Instituto Canario de Bioantropología y el Museo de Ciencias Naturales de Tenerife. Es conocido por el hecho de albergar una formidable colección de momias guanches y por la gran calidad de conservación de las mismas, custodia una gran colección de objetos relacionados con los antiguos aborígenes de las islas Canarias (los guanches). Cuenta con uno de los sistemas de conservación y exhibición de restos humanos momificados más exigentes del mundo. Por lo que es además un referente mundial en lo que se refiere a conservación de momias.[204][205]

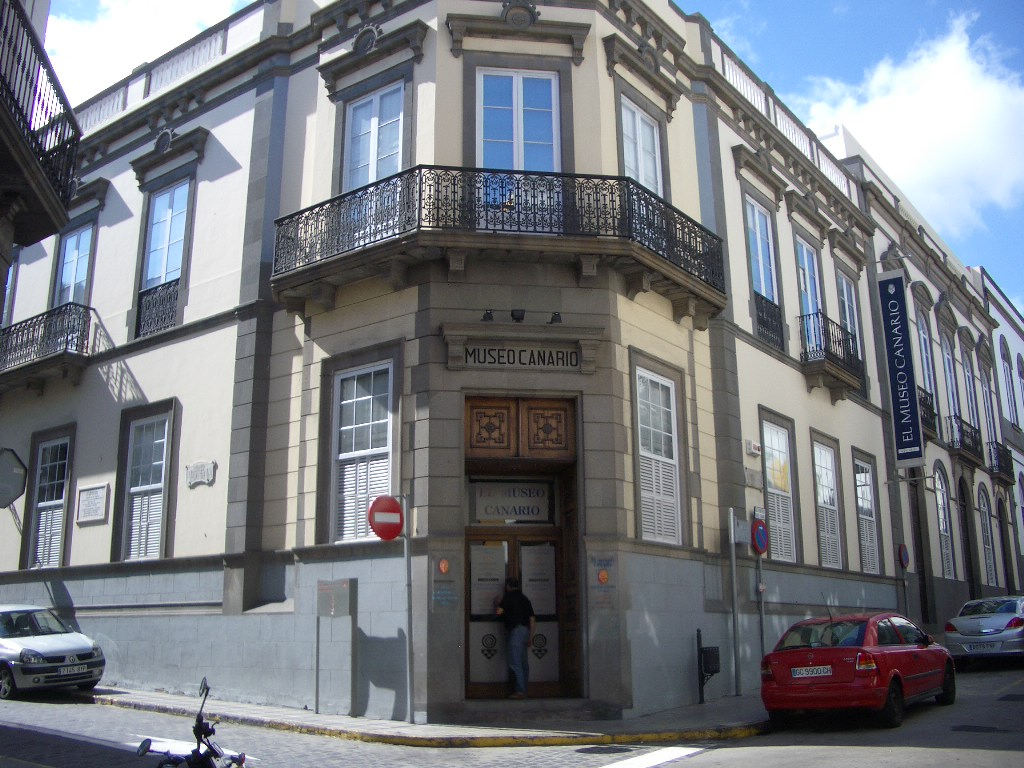
El Museo Canario en Las Palmas de Gran Canaria

- El Museo Canario: Es una institución científica y cultural con sede en la ciudad de Las Palmas de Gran Canaria. Es una de las principales instituciones culturales del archipiélago. Entre las colecciones que conserva merecen ser destacados los recipientes cerámicos por su variada tipología y belleza decorativa; los ídolos, con una amplia representación para Gran Canaria; y las llamadas pintaderas, de las que se dispone de más de 200 piezas. Este museo también posee una gran colección de restos óseos de los antiguos habitantes de la isla. Fue fundado en 1879 a iniciativa de Gregorio Chil y Naranjo. Posee también un rico centro de documentación que conserva importantes elementos del patrimonio documental canario.
- Museo Arqueológico del Puerto de La Cruz: Se creó en 1953, en la ciudad de Puerto de la Cruz (Tenerife). A partir del Instituto de Estudios Hispánicos de Canarias. Alberga una de las colecciones de cerámica aborigen guanche más importantes de Canarias con piezas únicas en Tenerife.[206]
- Museo de la Cueva Pintada de Gáldar: es un museo emplazado en el parque arqueológico Cueva Pintada, en el municipio de Gáldar (Gran Canaria). Dicha cueva, descubierta en el siglo XIX, es un magnífico ejemplo de las representaciones artísticas de los antiguos aborígenes de Gran Canaria. El museo fue reabierto el 26 de julio de 2006, tras más de veinte años de trabajos de recuperación del recinto.
- Museo de Antropología de Tenerife: Pertenece al Organismo Autónomo de Museos y Centros. Su sede actual se encuentra en el inmueble Casa de Carta en Valle de Guerra (en el municipio de San Cristóbal de La Laguna, Tenerife) y su función principal es la de investigar, conservar y difundir la cultura popular canaria.
- Museo de Cetáceos de Canarias: Está ubicado en Puerto Calero, dentro del municipio de Yaiza (Lanzarote). Fue creado con la finalidad de promover el conocimiento, la conservación y la investigación del patrimonio natural de los fondos marinos de las islas Canarias. Este museo es el primer museo de España dedicado exclusivamente a los cetáceos.[207]
- Museo Elder de la Ciencia y la Tecnología: Se encuentra en Las Palmas de Gran Canaria y dispone de 4500 m² en los que se puede encontrar: salas de exposiciones llenas de piezas y módulos interactivos. Talleres para realizar ciencia en vivo y una sala de proyecciones de cine de gran formato.
- Museo de la Ciencia y el Cosmos: Pertenece al Organismo Autónomo de Museos y Centros, fue inaugurado en 1993 por iniciativa del propio Cabildo y del Instituto de Astrofísica de Canarias. Tiene su sede en San Cristóbal de La Laguna en Tenerife y su finalidad es la de acercar al público los descubrimientos que está proporcionando el estudio del Universo.

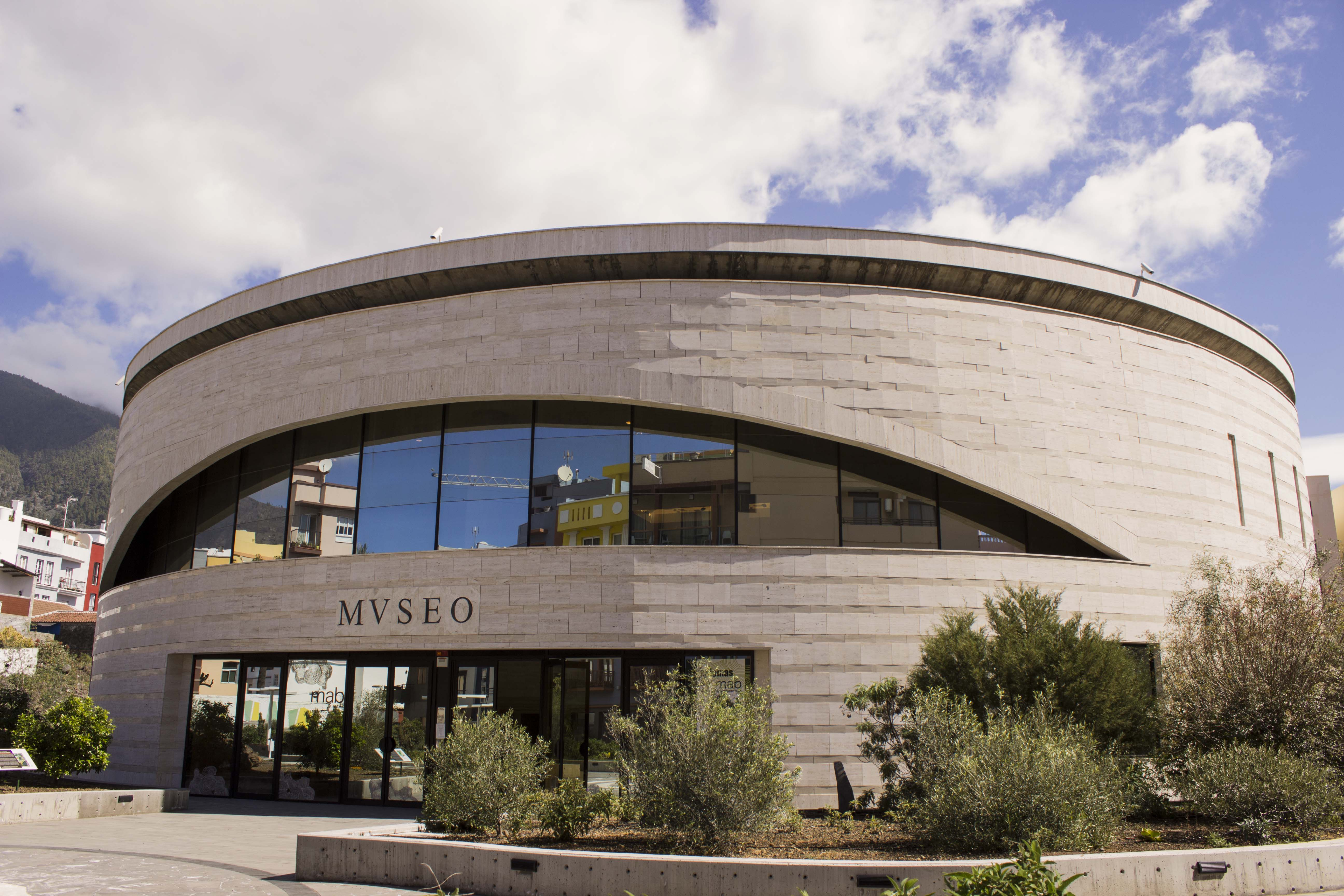
Museo Arqueológico Benahoarita, en Los Llanos de Aridane

- Museo Arqueológico Benahoarita: Ubicado en Los Llanos de Aridane, se trata de la institución museística dedicada a la arqueología más importante de la isla de La Palma. Está dedicado a la cultura benahoarita, el pueblo aborigen de la isla.
- Centro Atlántico de Arte Moderno: Es un museo dedicado al arte contemporáneo ubicado en Las Palmas de Gran Canaria. Su principal política cultural está estructurada sobre el concepto de la «tricontinentalidad». Fue inaugurado el 4 de diciembre de 1989.
- TEA - Tenerife Espacio de las Artes: Situado también en la ciudad de Santa Cruz de Tenerife busca promover el conocimiento de las diferentes tendencias del arte y la cultura contemporáneos entre la población local y foránea, propiciando la organización de actividades culturales, científicas, educativas y técnicas.
- Museo de Historia de Tenerife: Pertenece al Organismo Autónomo de Museos y Centros. Fue inaugurado en diciembre de 1993 en el inmueble conocido como Casa Lercaro, en San Cristóbal de La Laguna (Tenerife). El museo nace con la vocación de divulgar la historia de la isla de Tenerife, ofreciendo una visión general del desarrollo institucional, socioeconómico y cultural de la isla, desde el siglo XV al siglo XX.

### Fiestas

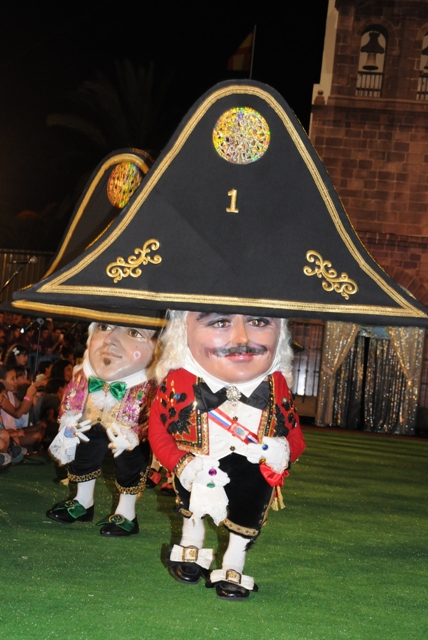
La Danza de los Enanos es uno de los actos más importantes de las Fiestas Lustrales de la Bajada de la Virgen de las Nieves en Santa Cruz de La Palma

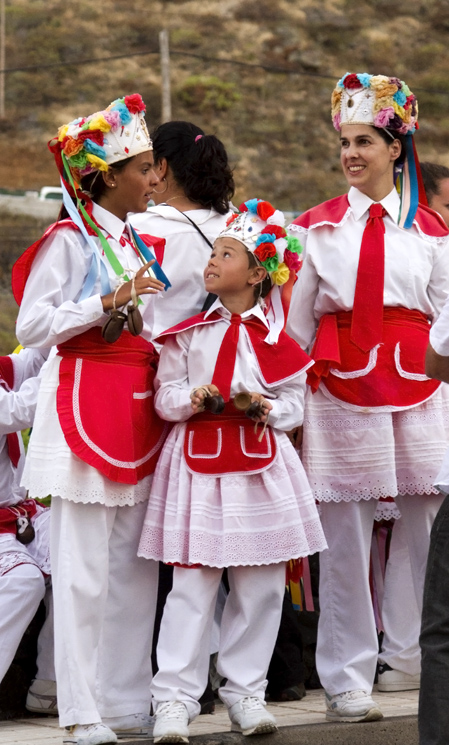
Bailarines con traje típico en El Tamaduste (El Hierro)

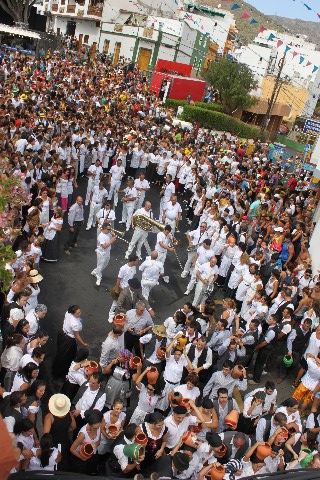
Banda de Agaete en la Traída del Agua (Gran Canaria)

Algunos días festivos de los celebrados en Canarias son de carácter internacional y nacional, otras son fiestas regionales y otras son de carácter insular. El día oficial de la comunidad autónoma es el Día de Canarias el 30 de mayo. Se conmemora con este día, el aniversario de la primera sesión del Parlamento de Canarias con sede en la ciudad de Santa Cruz de Tenerife, llevada a cabo el 30 de mayo de 1983.
El calendario festivo común en toda Canarias es el siguiente:
| Fecha           | Nombre                      | Notas |
| --------------- | --------------------------- | --- |
| 1 de enero      | Año Nuevo                   | Festividad internacional |
| 6 de enero      | Día de Reyes                | Festividad católica |
| Marzo o abril   | Jueves y Viernes Santo      | Festividad cristiana |
| 1 de mayo       | Día del Trabajo             | Festividad internacional |
| 30 de mayo      | Día de Canarias             | Día de la comunidad autónoma, aniversario de la primera sesión del Parlamento de Canarias |
| 15 de agosto    | Asunción de la Virgen María | Festividad católica. Este día es festivo en el archipiélago al igual que en toda España. Popularmente, en Canarias es conocido como el día en que se celebra a la Virgen de Candelaria (Patrona de Canarias) |
| 12 de octubre   | Día de la Hispanidad        | Fiesta Nacional de España, conmemoración del descubrimiento de América |
| 1 de noviembre  | Todos los Santos            | Festividad católica |
| 6 de diciembre  | Día de la Constitución      | Conmemoración del referéndum para la ratificación de la Constitución española |
| 8 de diciembre  | Inmaculada Concepción       | Festividad católica, la Inmaculada Concepción es la Patrona de España |
| 25 de diciembre | Navidad                     | Festividad cristiana, conmemoración del nacimiento de Jesús de Nazaret |

Además cada una de las islas tiene una festividad insular en la cual es día festivo solo en esa isla en cuestión. Estas son las fiestas de las patronas insulares de cada isla. Ordenadas cronológicamente son:
| Fecha                                       | Isla/s                  | Virgen                        |
| ------------------------------------------- | ----------------------- | ----------------------------- |
| 2 de febrero                                | Tenerife                | Nuestra Señora de Candelaria  |
| 5 de agosto                                 | La Palma                | Nuestra Señora de las Nieves  |
| 8 de septiembre                             | Gran Canaria            | Nuestra Señora del Pino       |
| 15 de septiembre                            | Lanzarote y La Graciosa | Nuestra Señora de los Dolores |
| Tercer sábado del mes de septiembre         | Fuerteventura           | Nuestra Señora de la Peña     |
| 24 de septiembre                            | El Hierro               | Nuestra Señora de los Reyes   |
| Lunes siguiente al primer sábado de octubre | La Gomera               | Nuestra Señora de Guadalupe   |

Aparte de estas, cada uno de los 88 municipios canarios celebran como festivos locales las fiestas de sus santos patronos a lo largo del año. Existen además en Canarias festividades de ámbito más comarcal que tienen gran popularidad en el conjunto del archipiélago. En este apartado destacan las romerías y las bajadas de algunas patronas insulares cada ciertos años. Entre las que se pueden mencionar; la Romería del Socorro en Güímar, la de San Benito Abad en San Cristóbal de La Laguna, la de San Roque en Garachico y la de la Virgen de Candelaria en el municipio homónimo, todas ellas en Tenerife. En Gran Canaria destacan las romerías de Teror dedicada a la Virgen del Pino, la Bajada de la Rama en Agaete y la romería en honor a San Antonio de Padua en Mogán. En Lanzarote y Fuerteventura destacan las romerías de las patronas insulares: la romería de la Virgen de los Dolores y la de la Virgen de la Peña respectivamente. En Canarias, las romerías son las fiestas más importantes de cada pueblo. La gente suele ataviarse con la vestimenta tradicional canaria, que varía según la isla o zona. Son fiestas donde se manifiesta la canariedad y donde se aprovecha para degustar productos típicos. En el resto de islas destacan las bajadas de las patronas insulares como las Fiestas Lustrales de la Bajada de la Virgen de las Nieves en La Palma cada cinco años, la Bajada de la Virgen de los Reyes en El Hierro cada cuatro años y la de la Virgen de Guadalupe en La Gomera cada cinco. En la isla de La Graciosa, por su parte, se celebra cada año, el 16 de julio, la procesión marítima de su Patrona, la Virgen del Carmen.

#### Carnavales
Sin duda el carnaval es la fiesta más conocida e internacional del archipiélago. El carnaval se celebra en todas las islas y todos sus municipios, quizás los dos más concurridos son los de las dos capitales canarias; Santa Cruz de Tenerife y Las Palmas de Gran Canaria. Pero el resto de las islas del archipiélago poseen sus carnavales con tradiciones propias;
- Fiesta de los Carneros de El Hierro; Los jóvenes del pueblo de La Frontera se atavían con las pieles de carneros, obtenidas meses e incluso años atrás y se dedican a correr tras los más pequeños y no tan pequeños, para asustarlos y embadurnarlos de tinte negro. Esta tradición tiene raíces prehispánicas y guarda relación con festividades del norte de África.
- Fiesta de los Diabletes de Teguise en Lanzarote; Se trata de una tradición popular producto de la mezcla de creencias aborígenes con elementos castellanos y conexiones brujeriles nacidas sobre todo desde finales del siglo XV. La figura del diablete aparece en Teguise, encarnado en el macho cabrío, símbolo de virilidad y fecundidad. En esta fiesta ciertos vecinos del pueblo se disfrazan de diablos. Otro rasgo distintivo del carnaval en Lanzarote son los buches de Arrecife.

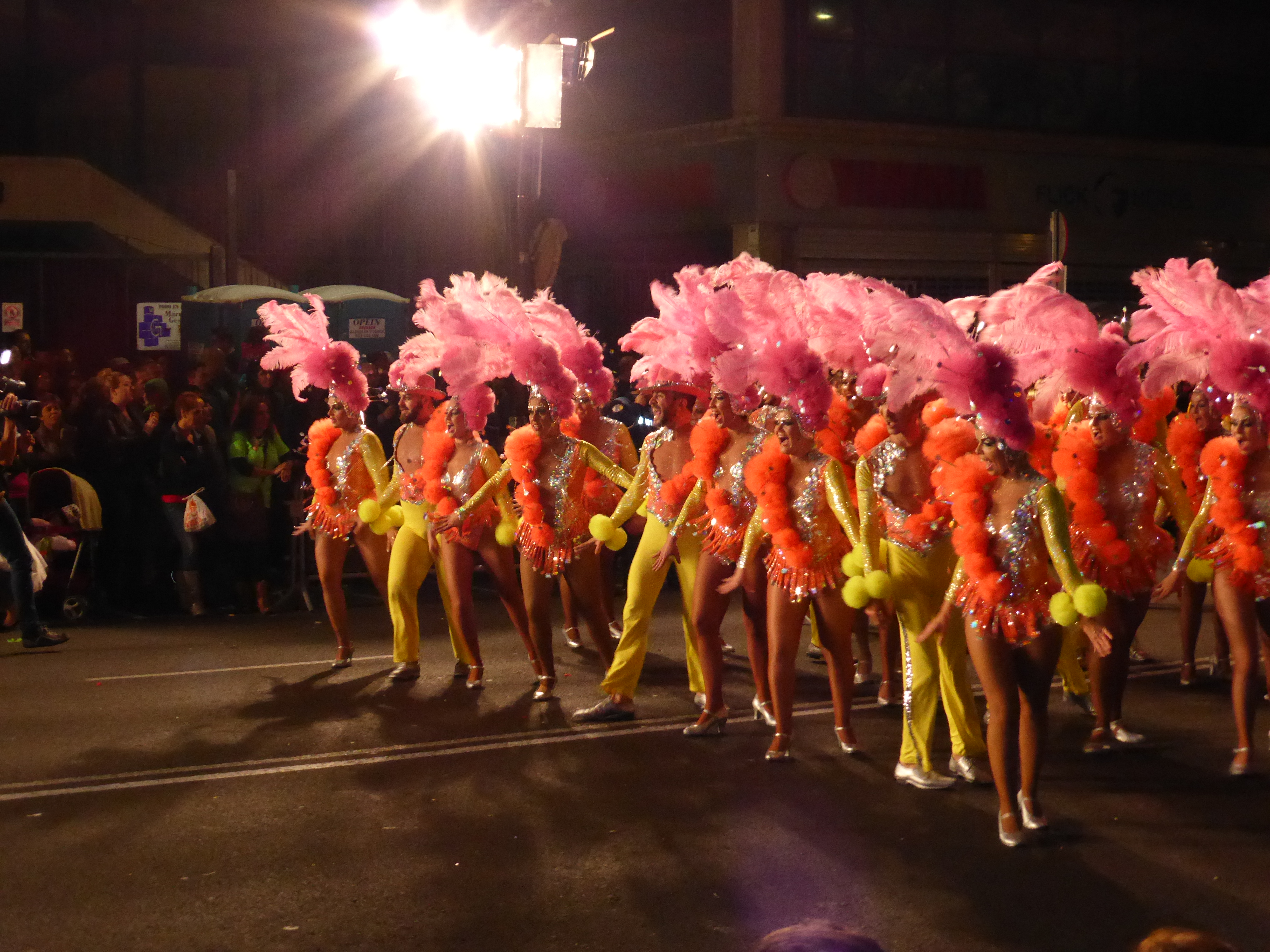
Desfile en el Carnaval de Santa Cruz de Tenerife

- Los Indianos de La Palma; Es sin dudas el acto más importante del Carnaval de Santa Cruz de La Palma. Dicha tradición se remonta al siglo XIX a partir de los festejos que se celebran con la llegada al puerto de los barcos desde Cuba y el resto de Hispanoamérica. Se llamaba «indianos» a los isleños que habían emigrado y volvían a la isla presumiendo de riquezas e historias de prosperidad. Actualmente es tradición que los que se disfrazan de indianos se dediquen a lanzar polvos de talco a todos los participantes y visitantes.
- Carnaval de Las Palmas de Gran Canaria; Es la fiesta popular de mayor arraigo y una de las más multitudinaria del municipio capitalino de la isla de Gran Canaria y uno de los de mayor relevancia del país.[214] En las fiestas se celebra la Gala de Elección de la Reina y la Gala de Elección del Drag Queen del Carnaval.
- Carnaval de San Sebastián de La Gomera y Carnaval de Puerto del Rosario (Fuerteventura); Los carnavales de las capitales de la isla de La Gomera y Fuerteventura poseen unos actos similares a los del carnaval de Tenerife y Gran Canaria como los desfiles y la gala de elección de reina del carnaval. En Puerto del Rosario destaca los Achipencos una regata carnavalera que se realiza en la bahía de la localidad. Estos artilugios carnavaleros hidrodinámicos impulsados por energías no contaminantes, hacen las delicias del público y se han convertido en el acto más singular del carnaval de la capital majorera, y el que más asistentes congrega.
- Carnaval de Santa Cruz de Tenerife; El 18 de enero de 1980 fue declarado Fiesta de Interés Turístico Internacional siendo junto al Carnaval de Cádiz los únicos carnavales en España que poseen tal distinción. El carnaval de Santa Cruz de Tenerife es considerado uno de los más importantes del mundo.[215][216][217] En él se destacan la Gran Gala de la Elección de la Reina del Carnaval, así como multitudinarios desfiles por las avenidas capitalinas, el Carnaval de Día y el entierro de la sardina.

### Medios de comunicación

#### Prensa
Aparte de los periódicos de difusión nacional, algunos de los cuales, como ABC incluyen páginas de noticias regionales, los principales diarios publicados en Canarias son, por orden alfabético: Canarias7, Diario de Avisos, El Día y La Provincia. La Opinión de Tenerife estuvo saliendo hasta 2019, cuando anunció su cierre. También existen algunos periódicos digitales como Canarias24horas, Canarias Ahora, Canarias Semanal o Bienmesabe y agencias de noticias propias como ACFI PRESS o ACN Press.

#### Televisión
Además de las cadenas de ámbito nacional, en Canarias existe una televisión autonómica pública, TV Canaria, que forma parte de la Federación de Organismos de Radio y Televisión Autonómicos (FORTA), organización formada por las televisiones y radios autonómicas españolas. Existen otras dos concesiones autonómicas de televisión privada, otorgadas a Antena 3 Televisión de Canarias y a Popular Televisión Canarias. También existen numerosas televisiones insulares y locales.

#### Radio
Las principales emisoras de radio de ámbito nacional se pueden sintonizar en Canarias, muchas de ellas con desconexiones locales en su programación. Además, existen numerosas emisoras de radio locales y municipales. De entre las emisoras locales destaca Radio Club Tenerife (la radio decana de Canarias), Radio ECCA, destinada a la educación a distancia y cuyos diplomas están homologados por el Gobierno de Canarias, 7.7 Radio, la primera en emitir sus contenidos en formato digital y Canarias Radio, la última de las radios públicas en crearse dentro de España.